# Веселин Топалов
Веселин Александров Топалов е български гросмайстор, световен шампион по шахмат за периода 2005 – 2006 г., версия ФИДЕ и световен вицешампион за периода 2010 – 2012 г.
Той е сред шахматистите, оглавявали световната ранглиста от 1967 г., откакто Световна шахматна федерация (ФИДЕ) приема коефициента ЕЛО като мярка за силата на шахматистите. Другите в хронологичен ред са: Борис Спаски, Боби Фишер, Анатоли Карпов, Гари Каспаров, Владимир Крамник, Вишванатан Ананд и Магнус Карлсен. През април 2006 оглавява за първи път ранглистата на ФИДЕ с ЕЛО 2804 т., след отпадането от нея на отказалия се от състезателна дейност Гари Каспаров. Топалов отново води в месечната класация на ФИДЕ през юли 2009 с ЕЛО 2813 т. През юли 2015 г. постига най-високия си месечен рейтинг от 2816 точки, с което се нарежда на 10-то място във вечната ранглиста сред 14-те шахматисти, достигали някога ЕЛО над 2800 т. На 24 август 2015 г. достига върховия си моментен рейтинг от 2826,5 точки, което е 5–то постижение в историята на шахмата
(виж Върхови постижения в оценките на шахматисти).
Носител е на Шахматен Оскар за 2005 г.

## Шахматна биография
Веселин Топалов е роден на 15 март 1975 г. в Русе. Учи в Хлебарово (дн. гр. Цар Калоян).
На 8 години баща му го запознава с правилата на шахмата. На 12 г. вече е майстор на спорта. През 1989 г. в Агуадиля (Пуерто Рико) Веселин Топалов става световен шампион за юноши до 14-годишна възраст. На 13 г. за световната си титла е удостоен със званието международен майстор. Пред 1990 година става световен вицешампион за юноши до 16 години в Сингапур.
|   | a | b | c | d | e | f | g | h |   |
| 8 | бяла дама на бяло поле c8 · черен офицер на черно поле e7 · черен цар на бяло поле f7 · черен топ на черно поле f6 · бяла пешка на черно поле a5 · черна пешка на черно поле c5 · бял цар на черно поле e5 · черна пешка на бяло поле f5 · бяла пешка на черно поле c3 · бяла пешка на черно поле b2 | бяла дама на бяло поле c8 · черен офицер на черно поле e7 · черен цар на бяло поле f7 · черен топ на черно поле f6 · бяла пешка на черно поле a5 · черна пешка на черно поле c5 · бял цар на черно поле e5 · черна пешка на бяло поле f5 · бяла пешка на черно поле c3 · бяла пешка на черно поле b2 | бяла дама на бяло поле c8 · черен офицер на черно поле e7 · черен цар на бяло поле f7 · черен топ на черно поле f6 · бяла пешка на черно поле a5 · черна пешка на черно поле c5 · бял цар на черно поле e5 · черна пешка на бяло поле f5 · бяла пешка на черно поле c3 · бяла пешка на черно поле b2 | бяла дама на бяло поле c8 · черен офицер на черно поле e7 · черен цар на бяло поле f7 · черен топ на черно поле f6 · бяла пешка на черно поле a5 · черна пешка на черно поле c5 · бял цар на черно поле e5 · черна пешка на бяло поле f5 · бяла пешка на черно поле c3 · бяла пешка на черно поле b2 | бяла дама на бяло поле c8 · черен офицер на черно поле e7 · черен цар на бяло поле f7 · черен топ на черно поле f6 · бяла пешка на черно поле a5 · черна пешка на черно поле c5 · бял цар на черно поле e5 · черна пешка на бяло поле f5 · бяла пешка на черно поле c3 · бяла пешка на черно поле b2 | бяла дама на бяло поле c8 · черен офицер на черно поле e7 · черен цар на бяло поле f7 · черен топ на черно поле f6 · бяла пешка на черно поле a5 · черна пешка на черно поле c5 · бял цар на черно поле e5 · черна пешка на бяло поле f5 · бяла пешка на черно поле c3 · бяла пешка на черно поле b2 | бяла дама на бяло поле c8 · черен офицер на черно поле e7 · черен цар на бяло поле f7 · черен топ на черно поле f6 · бяла пешка на черно поле a5 · черна пешка на черно поле c5 · бял цар на черно поле e5 · черна пешка на бяло поле f5 · бяла пешка на черно поле c3 · бяла пешка на черно поле b2 | бяла дама на бяло поле c8 · черен офицер на черно поле e7 · черен цар на бяло поле f7 · черен топ на черно поле f6 · бяла пешка на черно поле a5 · черна пешка на черно поле c5 · бял цар на черно поле e5 · черна пешка на бяло поле f5 · бяла пешка на черно поле c3 · бяла пешка на черно поле b2 | 8 |
| 7 | бяла дама на бяло поле c8 · черен офицер на черно поле e7 · черен цар на бяло поле f7 · черен топ на черно поле f6 · бяла пешка на черно поле a5 · черна пешка на черно поле c5 · бял цар на черно поле e5 · черна пешка на бяло поле f5 · бяла пешка на черно поле c3 · бяла пешка на черно поле b2 | бяла дама на бяло поле c8 · черен офицер на черно поле e7 · черен цар на бяло поле f7 · черен топ на черно поле f6 · бяла пешка на черно поле a5 · черна пешка на черно поле c5 · бял цар на черно поле e5 · черна пешка на бяло поле f5 · бяла пешка на черно поле c3 · бяла пешка на черно поле b2 | бяла дама на бяло поле c8 · черен офицер на черно поле e7 · черен цар на бяло поле f7 · черен топ на черно поле f6 · бяла пешка на черно поле a5 · черна пешка на черно поле c5 · бял цар на черно поле e5 · черна пешка на бяло поле f5 · бяла пешка на черно поле c3 · бяла пешка на черно поле b2 | бяла дама на бяло поле c8 · черен офицер на черно поле e7 · черен цар на бяло поле f7 · черен топ на черно поле f6 · бяла пешка на черно поле a5 · черна пешка на черно поле c5 · бял цар на черно поле e5 · черна пешка на бяло поле f5 · бяла пешка на черно поле c3 · бяла пешка на черно поле b2 | бяла дама на бяло поле c8 · черен офицер на черно поле e7 · черен цар на бяло поле f7 · черен топ на черно поле f6 · бяла пешка на черно поле a5 · черна пешка на черно поле c5 · бял цар на черно поле e5 · черна пешка на бяло поле f5 · бяла пешка на черно поле c3 · бяла пешка на черно поле b2 | бяла дама на бяло поле c8 · черен офицер на черно поле e7 · черен цар на бяло поле f7 · черен топ на черно поле f6 · бяла пешка на черно поле a5 · черна пешка на черно поле c5 · бял цар на черно поле e5 · черна пешка на бяло поле f5 · бяла пешка на черно поле c3 · бяла пешка на черно поле b2 | бяла дама на бяло поле c8 · черен офицер на черно поле e7 · черен цар на бяло поле f7 · черен топ на черно поле f6 · бяла пешка на черно поле a5 · черна пешка на черно поле c5 · бял цар на черно поле e5 · черна пешка на бяло поле f5 · бяла пешка на черно поле c3 · бяла пешка на черно поле b2 | бяла дама на бяло поле c8 · черен офицер на черно поле e7 · черен цар на бяло поле f7 · черен топ на черно поле f6 · бяла пешка на черно поле a5 · черна пешка на черно поле c5 · бял цар на черно поле e5 · черна пешка на бяло поле f5 · бяла пешка на черно поле c3 · бяла пешка на черно поле b2 | 7 |
| 6 | бяла дама на бяло поле c8 · черен офицер на черно поле e7 · черен цар на бяло поле f7 · черен топ на черно поле f6 · бяла пешка на черно поле a5 · черна пешка на черно поле c5 · бял цар на черно поле e5 · черна пешка на бяло поле f5 · бяла пешка на черно поле c3 · бяла пешка на черно поле b2 | бяла дама на бяло поле c8 · черен офицер на черно поле e7 · черен цар на бяло поле f7 · черен топ на черно поле f6 · бяла пешка на черно поле a5 · черна пешка на черно поле c5 · бял цар на черно поле e5 · черна пешка на бяло поле f5 · бяла пешка на черно поле c3 · бяла пешка на черно поле b2 | бяла дама на бяло поле c8 · черен офицер на черно поле e7 · черен цар на бяло поле f7 · черен топ на черно поле f6 · бяла пешка на черно поле a5 · черна пешка на черно поле c5 · бял цар на черно поле e5 · черна пешка на бяло поле f5 · бяла пешка на черно поле c3 · бяла пешка на черно поле b2 | бяла дама на бяло поле c8 · черен офицер на черно поле e7 · черен цар на бяло поле f7 · черен топ на черно поле f6 · бяла пешка на черно поле a5 · черна пешка на черно поле c5 · бял цар на черно поле e5 · черна пешка на бяло поле f5 · бяла пешка на черно поле c3 · бяла пешка на черно поле b2 | бяла дама на бяло поле c8 · черен офицер на черно поле e7 · черен цар на бяло поле f7 · черен топ на черно поле f6 · бяла пешка на черно поле a5 · черна пешка на черно поле c5 · бял цар на черно поле e5 · черна пешка на бяло поле f5 · бяла пешка на черно поле c3 · бяла пешка на черно поле b2 | бяла дама на бяло поле c8 · черен офицер на черно поле e7 · черен цар на бяло поле f7 · черен топ на черно поле f6 · бяла пешка на черно поле a5 · черна пешка на черно поле c5 · бял цар на черно поле e5 · черна пешка на бяло поле f5 · бяла пешка на черно поле c3 · бяла пешка на черно поле b2 | бяла дама на бяло поле c8 · черен офицер на черно поле e7 · черен цар на бяло поле f7 · черен топ на черно поле f6 · бяла пешка на черно поле a5 · черна пешка на черно поле c5 · бял цар на черно поле e5 · черна пешка на бяло поле f5 · бяла пешка на черно поле c3 · бяла пешка на черно поле b2 | бяла дама на бяло поле c8 · черен офицер на черно поле e7 · черен цар на бяло поле f7 · черен топ на черно поле f6 · бяла пешка на черно поле a5 · черна пешка на черно поле c5 · бял цар на черно поле e5 · черна пешка на бяло поле f5 · бяла пешка на черно поле c3 · бяла пешка на черно поле b2 | 6 |
| 5 | бяла дама на бяло поле c8 · черен офицер на черно поле e7 · черен цар на бяло поле f7 · черен топ на черно поле f6 · бяла пешка на черно поле a5 · черна пешка на черно поле c5 · бял цар на черно поле e5 · черна пешка на бяло поле f5 · бяла пешка на черно поле c3 · бяла пешка на черно поле b2 | бяла дама на бяло поле c8 · черен офицер на черно поле e7 · черен цар на бяло поле f7 · черен топ на черно поле f6 · бяла пешка на черно поле a5 · черна пешка на черно поле c5 · бял цар на черно поле e5 · черна пешка на бяло поле f5 · бяла пешка на черно поле c3 · бяла пешка на черно поле b2 | бяла дама на бяло поле c8 · черен офицер на черно поле e7 · черен цар на бяло поле f7 · черен топ на черно поле f6 · бяла пешка на черно поле a5 · черна пешка на черно поле c5 · бял цар на черно поле e5 · черна пешка на бяло поле f5 · бяла пешка на черно поле c3 · бяла пешка на черно поле b2 | бяла дама на бяло поле c8 · черен офицер на черно поле e7 · черен цар на бяло поле f7 · черен топ на черно поле f6 · бяла пешка на черно поле a5 · черна пешка на черно поле c5 · бял цар на черно поле e5 · черна пешка на бяло поле f5 · бяла пешка на черно поле c3 · бяла пешка на черно поле b2 | бяла дама на бяло поле c8 · черен офицер на черно поле e7 · черен цар на бяло поле f7 · черен топ на черно поле f6 · бяла пешка на черно поле a5 · черна пешка на черно поле c5 · бял цар на черно поле e5 · черна пешка на бяло поле f5 · бяла пешка на черно поле c3 · бяла пешка на черно поле b2 | бяла дама на бяло поле c8 · черен офицер на черно поле e7 · черен цар на бяло поле f7 · черен топ на черно поле f6 · бяла пешка на черно поле a5 · черна пешка на черно поле c5 · бял цар на черно поле e5 · черна пешка на бяло поле f5 · бяла пешка на черно поле c3 · бяла пешка на черно поле b2 | бяла дама на бяло поле c8 · черен офицер на черно поле e7 · черен цар на бяло поле f7 · черен топ на черно поле f6 · бяла пешка на черно поле a5 · черна пешка на черно поле c5 · бял цар на черно поле e5 · черна пешка на бяло поле f5 · бяла пешка на черно поле c3 · бяла пешка на черно поле b2 | бяла дама на бяло поле c8 · черен офицер на черно поле e7 · черен цар на бяло поле f7 · черен топ на черно поле f6 · бяла пешка на черно поле a5 · черна пешка на черно поле c5 · бял цар на черно поле e5 · черна пешка на бяло поле f5 · бяла пешка на черно поле c3 · бяла пешка на черно поле b2 | 5 |
| 4 | бяла дама на бяло поле c8 · черен офицер на черно поле e7 · черен цар на бяло поле f7 · черен топ на черно поле f6 · бяла пешка на черно поле a5 · черна пешка на черно поле c5 · бял цар на черно поле e5 · черна пешка на бяло поле f5 · бяла пешка на черно поле c3 · бяла пешка на черно поле b2 | бяла дама на бяло поле c8 · черен офицер на черно поле e7 · черен цар на бяло поле f7 · черен топ на черно поле f6 · бяла пешка на черно поле a5 · черна пешка на черно поле c5 · бял цар на черно поле e5 · черна пешка на бяло поле f5 · бяла пешка на черно поле c3 · бяла пешка на черно поле b2 | бяла дама на бяло поле c8 · черен офицер на черно поле e7 · черен цар на бяло поле f7 · черен топ на черно поле f6 · бяла пешка на черно поле a5 · черна пешка на черно поле c5 · бял цар на черно поле e5 · черна пешка на бяло поле f5 · бяла пешка на черно поле c3 · бяла пешка на черно поле b2 | бяла дама на бяло поле c8 · черен офицер на черно поле e7 · черен цар на бяло поле f7 · черен топ на черно поле f6 · бяла пешка на черно поле a5 · черна пешка на черно поле c5 · бял цар на черно поле e5 · черна пешка на бяло поле f5 · бяла пешка на черно поле c3 · бяла пешка на черно поле b2 | бяла дама на бяло поле c8 · черен офицер на черно поле e7 · черен цар на бяло поле f7 · черен топ на черно поле f6 · бяла пешка на черно поле a5 · черна пешка на черно поле c5 · бял цар на черно поле e5 · черна пешка на бяло поле f5 · бяла пешка на черно поле c3 · бяла пешка на черно поле b2 | бяла дама на бяло поле c8 · черен офицер на черно поле e7 · черен цар на бяло поле f7 · черен топ на черно поле f6 · бяла пешка на черно поле a5 · черна пешка на черно поле c5 · бял цар на черно поле e5 · черна пешка на бяло поле f5 · бяла пешка на черно поле c3 · бяла пешка на черно поле b2 | бяла дама на бяло поле c8 · черен офицер на черно поле e7 · черен цар на бяло поле f7 · черен топ на черно поле f6 · бяла пешка на черно поле a5 · черна пешка на черно поле c5 · бял цар на черно поле e5 · черна пешка на бяло поле f5 · бяла пешка на черно поле c3 · бяла пешка на черно поле b2 | бяла дама на бяло поле c8 · черен офицер на черно поле e7 · черен цар на бяло поле f7 · черен топ на черно поле f6 · бяла пешка на черно поле a5 · черна пешка на черно поле c5 · бял цар на черно поле e5 · черна пешка на бяло поле f5 · бяла пешка на черно поле c3 · бяла пешка на черно поле b2 | 4 |
| 3 | бяла дама на бяло поле c8 · черен офицер на черно поле e7 · черен цар на бяло поле f7 · черен топ на черно поле f6 · бяла пешка на черно поле a5 · черна пешка на черно поле c5 · бял цар на черно поле e5 · черна пешка на бяло поле f5 · бяла пешка на черно поле c3 · бяла пешка на черно поле b2 | бяла дама на бяло поле c8 · черен офицер на черно поле e7 · черен цар на бяло поле f7 · черен топ на черно поле f6 · бяла пешка на черно поле a5 · черна пешка на черно поле c5 · бял цар на черно поле e5 · черна пешка на бяло поле f5 · бяла пешка на черно поле c3 · бяла пешка на черно поле b2 | бяла дама на бяло поле c8 · черен офицер на черно поле e7 · черен цар на бяло поле f7 · черен топ на черно поле f6 · бяла пешка на черно поле a5 · черна пешка на черно поле c5 · бял цар на черно поле e5 · черна пешка на бяло поле f5 · бяла пешка на черно поле c3 · бяла пешка на черно поле b2 | бяла дама на бяло поле c8 · черен офицер на черно поле e7 · черен цар на бяло поле f7 · черен топ на черно поле f6 · бяла пешка на черно поле a5 · черна пешка на черно поле c5 · бял цар на черно поле e5 · черна пешка на бяло поле f5 · бяла пешка на черно поле c3 · бяла пешка на черно поле b2 | бяла дама на бяло поле c8 · черен офицер на черно поле e7 · черен цар на бяло поле f7 · черен топ на черно поле f6 · бяла пешка на черно поле a5 · черна пешка на черно поле c5 · бял цар на черно поле e5 · черна пешка на бяло поле f5 · бяла пешка на черно поле c3 · бяла пешка на черно поле b2 | бяла дама на бяло поле c8 · черен офицер на черно поле e7 · черен цар на бяло поле f7 · черен топ на черно поле f6 · бяла пешка на черно поле a5 · черна пешка на черно поле c5 · бял цар на черно поле e5 · черна пешка на бяло поле f5 · бяла пешка на черно поле c3 · бяла пешка на черно поле b2 | бяла дама на бяло поле c8 · черен офицер на черно поле e7 · черен цар на бяло поле f7 · черен топ на черно поле f6 · бяла пешка на черно поле a5 · черна пешка на черно поле c5 · бял цар на черно поле e5 · черна пешка на бяло поле f5 · бяла пешка на черно поле c3 · бяла пешка на черно поле b2 | бяла дама на бяло поле c8 · черен офицер на черно поле e7 · черен цар на бяло поле f7 · черен топ на черно поле f6 · бяла пешка на черно поле a5 · черна пешка на черно поле c5 · бял цар на черно поле e5 · черна пешка на бяло поле f5 · бяла пешка на черно поле c3 · бяла пешка на черно поле b2 | 3 |
| 2 | бяла дама на бяло поле c8 · черен офицер на черно поле e7 · черен цар на бяло поле f7 · черен топ на черно поле f6 · бяла пешка на черно поле a5 · черна пешка на черно поле c5 · бял цар на черно поле e5 · черна пешка на бяло поле f5 · бяла пешка на черно поле c3 · бяла пешка на черно поле b2 | бяла дама на бяло поле c8 · черен офицер на черно поле e7 · черен цар на бяло поле f7 · черен топ на черно поле f6 · бяла пешка на черно поле a5 · черна пешка на черно поле c5 · бял цар на черно поле e5 · черна пешка на бяло поле f5 · бяла пешка на черно поле c3 · бяла пешка на черно поле b2 | бяла дама на бяло поле c8 · черен офицер на черно поле e7 · черен цар на бяло поле f7 · черен топ на черно поле f6 · бяла пешка на черно поле a5 · черна пешка на черно поле c5 · бял цар на черно поле e5 · черна пешка на бяло поле f5 · бяла пешка на черно поле c3 · бяла пешка на черно поле b2 | бяла дама на бяло поле c8 · черен офицер на черно поле e7 · черен цар на бяло поле f7 · черен топ на черно поле f6 · бяла пешка на черно поле a5 · черна пешка на черно поле c5 · бял цар на черно поле e5 · черна пешка на бяло поле f5 · бяла пешка на черно поле c3 · бяла пешка на черно поле b2 | бяла дама на бяло поле c8 · черен офицер на черно поле e7 · черен цар на бяло поле f7 · черен топ на черно поле f6 · бяла пешка на черно поле a5 · черна пешка на черно поле c5 · бял цар на черно поле e5 · черна пешка на бяло поле f5 · бяла пешка на черно поле c3 · бяла пешка на черно поле b2 | бяла дама на бяло поле c8 · черен офицер на черно поле e7 · черен цар на бяло поле f7 · черен топ на черно поле f6 · бяла пешка на черно поле a5 · черна пешка на черно поле c5 · бял цар на черно поле e5 · черна пешка на бяло поле f5 · бяла пешка на черно поле c3 · бяла пешка на черно поле b2 | бяла дама на бяло поле c8 · черен офицер на черно поле e7 · черен цар на бяло поле f7 · черен топ на черно поле f6 · бяла пешка на черно поле a5 · черна пешка на черно поле c5 · бял цар на черно поле e5 · черна пешка на бяло поле f5 · бяла пешка на черно поле c3 · бяла пешка на черно поле b2 | бяла дама на бяло поле c8 · черен офицер на черно поле e7 · черен цар на бяло поле f7 · черен топ на черно поле f6 · бяла пешка на черно поле a5 · черна пешка на черно поле c5 · бял цар на черно поле e5 · черна пешка на бяло поле f5 · бяла пешка на черно поле c3 · бяла пешка на черно поле b2 | 2 |
| 1 | бяла дама на бяло поле c8 · черен офицер на черно поле e7 · черен цар на бяло поле f7 · черен топ на черно поле f6 · бяла пешка на черно поле a5 · черна пешка на черно поле c5 · бял цар на черно поле e5 · черна пешка на бяло поле f5 · бяла пешка на черно поле c3 · бяла пешка на черно поле b2 | бяла дама на бяло поле c8 · черен офицер на черно поле e7 · черен цар на бяло поле f7 · черен топ на черно поле f6 · бяла пешка на черно поле a5 · черна пешка на черно поле c5 · бял цар на черно поле e5 · черна пешка на бяло поле f5 · бяла пешка на черно поле c3 · бяла пешка на черно поле b2 | бяла дама на бяло поле c8 · черен офицер на черно поле e7 · черен цар на бяло поле f7 · черен топ на черно поле f6 · бяла пешка на черно поле a5 · черна пешка на черно поле c5 · бял цар на черно поле e5 · черна пешка на бяло поле f5 · бяла пешка на черно поле c3 · бяла пешка на черно поле b2 | бяла дама на бяло поле c8 · черен офицер на черно поле e7 · черен цар на бяло поле f7 · черен топ на черно поле f6 · бяла пешка на черно поле a5 · черна пешка на черно поле c5 · бял цар на черно поле e5 · черна пешка на бяло поле f5 · бяла пешка на черно поле c3 · бяла пешка на черно поле b2 | бяла дама на бяло поле c8 · черен офицер на черно поле e7 · черен цар на бяло поле f7 · черен топ на черно поле f6 · бяла пешка на черно поле a5 · черна пешка на черно поле c5 · бял цар на черно поле e5 · черна пешка на бяло поле f5 · бяла пешка на черно поле c3 · бяла пешка на черно поле b2 | бяла дама на бяло поле c8 · черен офицер на черно поле e7 · черен цар на бяло поле f7 · черен топ на черно поле f6 · бяла пешка на черно поле a5 · черна пешка на черно поле c5 · бял цар на черно поле e5 · черна пешка на бяло поле f5 · бяла пешка на черно поле c3 · бяла пешка на черно поле b2 | бяла дама на бяло поле c8 · черен офицер на черно поле e7 · черен цар на бяло поле f7 · черен топ на черно поле f6 · бяла пешка на черно поле a5 · черна пешка на черно поле c5 · бял цар на черно поле e5 · черна пешка на бяло поле f5 · бяла пешка на черно поле c3 · бяла пешка на черно поле b2 | бяла дама на бяло поле c8 · черен офицер на черно поле e7 · черен цар на бяло поле f7 · черен топ на черно поле f6 · бяла пешка на черно поле a5 · черна пешка на черно поле c5 · бял цар на черно поле e5 · черна пешка на бяло поле f5 · бяла пешка на черно поле c3 · бяла пешка на черно поле b2 | 1 |
|   | a | b | c | d | e | f | g | h |   |

През 1990 г. в Сингапур печели световната вицешампионска титла за юноши до 16-годишна възраст. От 1991 г. негов личен треньор и мениджър е Силвио Данаилов. Топалов става Балкански шампион за юноши през 1991 г. в Драч, Албания. През 1992 г. получава от ФИДЕ титлата гросмайстор, като през следващата 1993 г. за пръв път попада сред първите 10 в световната ранглиста. Републикански шампион за мъже става през 1994 във Варна.
Веселин Топалов има победи над всички супергросмайстори в света. Победител е в редица турнири: Мадрид (Испания) – 1994, 1996, и 1997 г., Дос Ерманас (Испания) – 1996, Новгород, (Русия) – 1996, Виена (Австрия) – 1996, Амстердам (Холандия) – 1996, Антверпен (Белгия) – 1997, Монако – 2001 и Дортмунд (Германия) – 2001 г. На световното първенство в Триполи (Либия) през 2004 печели бронзов медал. През март 2005 заема второ място на супертурнира в Линарес с равен брой точки с Гари Каспаров и победа над него. След нея руският шампион се отказва официално от състезателна кариера и това е последната му партия.
2 месеца по-късно Топалов печели суперсъстезанието от 20-а категория „М-Тел Мастърс“ в София с резултат (+4, =5, -1) пред Вишванатан Ананд, Юдит Полгар, Руслан Пономарьов, Владимир Крамник и Майкъл Адамс. Средният ЕЛО коефициент на турнира е 2744, което го прави най-силният супер-гросмайсторски турнир за 2005 г.

## Световен шампион, шахматен Оскар
|   | a | b | c | d | e | f | g | h |   |
| 8 | черен топ на бяло поле g8 · черен цар на черно поле c7 · черна пешка на бяло поле a6 · бял кон на черно поле b6 · черен офицер на бяло поле c6 · черна пешка на бяло поле e6 · черна пешка на черно поле h6 · черен офицер на черно поле a5 · бяла пешка на черно поле c5 · черна пешка на бяло поле f5 · бял кон на бяло поле e4 · черна пешка на черно поле f4 · бяла пешка на бяло поле f3 · бял цар на бяло поле e2 · бяла пешка на бяло поле g2 · бяла пешка на черно поле h2 · бял топ на черно поле g1 | черен топ на бяло поле g8 · черен цар на черно поле c7 · черна пешка на бяло поле a6 · бял кон на черно поле b6 · черен офицер на бяло поле c6 · черна пешка на бяло поле e6 · черна пешка на черно поле h6 · черен офицер на черно поле a5 · бяла пешка на черно поле c5 · черна пешка на бяло поле f5 · бял кон на бяло поле e4 · черна пешка на черно поле f4 · бяла пешка на бяло поле f3 · бял цар на бяло поле e2 · бяла пешка на бяло поле g2 · бяла пешка на черно поле h2 · бял топ на черно поле g1 | черен топ на бяло поле g8 · черен цар на черно поле c7 · черна пешка на бяло поле a6 · бял кон на черно поле b6 · черен офицер на бяло поле c6 · черна пешка на бяло поле e6 · черна пешка на черно поле h6 · черен офицер на черно поле a5 · бяла пешка на черно поле c5 · черна пешка на бяло поле f5 · бял кон на бяло поле e4 · черна пешка на черно поле f4 · бяла пешка на бяло поле f3 · бял цар на бяло поле e2 · бяла пешка на бяло поле g2 · бяла пешка на черно поле h2 · бял топ на черно поле g1 | черен топ на бяло поле g8 · черен цар на черно поле c7 · черна пешка на бяло поле a6 · бял кон на черно поле b6 · черен офицер на бяло поле c6 · черна пешка на бяло поле e6 · черна пешка на черно поле h6 · черен офицер на черно поле a5 · бяла пешка на черно поле c5 · черна пешка на бяло поле f5 · бял кон на бяло поле e4 · черна пешка на черно поле f4 · бяла пешка на бяло поле f3 · бял цар на бяло поле e2 · бяла пешка на бяло поле g2 · бяла пешка на черно поле h2 · бял топ на черно поле g1 | черен топ на бяло поле g8 · черен цар на черно поле c7 · черна пешка на бяло поле a6 · бял кон на черно поле b6 · черен офицер на бяло поле c6 · черна пешка на бяло поле e6 · черна пешка на черно поле h6 · черен офицер на черно поле a5 · бяла пешка на черно поле c5 · черна пешка на бяло поле f5 · бял кон на бяло поле e4 · черна пешка на черно поле f4 · бяла пешка на бяло поле f3 · бял цар на бяло поле e2 · бяла пешка на бяло поле g2 · бяла пешка на черно поле h2 · бял топ на черно поле g1 | черен топ на бяло поле g8 · черен цар на черно поле c7 · черна пешка на бяло поле a6 · бял кон на черно поле b6 · черен офицер на бяло поле c6 · черна пешка на бяло поле e6 · черна пешка на черно поле h6 · черен офицер на черно поле a5 · бяла пешка на черно поле c5 · черна пешка на бяло поле f5 · бял кон на бяло поле e4 · черна пешка на черно поле f4 · бяла пешка на бяло поле f3 · бял цар на бяло поле e2 · бяла пешка на бяло поле g2 · бяла пешка на черно поле h2 · бял топ на черно поле g1 | черен топ на бяло поле g8 · черен цар на черно поле c7 · черна пешка на бяло поле a6 · бял кон на черно поле b6 · черен офицер на бяло поле c6 · черна пешка на бяло поле e6 · черна пешка на черно поле h6 · черен офицер на черно поле a5 · бяла пешка на черно поле c5 · черна пешка на бяло поле f5 · бял кон на бяло поле e4 · черна пешка на черно поле f4 · бяла пешка на бяло поле f3 · бял цар на бяло поле e2 · бяла пешка на бяло поле g2 · бяла пешка на черно поле h2 · бял топ на черно поле g1 | черен топ на бяло поле g8 · черен цар на черно поле c7 · черна пешка на бяло поле a6 · бял кон на черно поле b6 · черен офицер на бяло поле c6 · черна пешка на бяло поле e6 · черна пешка на черно поле h6 · черен офицер на черно поле a5 · бяла пешка на черно поле c5 · черна пешка на бяло поле f5 · бял кон на бяло поле e4 · черна пешка на черно поле f4 · бяла пешка на бяло поле f3 · бял цар на бяло поле e2 · бяла пешка на бяло поле g2 · бяла пешка на черно поле h2 · бял топ на черно поле g1 | 8 |
| 7 | черен топ на бяло поле g8 · черен цар на черно поле c7 · черна пешка на бяло поле a6 · бял кон на черно поле b6 · черен офицер на бяло поле c6 · черна пешка на бяло поле e6 · черна пешка на черно поле h6 · черен офицер на черно поле a5 · бяла пешка на черно поле c5 · черна пешка на бяло поле f5 · бял кон на бяло поле e4 · черна пешка на черно поле f4 · бяла пешка на бяло поле f3 · бял цар на бяло поле e2 · бяла пешка на бяло поле g2 · бяла пешка на черно поле h2 · бял топ на черно поле g1 | черен топ на бяло поле g8 · черен цар на черно поле c7 · черна пешка на бяло поле a6 · бял кон на черно поле b6 · черен офицер на бяло поле c6 · черна пешка на бяло поле e6 · черна пешка на черно поле h6 · черен офицер на черно поле a5 · бяла пешка на черно поле c5 · черна пешка на бяло поле f5 · бял кон на бяло поле e4 · черна пешка на черно поле f4 · бяла пешка на бяло поле f3 · бял цар на бяло поле e2 · бяла пешка на бяло поле g2 · бяла пешка на черно поле h2 · бял топ на черно поле g1 | черен топ на бяло поле g8 · черен цар на черно поле c7 · черна пешка на бяло поле a6 · бял кон на черно поле b6 · черен офицер на бяло поле c6 · черна пешка на бяло поле e6 · черна пешка на черно поле h6 · черен офицер на черно поле a5 · бяла пешка на черно поле c5 · черна пешка на бяло поле f5 · бял кон на бяло поле e4 · черна пешка на черно поле f4 · бяла пешка на бяло поле f3 · бял цар на бяло поле e2 · бяла пешка на бяло поле g2 · бяла пешка на черно поле h2 · бял топ на черно поле g1 | черен топ на бяло поле g8 · черен цар на черно поле c7 · черна пешка на бяло поле a6 · бял кон на черно поле b6 · черен офицер на бяло поле c6 · черна пешка на бяло поле e6 · черна пешка на черно поле h6 · черен офицер на черно поле a5 · бяла пешка на черно поле c5 · черна пешка на бяло поле f5 · бял кон на бяло поле e4 · черна пешка на черно поле f4 · бяла пешка на бяло поле f3 · бял цар на бяло поле e2 · бяла пешка на бяло поле g2 · бяла пешка на черно поле h2 · бял топ на черно поле g1 | черен топ на бяло поле g8 · черен цар на черно поле c7 · черна пешка на бяло поле a6 · бял кон на черно поле b6 · черен офицер на бяло поле c6 · черна пешка на бяло поле e6 · черна пешка на черно поле h6 · черен офицер на черно поле a5 · бяла пешка на черно поле c5 · черна пешка на бяло поле f5 · бял кон на бяло поле e4 · черна пешка на черно поле f4 · бяла пешка на бяло поле f3 · бял цар на бяло поле e2 · бяла пешка на бяло поле g2 · бяла пешка на черно поле h2 · бял топ на черно поле g1 | черен топ на бяло поле g8 · черен цар на черно поле c7 · черна пешка на бяло поле a6 · бял кон на черно поле b6 · черен офицер на бяло поле c6 · черна пешка на бяло поле e6 · черна пешка на черно поле h6 · черен офицер на черно поле a5 · бяла пешка на черно поле c5 · черна пешка на бяло поле f5 · бял кон на бяло поле e4 · черна пешка на черно поле f4 · бяла пешка на бяло поле f3 · бял цар на бяло поле e2 · бяла пешка на бяло поле g2 · бяла пешка на черно поле h2 · бял топ на черно поле g1 | черен топ на бяло поле g8 · черен цар на черно поле c7 · черна пешка на бяло поле a6 · бял кон на черно поле b6 · черен офицер на бяло поле c6 · черна пешка на бяло поле e6 · черна пешка на черно поле h6 · черен офицер на черно поле a5 · бяла пешка на черно поле c5 · черна пешка на бяло поле f5 · бял кон на бяло поле e4 · черна пешка на черно поле f4 · бяла пешка на бяло поле f3 · бял цар на бяло поле e2 · бяла пешка на бяло поле g2 · бяла пешка на черно поле h2 · бял топ на черно поле g1 | черен топ на бяло поле g8 · черен цар на черно поле c7 · черна пешка на бяло поле a6 · бял кон на черно поле b6 · черен офицер на бяло поле c6 · черна пешка на бяло поле e6 · черна пешка на черно поле h6 · черен офицер на черно поле a5 · бяла пешка на черно поле c5 · черна пешка на бяло поле f5 · бял кон на бяло поле e4 · черна пешка на черно поле f4 · бяла пешка на бяло поле f3 · бял цар на бяло поле e2 · бяла пешка на бяло поле g2 · бяла пешка на черно поле h2 · бял топ на черно поле g1 | 7 |
| 6 | черен топ на бяло поле g8 · черен цар на черно поле c7 · черна пешка на бяло поле a6 · бял кон на черно поле b6 · черен офицер на бяло поле c6 · черна пешка на бяло поле e6 · черна пешка на черно поле h6 · черен офицер на черно поле a5 · бяла пешка на черно поле c5 · черна пешка на бяло поле f5 · бял кон на бяло поле e4 · черна пешка на черно поле f4 · бяла пешка на бяло поле f3 · бял цар на бяло поле e2 · бяла пешка на бяло поле g2 · бяла пешка на черно поле h2 · бял топ на черно поле g1 | черен топ на бяло поле g8 · черен цар на черно поле c7 · черна пешка на бяло поле a6 · бял кон на черно поле b6 · черен офицер на бяло поле c6 · черна пешка на бяло поле e6 · черна пешка на черно поле h6 · черен офицер на черно поле a5 · бяла пешка на черно поле c5 · черна пешка на бяло поле f5 · бял кон на бяло поле e4 · черна пешка на черно поле f4 · бяла пешка на бяло поле f3 · бял цар на бяло поле e2 · бяла пешка на бяло поле g2 · бяла пешка на черно поле h2 · бял топ на черно поле g1 | черен топ на бяло поле g8 · черен цар на черно поле c7 · черна пешка на бяло поле a6 · бял кон на черно поле b6 · черен офицер на бяло поле c6 · черна пешка на бяло поле e6 · черна пешка на черно поле h6 · черен офицер на черно поле a5 · бяла пешка на черно поле c5 · черна пешка на бяло поле f5 · бял кон на бяло поле e4 · черна пешка на черно поле f4 · бяла пешка на бяло поле f3 · бял цар на бяло поле e2 · бяла пешка на бяло поле g2 · бяла пешка на черно поле h2 · бял топ на черно поле g1 | черен топ на бяло поле g8 · черен цар на черно поле c7 · черна пешка на бяло поле a6 · бял кон на черно поле b6 · черен офицер на бяло поле c6 · черна пешка на бяло поле e6 · черна пешка на черно поле h6 · черен офицер на черно поле a5 · бяла пешка на черно поле c5 · черна пешка на бяло поле f5 · бял кон на бяло поле e4 · черна пешка на черно поле f4 · бяла пешка на бяло поле f3 · бял цар на бяло поле e2 · бяла пешка на бяло поле g2 · бяла пешка на черно поле h2 · бял топ на черно поле g1 | черен топ на бяло поле g8 · черен цар на черно поле c7 · черна пешка на бяло поле a6 · бял кон на черно поле b6 · черен офицер на бяло поле c6 · черна пешка на бяло поле e6 · черна пешка на черно поле h6 · черен офицер на черно поле a5 · бяла пешка на черно поле c5 · черна пешка на бяло поле f5 · бял кон на бяло поле e4 · черна пешка на черно поле f4 · бяла пешка на бяло поле f3 · бял цар на бяло поле e2 · бяла пешка на бяло поле g2 · бяла пешка на черно поле h2 · бял топ на черно поле g1 | черен топ на бяло поле g8 · черен цар на черно поле c7 · черна пешка на бяло поле a6 · бял кон на черно поле b6 · черен офицер на бяло поле c6 · черна пешка на бяло поле e6 · черна пешка на черно поле h6 · черен офицер на черно поле a5 · бяла пешка на черно поле c5 · черна пешка на бяло поле f5 · бял кон на бяло поле e4 · черна пешка на черно поле f4 · бяла пешка на бяло поле f3 · бял цар на бяло поле e2 · бяла пешка на бяло поле g2 · бяла пешка на черно поле h2 · бял топ на черно поле g1 | черен топ на бяло поле g8 · черен цар на черно поле c7 · черна пешка на бяло поле a6 · бял кон на черно поле b6 · черен офицер на бяло поле c6 · черна пешка на бяло поле e6 · черна пешка на черно поле h6 · черен офицер на черно поле a5 · бяла пешка на черно поле c5 · черна пешка на бяло поле f5 · бял кон на бяло поле e4 · черна пешка на черно поле f4 · бяла пешка на бяло поле f3 · бял цар на бяло поле e2 · бяла пешка на бяло поле g2 · бяла пешка на черно поле h2 · бял топ на черно поле g1 | черен топ на бяло поле g8 · черен цар на черно поле c7 · черна пешка на бяло поле a6 · бял кон на черно поле b6 · черен офицер на бяло поле c6 · черна пешка на бяло поле e6 · черна пешка на черно поле h6 · черен офицер на черно поле a5 · бяла пешка на черно поле c5 · черна пешка на бяло поле f5 · бял кон на бяло поле e4 · черна пешка на черно поле f4 · бяла пешка на бяло поле f3 · бял цар на бяло поле e2 · бяла пешка на бяло поле g2 · бяла пешка на черно поле h2 · бял топ на черно поле g1 | 6 |
| 5 | черен топ на бяло поле g8 · черен цар на черно поле c7 · черна пешка на бяло поле a6 · бял кон на черно поле b6 · черен офицер на бяло поле c6 · черна пешка на бяло поле e6 · черна пешка на черно поле h6 · черен офицер на черно поле a5 · бяла пешка на черно поле c5 · черна пешка на бяло поле f5 · бял кон на бяло поле e4 · черна пешка на черно поле f4 · бяла пешка на бяло поле f3 · бял цар на бяло поле e2 · бяла пешка на бяло поле g2 · бяла пешка на черно поле h2 · бял топ на черно поле g1 | черен топ на бяло поле g8 · черен цар на черно поле c7 · черна пешка на бяло поле a6 · бял кон на черно поле b6 · черен офицер на бяло поле c6 · черна пешка на бяло поле e6 · черна пешка на черно поле h6 · черен офицер на черно поле a5 · бяла пешка на черно поле c5 · черна пешка на бяло поле f5 · бял кон на бяло поле e4 · черна пешка на черно поле f4 · бяла пешка на бяло поле f3 · бял цар на бяло поле e2 · бяла пешка на бяло поле g2 · бяла пешка на черно поле h2 · бял топ на черно поле g1 | черен топ на бяло поле g8 · черен цар на черно поле c7 · черна пешка на бяло поле a6 · бял кон на черно поле b6 · черен офицер на бяло поле c6 · черна пешка на бяло поле e6 · черна пешка на черно поле h6 · черен офицер на черно поле a5 · бяла пешка на черно поле c5 · черна пешка на бяло поле f5 · бял кон на бяло поле e4 · черна пешка на черно поле f4 · бяла пешка на бяло поле f3 · бял цар на бяло поле e2 · бяла пешка на бяло поле g2 · бяла пешка на черно поле h2 · бял топ на черно поле g1 | черен топ на бяло поле g8 · черен цар на черно поле c7 · черна пешка на бяло поле a6 · бял кон на черно поле b6 · черен офицер на бяло поле c6 · черна пешка на бяло поле e6 · черна пешка на черно поле h6 · черен офицер на черно поле a5 · бяла пешка на черно поле c5 · черна пешка на бяло поле f5 · бял кон на бяло поле e4 · черна пешка на черно поле f4 · бяла пешка на бяло поле f3 · бял цар на бяло поле e2 · бяла пешка на бяло поле g2 · бяла пешка на черно поле h2 · бял топ на черно поле g1 | черен топ на бяло поле g8 · черен цар на черно поле c7 · черна пешка на бяло поле a6 · бял кон на черно поле b6 · черен офицер на бяло поле c6 · черна пешка на бяло поле e6 · черна пешка на черно поле h6 · черен офицер на черно поле a5 · бяла пешка на черно поле c5 · черна пешка на бяло поле f5 · бял кон на бяло поле e4 · черна пешка на черно поле f4 · бяла пешка на бяло поле f3 · бял цар на бяло поле e2 · бяла пешка на бяло поле g2 · бяла пешка на черно поле h2 · бял топ на черно поле g1 | черен топ на бяло поле g8 · черен цар на черно поле c7 · черна пешка на бяло поле a6 · бял кон на черно поле b6 · черен офицер на бяло поле c6 · черна пешка на бяло поле e6 · черна пешка на черно поле h6 · черен офицер на черно поле a5 · бяла пешка на черно поле c5 · черна пешка на бяло поле f5 · бял кон на бяло поле e4 · черна пешка на черно поле f4 · бяла пешка на бяло поле f3 · бял цар на бяло поле e2 · бяла пешка на бяло поле g2 · бяла пешка на черно поле h2 · бял топ на черно поле g1 | черен топ на бяло поле g8 · черен цар на черно поле c7 · черна пешка на бяло поле a6 · бял кон на черно поле b6 · черен офицер на бяло поле c6 · черна пешка на бяло поле e6 · черна пешка на черно поле h6 · черен офицер на черно поле a5 · бяла пешка на черно поле c5 · черна пешка на бяло поле f5 · бял кон на бяло поле e4 · черна пешка на черно поле f4 · бяла пешка на бяло поле f3 · бял цар на бяло поле e2 · бяла пешка на бяло поле g2 · бяла пешка на черно поле h2 · бял топ на черно поле g1 | черен топ на бяло поле g8 · черен цар на черно поле c7 · черна пешка на бяло поле a6 · бял кон на черно поле b6 · черен офицер на бяло поле c6 · черна пешка на бяло поле e6 · черна пешка на черно поле h6 · черен офицер на черно поле a5 · бяла пешка на черно поле c5 · черна пешка на бяло поле f5 · бял кон на бяло поле e4 · черна пешка на черно поле f4 · бяла пешка на бяло поле f3 · бял цар на бяло поле e2 · бяла пешка на бяло поле g2 · бяла пешка на черно поле h2 · бял топ на черно поле g1 | 5 |
| 4 | черен топ на бяло поле g8 · черен цар на черно поле c7 · черна пешка на бяло поле a6 · бял кон на черно поле b6 · черен офицер на бяло поле c6 · черна пешка на бяло поле e6 · черна пешка на черно поле h6 · черен офицер на черно поле a5 · бяла пешка на черно поле c5 · черна пешка на бяло поле f5 · бял кон на бяло поле e4 · черна пешка на черно поле f4 · бяла пешка на бяло поле f3 · бял цар на бяло поле e2 · бяла пешка на бяло поле g2 · бяла пешка на черно поле h2 · бял топ на черно поле g1 | черен топ на бяло поле g8 · черен цар на черно поле c7 · черна пешка на бяло поле a6 · бял кон на черно поле b6 · черен офицер на бяло поле c6 · черна пешка на бяло поле e6 · черна пешка на черно поле h6 · черен офицер на черно поле a5 · бяла пешка на черно поле c5 · черна пешка на бяло поле f5 · бял кон на бяло поле e4 · черна пешка на черно поле f4 · бяла пешка на бяло поле f3 · бял цар на бяло поле e2 · бяла пешка на бяло поле g2 · бяла пешка на черно поле h2 · бял топ на черно поле g1 | черен топ на бяло поле g8 · черен цар на черно поле c7 · черна пешка на бяло поле a6 · бял кон на черно поле b6 · черен офицер на бяло поле c6 · черна пешка на бяло поле e6 · черна пешка на черно поле h6 · черен офицер на черно поле a5 · бяла пешка на черно поле c5 · черна пешка на бяло поле f5 · бял кон на бяло поле e4 · черна пешка на черно поле f4 · бяла пешка на бяло поле f3 · бял цар на бяло поле e2 · бяла пешка на бяло поле g2 · бяла пешка на черно поле h2 · бял топ на черно поле g1 | черен топ на бяло поле g8 · черен цар на черно поле c7 · черна пешка на бяло поле a6 · бял кон на черно поле b6 · черен офицер на бяло поле c6 · черна пешка на бяло поле e6 · черна пешка на черно поле h6 · черен офицер на черно поле a5 · бяла пешка на черно поле c5 · черна пешка на бяло поле f5 · бял кон на бяло поле e4 · черна пешка на черно поле f4 · бяла пешка на бяло поле f3 · бял цар на бяло поле e2 · бяла пешка на бяло поле g2 · бяла пешка на черно поле h2 · бял топ на черно поле g1 | черен топ на бяло поле g8 · черен цар на черно поле c7 · черна пешка на бяло поле a6 · бял кон на черно поле b6 · черен офицер на бяло поле c6 · черна пешка на бяло поле e6 · черна пешка на черно поле h6 · черен офицер на черно поле a5 · бяла пешка на черно поле c5 · черна пешка на бяло поле f5 · бял кон на бяло поле e4 · черна пешка на черно поле f4 · бяла пешка на бяло поле f3 · бял цар на бяло поле e2 · бяла пешка на бяло поле g2 · бяла пешка на черно поле h2 · бял топ на черно поле g1 | черен топ на бяло поле g8 · черен цар на черно поле c7 · черна пешка на бяло поле a6 · бял кон на черно поле b6 · черен офицер на бяло поле c6 · черна пешка на бяло поле e6 · черна пешка на черно поле h6 · черен офицер на черно поле a5 · бяла пешка на черно поле c5 · черна пешка на бяло поле f5 · бял кон на бяло поле e4 · черна пешка на черно поле f4 · бяла пешка на бяло поле f3 · бял цар на бяло поле e2 · бяла пешка на бяло поле g2 · бяла пешка на черно поле h2 · бял топ на черно поле g1 | черен топ на бяло поле g8 · черен цар на черно поле c7 · черна пешка на бяло поле a6 · бял кон на черно поле b6 · черен офицер на бяло поле c6 · черна пешка на бяло поле e6 · черна пешка на черно поле h6 · черен офицер на черно поле a5 · бяла пешка на черно поле c5 · черна пешка на бяло поле f5 · бял кон на бяло поле e4 · черна пешка на черно поле f4 · бяла пешка на бяло поле f3 · бял цар на бяло поле e2 · бяла пешка на бяло поле g2 · бяла пешка на черно поле h2 · бял топ на черно поле g1 | черен топ на бяло поле g8 · черен цар на черно поле c7 · черна пешка на бяло поле a6 · бял кон на черно поле b6 · черен офицер на бяло поле c6 · черна пешка на бяло поле e6 · черна пешка на черно поле h6 · черен офицер на черно поле a5 · бяла пешка на черно поле c5 · черна пешка на бяло поле f5 · бял кон на бяло поле e4 · черна пешка на черно поле f4 · бяла пешка на бяло поле f3 · бял цар на бяло поле e2 · бяла пешка на бяло поле g2 · бяла пешка на черно поле h2 · бял топ на черно поле g1 | 4 |
| 3 | черен топ на бяло поле g8 · черен цар на черно поле c7 · черна пешка на бяло поле a6 · бял кон на черно поле b6 · черен офицер на бяло поле c6 · черна пешка на бяло поле e6 · черна пешка на черно поле h6 · черен офицер на черно поле a5 · бяла пешка на черно поле c5 · черна пешка на бяло поле f5 · бял кон на бяло поле e4 · черна пешка на черно поле f4 · бяла пешка на бяло поле f3 · бял цар на бяло поле e2 · бяла пешка на бяло поле g2 · бяла пешка на черно поле h2 · бял топ на черно поле g1 | черен топ на бяло поле g8 · черен цар на черно поле c7 · черна пешка на бяло поле a6 · бял кон на черно поле b6 · черен офицер на бяло поле c6 · черна пешка на бяло поле e6 · черна пешка на черно поле h6 · черен офицер на черно поле a5 · бяла пешка на черно поле c5 · черна пешка на бяло поле f5 · бял кон на бяло поле e4 · черна пешка на черно поле f4 · бяла пешка на бяло поле f3 · бял цар на бяло поле e2 · бяла пешка на бяло поле g2 · бяла пешка на черно поле h2 · бял топ на черно поле g1 | черен топ на бяло поле g8 · черен цар на черно поле c7 · черна пешка на бяло поле a6 · бял кон на черно поле b6 · черен офицер на бяло поле c6 · черна пешка на бяло поле e6 · черна пешка на черно поле h6 · черен офицер на черно поле a5 · бяла пешка на черно поле c5 · черна пешка на бяло поле f5 · бял кон на бяло поле e4 · черна пешка на черно поле f4 · бяла пешка на бяло поле f3 · бял цар на бяло поле e2 · бяла пешка на бяло поле g2 · бяла пешка на черно поле h2 · бял топ на черно поле g1 | черен топ на бяло поле g8 · черен цар на черно поле c7 · черна пешка на бяло поле a6 · бял кон на черно поле b6 · черен офицер на бяло поле c6 · черна пешка на бяло поле e6 · черна пешка на черно поле h6 · черен офицер на черно поле a5 · бяла пешка на черно поле c5 · черна пешка на бяло поле f5 · бял кон на бяло поле e4 · черна пешка на черно поле f4 · бяла пешка на бяло поле f3 · бял цар на бяло поле e2 · бяла пешка на бяло поле g2 · бяла пешка на черно поле h2 · бял топ на черно поле g1 | черен топ на бяло поле g8 · черен цар на черно поле c7 · черна пешка на бяло поле a6 · бял кон на черно поле b6 · черен офицер на бяло поле c6 · черна пешка на бяло поле e6 · черна пешка на черно поле h6 · черен офицер на черно поле a5 · бяла пешка на черно поле c5 · черна пешка на бяло поле f5 · бял кон на бяло поле e4 · черна пешка на черно поле f4 · бяла пешка на бяло поле f3 · бял цар на бяло поле e2 · бяла пешка на бяло поле g2 · бяла пешка на черно поле h2 · бял топ на черно поле g1 | черен топ на бяло поле g8 · черен цар на черно поле c7 · черна пешка на бяло поле a6 · бял кон на черно поле b6 · черен офицер на бяло поле c6 · черна пешка на бяло поле e6 · черна пешка на черно поле h6 · черен офицер на черно поле a5 · бяла пешка на черно поле c5 · черна пешка на бяло поле f5 · бял кон на бяло поле e4 · черна пешка на черно поле f4 · бяла пешка на бяло поле f3 · бял цар на бяло поле e2 · бяла пешка на бяло поле g2 · бяла пешка на черно поле h2 · бял топ на черно поле g1 | черен топ на бяло поле g8 · черен цар на черно поле c7 · черна пешка на бяло поле a6 · бял кон на черно поле b6 · черен офицер на бяло поле c6 · черна пешка на бяло поле e6 · черна пешка на черно поле h6 · черен офицер на черно поле a5 · бяла пешка на черно поле c5 · черна пешка на бяло поле f5 · бял кон на бяло поле e4 · черна пешка на черно поле f4 · бяла пешка на бяло поле f3 · бял цар на бяло поле e2 · бяла пешка на бяло поле g2 · бяла пешка на черно поле h2 · бял топ на черно поле g1 | черен топ на бяло поле g8 · черен цар на черно поле c7 · черна пешка на бяло поле a6 · бял кон на черно поле b6 · черен офицер на бяло поле c6 · черна пешка на бяло поле e6 · черна пешка на черно поле h6 · черен офицер на черно поле a5 · бяла пешка на черно поле c5 · черна пешка на бяло поле f5 · бял кон на бяло поле e4 · черна пешка на черно поле f4 · бяла пешка на бяло поле f3 · бял цар на бяло поле e2 · бяла пешка на бяло поле g2 · бяла пешка на черно поле h2 · бял топ на черно поле g1 | 3 |
| 2 | черен топ на бяло поле g8 · черен цар на черно поле c7 · черна пешка на бяло поле a6 · бял кон на черно поле b6 · черен офицер на бяло поле c6 · черна пешка на бяло поле e6 · черна пешка на черно поле h6 · черен офицер на черно поле a5 · бяла пешка на черно поле c5 · черна пешка на бяло поле f5 · бял кон на бяло поле e4 · черна пешка на черно поле f4 · бяла пешка на бяло поле f3 · бял цар на бяло поле e2 · бяла пешка на бяло поле g2 · бяла пешка на черно поле h2 · бял топ на черно поле g1 | черен топ на бяло поле g8 · черен цар на черно поле c7 · черна пешка на бяло поле a6 · бял кон на черно поле b6 · черен офицер на бяло поле c6 · черна пешка на бяло поле e6 · черна пешка на черно поле h6 · черен офицер на черно поле a5 · бяла пешка на черно поле c5 · черна пешка на бяло поле f5 · бял кон на бяло поле e4 · черна пешка на черно поле f4 · бяла пешка на бяло поле f3 · бял цар на бяло поле e2 · бяла пешка на бяло поле g2 · бяла пешка на черно поле h2 · бял топ на черно поле g1 | черен топ на бяло поле g8 · черен цар на черно поле c7 · черна пешка на бяло поле a6 · бял кон на черно поле b6 · черен офицер на бяло поле c6 · черна пешка на бяло поле e6 · черна пешка на черно поле h6 · черен офицер на черно поле a5 · бяла пешка на черно поле c5 · черна пешка на бяло поле f5 · бял кон на бяло поле e4 · черна пешка на черно поле f4 · бяла пешка на бяло поле f3 · бял цар на бяло поле e2 · бяла пешка на бяло поле g2 · бяла пешка на черно поле h2 · бял топ на черно поле g1 | черен топ на бяло поле g8 · черен цар на черно поле c7 · черна пешка на бяло поле a6 · бял кон на черно поле b6 · черен офицер на бяло поле c6 · черна пешка на бяло поле e6 · черна пешка на черно поле h6 · черен офицер на черно поле a5 · бяла пешка на черно поле c5 · черна пешка на бяло поле f5 · бял кон на бяло поле e4 · черна пешка на черно поле f4 · бяла пешка на бяло поле f3 · бял цар на бяло поле e2 · бяла пешка на бяло поле g2 · бяла пешка на черно поле h2 · бял топ на черно поле g1 | черен топ на бяло поле g8 · черен цар на черно поле c7 · черна пешка на бяло поле a6 · бял кон на черно поле b6 · черен офицер на бяло поле c6 · черна пешка на бяло поле e6 · черна пешка на черно поле h6 · черен офицер на черно поле a5 · бяла пешка на черно поле c5 · черна пешка на бяло поле f5 · бял кон на бяло поле e4 · черна пешка на черно поле f4 · бяла пешка на бяло поле f3 · бял цар на бяло поле e2 · бяла пешка на бяло поле g2 · бяла пешка на черно поле h2 · бял топ на черно поле g1 | черен топ на бяло поле g8 · черен цар на черно поле c7 · черна пешка на бяло поле a6 · бял кон на черно поле b6 · черен офицер на бяло поле c6 · черна пешка на бяло поле e6 · черна пешка на черно поле h6 · черен офицер на черно поле a5 · бяла пешка на черно поле c5 · черна пешка на бяло поле f5 · бял кон на бяло поле e4 · черна пешка на черно поле f4 · бяла пешка на бяло поле f3 · бял цар на бяло поле e2 · бяла пешка на бяло поле g2 · бяла пешка на черно поле h2 · бял топ на черно поле g1 | черен топ на бяло поле g8 · черен цар на черно поле c7 · черна пешка на бяло поле a6 · бял кон на черно поле b6 · черен офицер на бяло поле c6 · черна пешка на бяло поле e6 · черна пешка на черно поле h6 · черен офицер на черно поле a5 · бяла пешка на черно поле c5 · черна пешка на бяло поле f5 · бял кон на бяло поле e4 · черна пешка на черно поле f4 · бяла пешка на бяло поле f3 · бял цар на бяло поле e2 · бяла пешка на бяло поле g2 · бяла пешка на черно поле h2 · бял топ на черно поле g1 | черен топ на бяло поле g8 · черен цар на черно поле c7 · черна пешка на бяло поле a6 · бял кон на черно поле b6 · черен офицер на бяло поле c6 · черна пешка на бяло поле e6 · черна пешка на черно поле h6 · черен офицер на черно поле a5 · бяла пешка на черно поле c5 · черна пешка на бяло поле f5 · бял кон на бяло поле e4 · черна пешка на черно поле f4 · бяла пешка на бяло поле f3 · бял цар на бяло поле e2 · бяла пешка на бяло поле g2 · бяла пешка на черно поле h2 · бял топ на черно поле g1 | 2 |
| 1 | черен топ на бяло поле g8 · черен цар на черно поле c7 · черна пешка на бяло поле a6 · бял кон на черно поле b6 · черен офицер на бяло поле c6 · черна пешка на бяло поле e6 · черна пешка на черно поле h6 · черен офицер на черно поле a5 · бяла пешка на черно поле c5 · черна пешка на бяло поле f5 · бял кон на бяло поле e4 · черна пешка на черно поле f4 · бяла пешка на бяло поле f3 · бял цар на бяло поле e2 · бяла пешка на бяло поле g2 · бяла пешка на черно поле h2 · бял топ на черно поле g1 | черен топ на бяло поле g8 · черен цар на черно поле c7 · черна пешка на бяло поле a6 · бял кон на черно поле b6 · черен офицер на бяло поле c6 · черна пешка на бяло поле e6 · черна пешка на черно поле h6 · черен офицер на черно поле a5 · бяла пешка на черно поле c5 · черна пешка на бяло поле f5 · бял кон на бяло поле e4 · черна пешка на черно поле f4 · бяла пешка на бяло поле f3 · бял цар на бяло поле e2 · бяла пешка на бяло поле g2 · бяла пешка на черно поле h2 · бял топ на черно поле g1 | черен топ на бяло поле g8 · черен цар на черно поле c7 · черна пешка на бяло поле a6 · бял кон на черно поле b6 · черен офицер на бяло поле c6 · черна пешка на бяло поле e6 · черна пешка на черно поле h6 · черен офицер на черно поле a5 · бяла пешка на черно поле c5 · черна пешка на бяло поле f5 · бял кон на бяло поле e4 · черна пешка на черно поле f4 · бяла пешка на бяло поле f3 · бял цар на бяло поле e2 · бяла пешка на бяло поле g2 · бяла пешка на черно поле h2 · бял топ на черно поле g1 | черен топ на бяло поле g8 · черен цар на черно поле c7 · черна пешка на бяло поле a6 · бял кон на черно поле b6 · черен офицер на бяло поле c6 · черна пешка на бяло поле e6 · черна пешка на черно поле h6 · черен офицер на черно поле a5 · бяла пешка на черно поле c5 · черна пешка на бяло поле f5 · бял кон на бяло поле e4 · черна пешка на черно поле f4 · бяла пешка на бяло поле f3 · бял цар на бяло поле e2 · бяла пешка на бяло поле g2 · бяла пешка на черно поле h2 · бял топ на черно поле g1 | черен топ на бяло поле g8 · черен цар на черно поле c7 · черна пешка на бяло поле a6 · бял кон на черно поле b6 · черен офицер на бяло поле c6 · черна пешка на бяло поле e6 · черна пешка на черно поле h6 · черен офицер на черно поле a5 · бяла пешка на черно поле c5 · черна пешка на бяло поле f5 · бял кон на бяло поле e4 · черна пешка на черно поле f4 · бяла пешка на бяло поле f3 · бял цар на бяло поле e2 · бяла пешка на бяло поле g2 · бяла пешка на черно поле h2 · бял топ на черно поле g1 | черен топ на бяло поле g8 · черен цар на черно поле c7 · черна пешка на бяло поле a6 · бял кон на черно поле b6 · черен офицер на бяло поле c6 · черна пешка на бяло поле e6 · черна пешка на черно поле h6 · черен офицер на черно поле a5 · бяла пешка на черно поле c5 · черна пешка на бяло поле f5 · бял кон на бяло поле e4 · черна пешка на черно поле f4 · бяла пешка на бяло поле f3 · бял цар на бяло поле e2 · бяла пешка на бяло поле g2 · бяла пешка на черно поле h2 · бял топ на черно поле g1 | черен топ на бяло поле g8 · черен цар на черно поле c7 · черна пешка на бяло поле a6 · бял кон на черно поле b6 · черен офицер на бяло поле c6 · черна пешка на бяло поле e6 · черна пешка на черно поле h6 · черен офицер на черно поле a5 · бяла пешка на черно поле c5 · черна пешка на бяло поле f5 · бял кон на бяло поле e4 · черна пешка на черно поле f4 · бяла пешка на бяло поле f3 · бял цар на бяло поле e2 · бяла пешка на бяло поле g2 · бяла пешка на черно поле h2 · бял топ на черно поле g1 | черен топ на бяло поле g8 · черен цар на черно поле c7 · черна пешка на бяло поле a6 · бял кон на черно поле b6 · черен офицер на бяло поле c6 · черна пешка на бяло поле e6 · черна пешка на черно поле h6 · черен офицер на черно поле a5 · бяла пешка на черно поле c5 · черна пешка на бяло поле f5 · бял кон на бяло поле e4 · черна пешка на черно поле f4 · бяла пешка на бяло поле f3 · бял цар на бяло поле e2 · бяла пешка на бяло поле g2 · бяла пешка на черно поле h2 · бял топ на черно поле g1 | 1 |
|   | a | b | c | d | e | f | g | h |   |

На базата на своите резултати Топалов е поканен с още седем шахматисти на световното първенство, версия ФИДЕ, в Сан Луис (Аржентина). Турнирът се играе по две партии с разменени цветове, „всеки срещу всеки“. Още в първия кръг Топалов печели 6,5 точки от 7 партии, с което почти си осигурява първото място. Във втората фаза се задоволява с реми срещу всички и без нито една загуба завършва с аванс от цели 1,5 точки пред следващите го Ананд и Свидлер – 10 т. от 14 възможни. Така на 16 октомври 2005 г. Веселин Топалов, на 30 години, става световен шампион по шахмат. Средният коефициент ЕЛО на състезанието е 2739, а играта на Топалов е оценена на 2890, един забележителен резултат.
|   | a | b | c | d | e | f | g | h |   |
| 8 | черен цар на черно поле f8 · бял топ на бяло поле b7 · черна пешка на бяло поле e6 · бяла пешка на черно поле f6 · черна пешка на черно поле g5 · бял цар на бяло поле h5 · черен топ на черно поле d4 | черен цар на черно поле f8 · бял топ на бяло поле b7 · черна пешка на бяло поле e6 · бяла пешка на черно поле f6 · черна пешка на черно поле g5 · бял цар на бяло поле h5 · черен топ на черно поле d4 | черен цар на черно поле f8 · бял топ на бяло поле b7 · черна пешка на бяло поле e6 · бяла пешка на черно поле f6 · черна пешка на черно поле g5 · бял цар на бяло поле h5 · черен топ на черно поле d4 | черен цар на черно поле f8 · бял топ на бяло поле b7 · черна пешка на бяло поле e6 · бяла пешка на черно поле f6 · черна пешка на черно поле g5 · бял цар на бяло поле h5 · черен топ на черно поле d4 | черен цар на черно поле f8 · бял топ на бяло поле b7 · черна пешка на бяло поле e6 · бяла пешка на черно поле f6 · черна пешка на черно поле g5 · бял цар на бяло поле h5 · черен топ на черно поле d4 | черен цар на черно поле f8 · бял топ на бяло поле b7 · черна пешка на бяло поле e6 · бяла пешка на черно поле f6 · черна пешка на черно поле g5 · бял цар на бяло поле h5 · черен топ на черно поле d4 | черен цар на черно поле f8 · бял топ на бяло поле b7 · черна пешка на бяло поле e6 · бяла пешка на черно поле f6 · черна пешка на черно поле g5 · бял цар на бяло поле h5 · черен топ на черно поле d4 | черен цар на черно поле f8 · бял топ на бяло поле b7 · черна пешка на бяло поле e6 · бяла пешка на черно поле f6 · черна пешка на черно поле g5 · бял цар на бяло поле h5 · черен топ на черно поле d4 | 8 |
| 7 | черен цар на черно поле f8 · бял топ на бяло поле b7 · черна пешка на бяло поле e6 · бяла пешка на черно поле f6 · черна пешка на черно поле g5 · бял цар на бяло поле h5 · черен топ на черно поле d4 | черен цар на черно поле f8 · бял топ на бяло поле b7 · черна пешка на бяло поле e6 · бяла пешка на черно поле f6 · черна пешка на черно поле g5 · бял цар на бяло поле h5 · черен топ на черно поле d4 | черен цар на черно поле f8 · бял топ на бяло поле b7 · черна пешка на бяло поле e6 · бяла пешка на черно поле f6 · черна пешка на черно поле g5 · бял цар на бяло поле h5 · черен топ на черно поле d4 | черен цар на черно поле f8 · бял топ на бяло поле b7 · черна пешка на бяло поле e6 · бяла пешка на черно поле f6 · черна пешка на черно поле g5 · бял цар на бяло поле h5 · черен топ на черно поле d4 | черен цар на черно поле f8 · бял топ на бяло поле b7 · черна пешка на бяло поле e6 · бяла пешка на черно поле f6 · черна пешка на черно поле g5 · бял цар на бяло поле h5 · черен топ на черно поле d4 | черен цар на черно поле f8 · бял топ на бяло поле b7 · черна пешка на бяло поле e6 · бяла пешка на черно поле f6 · черна пешка на черно поле g5 · бял цар на бяло поле h5 · черен топ на черно поле d4 | черен цар на черно поле f8 · бял топ на бяло поле b7 · черна пешка на бяло поле e6 · бяла пешка на черно поле f6 · черна пешка на черно поле g5 · бял цар на бяло поле h5 · черен топ на черно поле d4 | черен цар на черно поле f8 · бял топ на бяло поле b7 · черна пешка на бяло поле e6 · бяла пешка на черно поле f6 · черна пешка на черно поле g5 · бял цар на бяло поле h5 · черен топ на черно поле d4 | 7 |
| 6 | черен цар на черно поле f8 · бял топ на бяло поле b7 · черна пешка на бяло поле e6 · бяла пешка на черно поле f6 · черна пешка на черно поле g5 · бял цар на бяло поле h5 · черен топ на черно поле d4 | черен цар на черно поле f8 · бял топ на бяло поле b7 · черна пешка на бяло поле e6 · бяла пешка на черно поле f6 · черна пешка на черно поле g5 · бял цар на бяло поле h5 · черен топ на черно поле d4 | черен цар на черно поле f8 · бял топ на бяло поле b7 · черна пешка на бяло поле e6 · бяла пешка на черно поле f6 · черна пешка на черно поле g5 · бял цар на бяло поле h5 · черен топ на черно поле d4 | черен цар на черно поле f8 · бял топ на бяло поле b7 · черна пешка на бяло поле e6 · бяла пешка на черно поле f6 · черна пешка на черно поле g5 · бял цар на бяло поле h5 · черен топ на черно поле d4 | черен цар на черно поле f8 · бял топ на бяло поле b7 · черна пешка на бяло поле e6 · бяла пешка на черно поле f6 · черна пешка на черно поле g5 · бял цар на бяло поле h5 · черен топ на черно поле d4 | черен цар на черно поле f8 · бял топ на бяло поле b7 · черна пешка на бяло поле e6 · бяла пешка на черно поле f6 · черна пешка на черно поле g5 · бял цар на бяло поле h5 · черен топ на черно поле d4 | черен цар на черно поле f8 · бял топ на бяло поле b7 · черна пешка на бяло поле e6 · бяла пешка на черно поле f6 · черна пешка на черно поле g5 · бял цар на бяло поле h5 · черен топ на черно поле d4 | черен цар на черно поле f8 · бял топ на бяло поле b7 · черна пешка на бяло поле e6 · бяла пешка на черно поле f6 · черна пешка на черно поле g5 · бял цар на бяло поле h5 · черен топ на черно поле d4 | 6 |
| 5 | черен цар на черно поле f8 · бял топ на бяло поле b7 · черна пешка на бяло поле e6 · бяла пешка на черно поле f6 · черна пешка на черно поле g5 · бял цар на бяло поле h5 · черен топ на черно поле d4 | черен цар на черно поле f8 · бял топ на бяло поле b7 · черна пешка на бяло поле e6 · бяла пешка на черно поле f6 · черна пешка на черно поле g5 · бял цар на бяло поле h5 · черен топ на черно поле d4 | черен цар на черно поле f8 · бял топ на бяло поле b7 · черна пешка на бяло поле e6 · бяла пешка на черно поле f6 · черна пешка на черно поле g5 · бял цар на бяло поле h5 · черен топ на черно поле d4 | черен цар на черно поле f8 · бял топ на бяло поле b7 · черна пешка на бяло поле e6 · бяла пешка на черно поле f6 · черна пешка на черно поле g5 · бял цар на бяло поле h5 · черен топ на черно поле d4 | черен цар на черно поле f8 · бял топ на бяло поле b7 · черна пешка на бяло поле e6 · бяла пешка на черно поле f6 · черна пешка на черно поле g5 · бял цар на бяло поле h5 · черен топ на черно поле d4 | черен цар на черно поле f8 · бял топ на бяло поле b7 · черна пешка на бяло поле e6 · бяла пешка на черно поле f6 · черна пешка на черно поле g5 · бял цар на бяло поле h5 · черен топ на черно поле d4 | черен цар на черно поле f8 · бял топ на бяло поле b7 · черна пешка на бяло поле e6 · бяла пешка на черно поле f6 · черна пешка на черно поле g5 · бял цар на бяло поле h5 · черен топ на черно поле d4 | черен цар на черно поле f8 · бял топ на бяло поле b7 · черна пешка на бяло поле e6 · бяла пешка на черно поле f6 · черна пешка на черно поле g5 · бял цар на бяло поле h5 · черен топ на черно поле d4 | 5 |
| 4 | черен цар на черно поле f8 · бял топ на бяло поле b7 · черна пешка на бяло поле e6 · бяла пешка на черно поле f6 · черна пешка на черно поле g5 · бял цар на бяло поле h5 · черен топ на черно поле d4 | черен цар на черно поле f8 · бял топ на бяло поле b7 · черна пешка на бяло поле e6 · бяла пешка на черно поле f6 · черна пешка на черно поле g5 · бял цар на бяло поле h5 · черен топ на черно поле d4 | черен цар на черно поле f8 · бял топ на бяло поле b7 · черна пешка на бяло поле e6 · бяла пешка на черно поле f6 · черна пешка на черно поле g5 · бял цар на бяло поле h5 · черен топ на черно поле d4 | черен цар на черно поле f8 · бял топ на бяло поле b7 · черна пешка на бяло поле e6 · бяла пешка на черно поле f6 · черна пешка на черно поле g5 · бял цар на бяло поле h5 · черен топ на черно поле d4 | черен цар на черно поле f8 · бял топ на бяло поле b7 · черна пешка на бяло поле e6 · бяла пешка на черно поле f6 · черна пешка на черно поле g5 · бял цар на бяло поле h5 · черен топ на черно поле d4 | черен цар на черно поле f8 · бял топ на бяло поле b7 · черна пешка на бяло поле e6 · бяла пешка на черно поле f6 · черна пешка на черно поле g5 · бял цар на бяло поле h5 · черен топ на черно поле d4 | черен цар на черно поле f8 · бял топ на бяло поле b7 · черна пешка на бяло поле e6 · бяла пешка на черно поле f6 · черна пешка на черно поле g5 · бял цар на бяло поле h5 · черен топ на черно поле d4 | черен цар на черно поле f8 · бял топ на бяло поле b7 · черна пешка на бяло поле e6 · бяла пешка на черно поле f6 · черна пешка на черно поле g5 · бял цар на бяло поле h5 · черен топ на черно поле d4 | 4 |
| 3 | черен цар на черно поле f8 · бял топ на бяло поле b7 · черна пешка на бяло поле e6 · бяла пешка на черно поле f6 · черна пешка на черно поле g5 · бял цар на бяло поле h5 · черен топ на черно поле d4 | черен цар на черно поле f8 · бял топ на бяло поле b7 · черна пешка на бяло поле e6 · бяла пешка на черно поле f6 · черна пешка на черно поле g5 · бял цар на бяло поле h5 · черен топ на черно поле d4 | черен цар на черно поле f8 · бял топ на бяло поле b7 · черна пешка на бяло поле e6 · бяла пешка на черно поле f6 · черна пешка на черно поле g5 · бял цар на бяло поле h5 · черен топ на черно поле d4 | черен цар на черно поле f8 · бял топ на бяло поле b7 · черна пешка на бяло поле e6 · бяла пешка на черно поле f6 · черна пешка на черно поле g5 · бял цар на бяло поле h5 · черен топ на черно поле d4 | черен цар на черно поле f8 · бял топ на бяло поле b7 · черна пешка на бяло поле e6 · бяла пешка на черно поле f6 · черна пешка на черно поле g5 · бял цар на бяло поле h5 · черен топ на черно поле d4 | черен цар на черно поле f8 · бял топ на бяло поле b7 · черна пешка на бяло поле e6 · бяла пешка на черно поле f6 · черна пешка на черно поле g5 · бял цар на бяло поле h5 · черен топ на черно поле d4 | черен цар на черно поле f8 · бял топ на бяло поле b7 · черна пешка на бяло поле e6 · бяла пешка на черно поле f6 · черна пешка на черно поле g5 · бял цар на бяло поле h5 · черен топ на черно поле d4 | черен цар на черно поле f8 · бял топ на бяло поле b7 · черна пешка на бяло поле e6 · бяла пешка на черно поле f6 · черна пешка на черно поле g5 · бял цар на бяло поле h5 · черен топ на черно поле d4 | 3 |
| 2 | черен цар на черно поле f8 · бял топ на бяло поле b7 · черна пешка на бяло поле e6 · бяла пешка на черно поле f6 · черна пешка на черно поле g5 · бял цар на бяло поле h5 · черен топ на черно поле d4 | черен цар на черно поле f8 · бял топ на бяло поле b7 · черна пешка на бяло поле e6 · бяла пешка на черно поле f6 · черна пешка на черно поле g5 · бял цар на бяло поле h5 · черен топ на черно поле d4 | черен цар на черно поле f8 · бял топ на бяло поле b7 · черна пешка на бяло поле e6 · бяла пешка на черно поле f6 · черна пешка на черно поле g5 · бял цар на бяло поле h5 · черен топ на черно поле d4 | черен цар на черно поле f8 · бял топ на бяло поле b7 · черна пешка на бяло поле e6 · бяла пешка на черно поле f6 · черна пешка на черно поле g5 · бял цар на бяло поле h5 · черен топ на черно поле d4 | черен цар на черно поле f8 · бял топ на бяло поле b7 · черна пешка на бяло поле e6 · бяла пешка на черно поле f6 · черна пешка на черно поле g5 · бял цар на бяло поле h5 · черен топ на черно поле d4 | черен цар на черно поле f8 · бял топ на бяло поле b7 · черна пешка на бяло поле e6 · бяла пешка на черно поле f6 · черна пешка на черно поле g5 · бял цар на бяло поле h5 · черен топ на черно поле d4 | черен цар на черно поле f8 · бял топ на бяло поле b7 · черна пешка на бяло поле e6 · бяла пешка на черно поле f6 · черна пешка на черно поле g5 · бял цар на бяло поле h5 · черен топ на черно поле d4 | черен цар на черно поле f8 · бял топ на бяло поле b7 · черна пешка на бяло поле e6 · бяла пешка на черно поле f6 · черна пешка на черно поле g5 · бял цар на бяло поле h5 · черен топ на черно поле d4 | 2 |
| 1 | черен цар на черно поле f8 · бял топ на бяло поле b7 · черна пешка на бяло поле e6 · бяла пешка на черно поле f6 · черна пешка на черно поле g5 · бял цар на бяло поле h5 · черен топ на черно поле d4 | черен цар на черно поле f8 · бял топ на бяло поле b7 · черна пешка на бяло поле e6 · бяла пешка на черно поле f6 · черна пешка на черно поле g5 · бял цар на бяло поле h5 · черен топ на черно поле d4 | черен цар на черно поле f8 · бял топ на бяло поле b7 · черна пешка на бяло поле e6 · бяла пешка на черно поле f6 · черна пешка на черно поле g5 · бял цар на бяло поле h5 · черен топ на черно поле d4 | черен цар на черно поле f8 · бял топ на бяло поле b7 · черна пешка на бяло поле e6 · бяла пешка на черно поле f6 · черна пешка на черно поле g5 · бял цар на бяло поле h5 · черен топ на черно поле d4 | черен цар на черно поле f8 · бял топ на бяло поле b7 · черна пешка на бяло поле e6 · бяла пешка на черно поле f6 · черна пешка на черно поле g5 · бял цар на бяло поле h5 · черен топ на черно поле d4 | черен цар на черно поле f8 · бял топ на бяло поле b7 · черна пешка на бяло поле e6 · бяла пешка на черно поле f6 · черна пешка на черно поле g5 · бял цар на бяло поле h5 · черен топ на черно поле d4 | черен цар на черно поле f8 · бял топ на бяло поле b7 · черна пешка на бяло поле e6 · бяла пешка на черно поле f6 · черна пешка на черно поле g5 · бял цар на бяло поле h5 · черен топ на черно поле d4 | черен цар на черно поле f8 · бял топ на бяло поле b7 · черна пешка на бяло поле e6 · бяла пешка на черно поле f6 · черна пешка на черно поле g5 · бял цар на бяло поле h5 · черен топ на черно поле d4 | 1 |
|   | a | b | c | d | e | f | g | h |   |

За изключителните си постижения през годината Веселин Топалов е награден с най-високата награда в шаха – Шахматен Оскар за 2005 г. Той е първият и единствен българин, носител на това отличие и на званието „Световен шампион“.
През януари 2006 г. Веселин Топалов достига ЕЛО 2801 и се нарежда сред малцината шахматисти, преминали границата от 2800 т., на второ място в топ 100, непосредствено след Гари Каспаров.
Две години поред печели известния силен турнир „Корус“, провеждан традиционно през януари във Вейк ан Зее (Холандия): през 2006 г. заедно с Ананд, а през 2007 г. – заедно с Аронян и Теймур Раджабов.
През 2006 и 2007 г. Топалов отново печели първо място в супертурнира „М-Тел Мастърс“, през 2008 – второ, а през 2009 – трето място.
Веселин Топалов е водач в ранглистата на ФИДЕ от април 2006 до април 2007 г. Според класацията към 1 октомври 2008 той отново води в ранглистата с най-висок коефициент ЕЛО – 2791 т.
Най-високият личен коефициент ЕЛО на Топалов в топ 100-класацията на ФИДЕ е 2813. Достига го 2 пъти: през юли – октомври 2006 и юли – октомври 2009 г. 

## Мач за световната титла с Крамник
През 2006 губи мача с Владимир Крамник (т.нар. обединителен мач за световната шахматна корона) в Елиста, Калмикия. Мачът е съпътстван с редица скандали, най-известният от които е за честотата на посещения на тоалетната от Крамник.
След скандалния мач и прибирането си в София, Топалов веднага иска реванш от Крамник. Той отказва, но според официалните правила на ФИДЕ е длъжен да приеме мач с всеки претендент за титлата, който има коефициент ЕЛО над 2700. Към януари 2007 г. все още няма решение на ФИДЕ по този въпрос.
Междувременно Топалов открито заявява, че Крамник е използвал непозволени средства и за нищо на света няма да се върне в Елиста. От щаба на Топалов твърдят, че разполагат с многобройни доказателства за измамите на руснаците.

## Мач за световната титла с Ананд
През февруари 2009 г. в София Топалов побеждава Гата Камски с 4,5:2,5 във финалния мач на претендентите за световната титла. По този начин печели правото да оспорва през пролетта на 2010 г. в директен мач титлата на световния шампион Вишванатан Ананд. Мачът се играе от 21 април до 12 май 2010 г. в София. Ананд печели минимално с 6,5:5,5 и запазва титлата си.
|   | a | b | c | d | e | f | g | h |   |
| 8 | черен цар на черно поле f8 · черен топ на черно поле f6 · черен топ на черно поле c5 · черна пешка на бяло поле f5 · черен кон на черно поле b4 · бял офицер на бяло поле c4 · черна пешка на бяло поле g4 · бяла дама на черно поле a3 · бяла пешка на бяло поле b3 · черна дама на черно поле c3 · бял офицер на черно поле e3 · бяла пешка на бяло поле a2 · бял кон на черно поле d2 · бяла пешка на черно поле f2 · бяла пешка на бяло поле g2 · бял цар на черно поле c1 · бял топ на бяло поле d1 | черен цар на черно поле f8 · черен топ на черно поле f6 · черен топ на черно поле c5 · черна пешка на бяло поле f5 · черен кон на черно поле b4 · бял офицер на бяло поле c4 · черна пешка на бяло поле g4 · бяла дама на черно поле a3 · бяла пешка на бяло поле b3 · черна дама на черно поле c3 · бял офицер на черно поле e3 · бяла пешка на бяло поле a2 · бял кон на черно поле d2 · бяла пешка на черно поле f2 · бяла пешка на бяло поле g2 · бял цар на черно поле c1 · бял топ на бяло поле d1 | черен цар на черно поле f8 · черен топ на черно поле f6 · черен топ на черно поле c5 · черна пешка на бяло поле f5 · черен кон на черно поле b4 · бял офицер на бяло поле c4 · черна пешка на бяло поле g4 · бяла дама на черно поле a3 · бяла пешка на бяло поле b3 · черна дама на черно поле c3 · бял офицер на черно поле e3 · бяла пешка на бяло поле a2 · бял кон на черно поле d2 · бяла пешка на черно поле f2 · бяла пешка на бяло поле g2 · бял цар на черно поле c1 · бял топ на бяло поле d1 | черен цар на черно поле f8 · черен топ на черно поле f6 · черен топ на черно поле c5 · черна пешка на бяло поле f5 · черен кон на черно поле b4 · бял офицер на бяло поле c4 · черна пешка на бяло поле g4 · бяла дама на черно поле a3 · бяла пешка на бяло поле b3 · черна дама на черно поле c3 · бял офицер на черно поле e3 · бяла пешка на бяло поле a2 · бял кон на черно поле d2 · бяла пешка на черно поле f2 · бяла пешка на бяло поле g2 · бял цар на черно поле c1 · бял топ на бяло поле d1 | черен цар на черно поле f8 · черен топ на черно поле f6 · черен топ на черно поле c5 · черна пешка на бяло поле f5 · черен кон на черно поле b4 · бял офицер на бяло поле c4 · черна пешка на бяло поле g4 · бяла дама на черно поле a3 · бяла пешка на бяло поле b3 · черна дама на черно поле c3 · бял офицер на черно поле e3 · бяла пешка на бяло поле a2 · бял кон на черно поле d2 · бяла пешка на черно поле f2 · бяла пешка на бяло поле g2 · бял цар на черно поле c1 · бял топ на бяло поле d1 | черен цар на черно поле f8 · черен топ на черно поле f6 · черен топ на черно поле c5 · черна пешка на бяло поле f5 · черен кон на черно поле b4 · бял офицер на бяло поле c4 · черна пешка на бяло поле g4 · бяла дама на черно поле a3 · бяла пешка на бяло поле b3 · черна дама на черно поле c3 · бял офицер на черно поле e3 · бяла пешка на бяло поле a2 · бял кон на черно поле d2 · бяла пешка на черно поле f2 · бяла пешка на бяло поле g2 · бял цар на черно поле c1 · бял топ на бяло поле d1 | черен цар на черно поле f8 · черен топ на черно поле f6 · черен топ на черно поле c5 · черна пешка на бяло поле f5 · черен кон на черно поле b4 · бял офицер на бяло поле c4 · черна пешка на бяло поле g4 · бяла дама на черно поле a3 · бяла пешка на бяло поле b3 · черна дама на черно поле c3 · бял офицер на черно поле e3 · бяла пешка на бяло поле a2 · бял кон на черно поле d2 · бяла пешка на черно поле f2 · бяла пешка на бяло поле g2 · бял цар на черно поле c1 · бял топ на бяло поле d1 | черен цар на черно поле f8 · черен топ на черно поле f6 · черен топ на черно поле c5 · черна пешка на бяло поле f5 · черен кон на черно поле b4 · бял офицер на бяло поле c4 · черна пешка на бяло поле g4 · бяла дама на черно поле a3 · бяла пешка на бяло поле b3 · черна дама на черно поле c3 · бял офицер на черно поле e3 · бяла пешка на бяло поле a2 · бял кон на черно поле d2 · бяла пешка на черно поле f2 · бяла пешка на бяло поле g2 · бял цар на черно поле c1 · бял топ на бяло поле d1 | 8 |
| 7 | черен цар на черно поле f8 · черен топ на черно поле f6 · черен топ на черно поле c5 · черна пешка на бяло поле f5 · черен кон на черно поле b4 · бял офицер на бяло поле c4 · черна пешка на бяло поле g4 · бяла дама на черно поле a3 · бяла пешка на бяло поле b3 · черна дама на черно поле c3 · бял офицер на черно поле e3 · бяла пешка на бяло поле a2 · бял кон на черно поле d2 · бяла пешка на черно поле f2 · бяла пешка на бяло поле g2 · бял цар на черно поле c1 · бял топ на бяло поле d1 | черен цар на черно поле f8 · черен топ на черно поле f6 · черен топ на черно поле c5 · черна пешка на бяло поле f5 · черен кон на черно поле b4 · бял офицер на бяло поле c4 · черна пешка на бяло поле g4 · бяла дама на черно поле a3 · бяла пешка на бяло поле b3 · черна дама на черно поле c3 · бял офицер на черно поле e3 · бяла пешка на бяло поле a2 · бял кон на черно поле d2 · бяла пешка на черно поле f2 · бяла пешка на бяло поле g2 · бял цар на черно поле c1 · бял топ на бяло поле d1 | черен цар на черно поле f8 · черен топ на черно поле f6 · черен топ на черно поле c5 · черна пешка на бяло поле f5 · черен кон на черно поле b4 · бял офицер на бяло поле c4 · черна пешка на бяло поле g4 · бяла дама на черно поле a3 · бяла пешка на бяло поле b3 · черна дама на черно поле c3 · бял офицер на черно поле e3 · бяла пешка на бяло поле a2 · бял кон на черно поле d2 · бяла пешка на черно поле f2 · бяла пешка на бяло поле g2 · бял цар на черно поле c1 · бял топ на бяло поле d1 | черен цар на черно поле f8 · черен топ на черно поле f6 · черен топ на черно поле c5 · черна пешка на бяло поле f5 · черен кон на черно поле b4 · бял офицер на бяло поле c4 · черна пешка на бяло поле g4 · бяла дама на черно поле a3 · бяла пешка на бяло поле b3 · черна дама на черно поле c3 · бял офицер на черно поле e3 · бяла пешка на бяло поле a2 · бял кон на черно поле d2 · бяла пешка на черно поле f2 · бяла пешка на бяло поле g2 · бял цар на черно поле c1 · бял топ на бяло поле d1 | черен цар на черно поле f8 · черен топ на черно поле f6 · черен топ на черно поле c5 · черна пешка на бяло поле f5 · черен кон на черно поле b4 · бял офицер на бяло поле c4 · черна пешка на бяло поле g4 · бяла дама на черно поле a3 · бяла пешка на бяло поле b3 · черна дама на черно поле c3 · бял офицер на черно поле e3 · бяла пешка на бяло поле a2 · бял кон на черно поле d2 · бяла пешка на черно поле f2 · бяла пешка на бяло поле g2 · бял цар на черно поле c1 · бял топ на бяло поле d1 | черен цар на черно поле f8 · черен топ на черно поле f6 · черен топ на черно поле c5 · черна пешка на бяло поле f5 · черен кон на черно поле b4 · бял офицер на бяло поле c4 · черна пешка на бяло поле g4 · бяла дама на черно поле a3 · бяла пешка на бяло поле b3 · черна дама на черно поле c3 · бял офицер на черно поле e3 · бяла пешка на бяло поле a2 · бял кон на черно поле d2 · бяла пешка на черно поле f2 · бяла пешка на бяло поле g2 · бял цар на черно поле c1 · бял топ на бяло поле d1 | черен цар на черно поле f8 · черен топ на черно поле f6 · черен топ на черно поле c5 · черна пешка на бяло поле f5 · черен кон на черно поле b4 · бял офицер на бяло поле c4 · черна пешка на бяло поле g4 · бяла дама на черно поле a3 · бяла пешка на бяло поле b3 · черна дама на черно поле c3 · бял офицер на черно поле e3 · бяла пешка на бяло поле a2 · бял кон на черно поле d2 · бяла пешка на черно поле f2 · бяла пешка на бяло поле g2 · бял цар на черно поле c1 · бял топ на бяло поле d1 | черен цар на черно поле f8 · черен топ на черно поле f6 · черен топ на черно поле c5 · черна пешка на бяло поле f5 · черен кон на черно поле b4 · бял офицер на бяло поле c4 · черна пешка на бяло поле g4 · бяла дама на черно поле a3 · бяла пешка на бяло поле b3 · черна дама на черно поле c3 · бял офицер на черно поле e3 · бяла пешка на бяло поле a2 · бял кон на черно поле d2 · бяла пешка на черно поле f2 · бяла пешка на бяло поле g2 · бял цар на черно поле c1 · бял топ на бяло поле d1 | 7 |
| 6 | черен цар на черно поле f8 · черен топ на черно поле f6 · черен топ на черно поле c5 · черна пешка на бяло поле f5 · черен кон на черно поле b4 · бял офицер на бяло поле c4 · черна пешка на бяло поле g4 · бяла дама на черно поле a3 · бяла пешка на бяло поле b3 · черна дама на черно поле c3 · бял офицер на черно поле e3 · бяла пешка на бяло поле a2 · бял кон на черно поле d2 · бяла пешка на черно поле f2 · бяла пешка на бяло поле g2 · бял цар на черно поле c1 · бял топ на бяло поле d1 | черен цар на черно поле f8 · черен топ на черно поле f6 · черен топ на черно поле c5 · черна пешка на бяло поле f5 · черен кон на черно поле b4 · бял офицер на бяло поле c4 · черна пешка на бяло поле g4 · бяла дама на черно поле a3 · бяла пешка на бяло поле b3 · черна дама на черно поле c3 · бял офицер на черно поле e3 · бяла пешка на бяло поле a2 · бял кон на черно поле d2 · бяла пешка на черно поле f2 · бяла пешка на бяло поле g2 · бял цар на черно поле c1 · бял топ на бяло поле d1 | черен цар на черно поле f8 · черен топ на черно поле f6 · черен топ на черно поле c5 · черна пешка на бяло поле f5 · черен кон на черно поле b4 · бял офицер на бяло поле c4 · черна пешка на бяло поле g4 · бяла дама на черно поле a3 · бяла пешка на бяло поле b3 · черна дама на черно поле c3 · бял офицер на черно поле e3 · бяла пешка на бяло поле a2 · бял кон на черно поле d2 · бяла пешка на черно поле f2 · бяла пешка на бяло поле g2 · бял цар на черно поле c1 · бял топ на бяло поле d1 | черен цар на черно поле f8 · черен топ на черно поле f6 · черен топ на черно поле c5 · черна пешка на бяло поле f5 · черен кон на черно поле b4 · бял офицер на бяло поле c4 · черна пешка на бяло поле g4 · бяла дама на черно поле a3 · бяла пешка на бяло поле b3 · черна дама на черно поле c3 · бял офицер на черно поле e3 · бяла пешка на бяло поле a2 · бял кон на черно поле d2 · бяла пешка на черно поле f2 · бяла пешка на бяло поле g2 · бял цар на черно поле c1 · бял топ на бяло поле d1 | черен цар на черно поле f8 · черен топ на черно поле f6 · черен топ на черно поле c5 · черна пешка на бяло поле f5 · черен кон на черно поле b4 · бял офицер на бяло поле c4 · черна пешка на бяло поле g4 · бяла дама на черно поле a3 · бяла пешка на бяло поле b3 · черна дама на черно поле c3 · бял офицер на черно поле e3 · бяла пешка на бяло поле a2 · бял кон на черно поле d2 · бяла пешка на черно поле f2 · бяла пешка на бяло поле g2 · бял цар на черно поле c1 · бял топ на бяло поле d1 | черен цар на черно поле f8 · черен топ на черно поле f6 · черен топ на черно поле c5 · черна пешка на бяло поле f5 · черен кон на черно поле b4 · бял офицер на бяло поле c4 · черна пешка на бяло поле g4 · бяла дама на черно поле a3 · бяла пешка на бяло поле b3 · черна дама на черно поле c3 · бял офицер на черно поле e3 · бяла пешка на бяло поле a2 · бял кон на черно поле d2 · бяла пешка на черно поле f2 · бяла пешка на бяло поле g2 · бял цар на черно поле c1 · бял топ на бяло поле d1 | черен цар на черно поле f8 · черен топ на черно поле f6 · черен топ на черно поле c5 · черна пешка на бяло поле f5 · черен кон на черно поле b4 · бял офицер на бяло поле c4 · черна пешка на бяло поле g4 · бяла дама на черно поле a3 · бяла пешка на бяло поле b3 · черна дама на черно поле c3 · бял офицер на черно поле e3 · бяла пешка на бяло поле a2 · бял кон на черно поле d2 · бяла пешка на черно поле f2 · бяла пешка на бяло поле g2 · бял цар на черно поле c1 · бял топ на бяло поле d1 | черен цар на черно поле f8 · черен топ на черно поле f6 · черен топ на черно поле c5 · черна пешка на бяло поле f5 · черен кон на черно поле b4 · бял офицер на бяло поле c4 · черна пешка на бяло поле g4 · бяла дама на черно поле a3 · бяла пешка на бяло поле b3 · черна дама на черно поле c3 · бял офицер на черно поле e3 · бяла пешка на бяло поле a2 · бял кон на черно поле d2 · бяла пешка на черно поле f2 · бяла пешка на бяло поле g2 · бял цар на черно поле c1 · бял топ на бяло поле d1 | 6 |
| 5 | черен цар на черно поле f8 · черен топ на черно поле f6 · черен топ на черно поле c5 · черна пешка на бяло поле f5 · черен кон на черно поле b4 · бял офицер на бяло поле c4 · черна пешка на бяло поле g4 · бяла дама на черно поле a3 · бяла пешка на бяло поле b3 · черна дама на черно поле c3 · бял офицер на черно поле e3 · бяла пешка на бяло поле a2 · бял кон на черно поле d2 · бяла пешка на черно поле f2 · бяла пешка на бяло поле g2 · бял цар на черно поле c1 · бял топ на бяло поле d1 | черен цар на черно поле f8 · черен топ на черно поле f6 · черен топ на черно поле c5 · черна пешка на бяло поле f5 · черен кон на черно поле b4 · бял офицер на бяло поле c4 · черна пешка на бяло поле g4 · бяла дама на черно поле a3 · бяла пешка на бяло поле b3 · черна дама на черно поле c3 · бял офицер на черно поле e3 · бяла пешка на бяло поле a2 · бял кон на черно поле d2 · бяла пешка на черно поле f2 · бяла пешка на бяло поле g2 · бял цар на черно поле c1 · бял топ на бяло поле d1 | черен цар на черно поле f8 · черен топ на черно поле f6 · черен топ на черно поле c5 · черна пешка на бяло поле f5 · черен кон на черно поле b4 · бял офицер на бяло поле c4 · черна пешка на бяло поле g4 · бяла дама на черно поле a3 · бяла пешка на бяло поле b3 · черна дама на черно поле c3 · бял офицер на черно поле e3 · бяла пешка на бяло поле a2 · бял кон на черно поле d2 · бяла пешка на черно поле f2 · бяла пешка на бяло поле g2 · бял цар на черно поле c1 · бял топ на бяло поле d1 | черен цар на черно поле f8 · черен топ на черно поле f6 · черен топ на черно поле c5 · черна пешка на бяло поле f5 · черен кон на черно поле b4 · бял офицер на бяло поле c4 · черна пешка на бяло поле g4 · бяла дама на черно поле a3 · бяла пешка на бяло поле b3 · черна дама на черно поле c3 · бял офицер на черно поле e3 · бяла пешка на бяло поле a2 · бял кон на черно поле d2 · бяла пешка на черно поле f2 · бяла пешка на бяло поле g2 · бял цар на черно поле c1 · бял топ на бяло поле d1 | черен цар на черно поле f8 · черен топ на черно поле f6 · черен топ на черно поле c5 · черна пешка на бяло поле f5 · черен кон на черно поле b4 · бял офицер на бяло поле c4 · черна пешка на бяло поле g4 · бяла дама на черно поле a3 · бяла пешка на бяло поле b3 · черна дама на черно поле c3 · бял офицер на черно поле e3 · бяла пешка на бяло поле a2 · бял кон на черно поле d2 · бяла пешка на черно поле f2 · бяла пешка на бяло поле g2 · бял цар на черно поле c1 · бял топ на бяло поле d1 | черен цар на черно поле f8 · черен топ на черно поле f6 · черен топ на черно поле c5 · черна пешка на бяло поле f5 · черен кон на черно поле b4 · бял офицер на бяло поле c4 · черна пешка на бяло поле g4 · бяла дама на черно поле a3 · бяла пешка на бяло поле b3 · черна дама на черно поле c3 · бял офицер на черно поле e3 · бяла пешка на бяло поле a2 · бял кон на черно поле d2 · бяла пешка на черно поле f2 · бяла пешка на бяло поле g2 · бял цар на черно поле c1 · бял топ на бяло поле d1 | черен цар на черно поле f8 · черен топ на черно поле f6 · черен топ на черно поле c5 · черна пешка на бяло поле f5 · черен кон на черно поле b4 · бял офицер на бяло поле c4 · черна пешка на бяло поле g4 · бяла дама на черно поле a3 · бяла пешка на бяло поле b3 · черна дама на черно поле c3 · бял офицер на черно поле e3 · бяла пешка на бяло поле a2 · бял кон на черно поле d2 · бяла пешка на черно поле f2 · бяла пешка на бяло поле g2 · бял цар на черно поле c1 · бял топ на бяло поле d1 | черен цар на черно поле f8 · черен топ на черно поле f6 · черен топ на черно поле c5 · черна пешка на бяло поле f5 · черен кон на черно поле b4 · бял офицер на бяло поле c4 · черна пешка на бяло поле g4 · бяла дама на черно поле a3 · бяла пешка на бяло поле b3 · черна дама на черно поле c3 · бял офицер на черно поле e3 · бяла пешка на бяло поле a2 · бял кон на черно поле d2 · бяла пешка на черно поле f2 · бяла пешка на бяло поле g2 · бял цар на черно поле c1 · бял топ на бяло поле d1 | 5 |
| 4 | черен цар на черно поле f8 · черен топ на черно поле f6 · черен топ на черно поле c5 · черна пешка на бяло поле f5 · черен кон на черно поле b4 · бял офицер на бяло поле c4 · черна пешка на бяло поле g4 · бяла дама на черно поле a3 · бяла пешка на бяло поле b3 · черна дама на черно поле c3 · бял офицер на черно поле e3 · бяла пешка на бяло поле a2 · бял кон на черно поле d2 · бяла пешка на черно поле f2 · бяла пешка на бяло поле g2 · бял цар на черно поле c1 · бял топ на бяло поле d1 | черен цар на черно поле f8 · черен топ на черно поле f6 · черен топ на черно поле c5 · черна пешка на бяло поле f5 · черен кон на черно поле b4 · бял офицер на бяло поле c4 · черна пешка на бяло поле g4 · бяла дама на черно поле a3 · бяла пешка на бяло поле b3 · черна дама на черно поле c3 · бял офицер на черно поле e3 · бяла пешка на бяло поле a2 · бял кон на черно поле d2 · бяла пешка на черно поле f2 · бяла пешка на бяло поле g2 · бял цар на черно поле c1 · бял топ на бяло поле d1 | черен цар на черно поле f8 · черен топ на черно поле f6 · черен топ на черно поле c5 · черна пешка на бяло поле f5 · черен кон на черно поле b4 · бял офицер на бяло поле c4 · черна пешка на бяло поле g4 · бяла дама на черно поле a3 · бяла пешка на бяло поле b3 · черна дама на черно поле c3 · бял офицер на черно поле e3 · бяла пешка на бяло поле a2 · бял кон на черно поле d2 · бяла пешка на черно поле f2 · бяла пешка на бяло поле g2 · бял цар на черно поле c1 · бял топ на бяло поле d1 | черен цар на черно поле f8 · черен топ на черно поле f6 · черен топ на черно поле c5 · черна пешка на бяло поле f5 · черен кон на черно поле b4 · бял офицер на бяло поле c4 · черна пешка на бяло поле g4 · бяла дама на черно поле a3 · бяла пешка на бяло поле b3 · черна дама на черно поле c3 · бял офицер на черно поле e3 · бяла пешка на бяло поле a2 · бял кон на черно поле d2 · бяла пешка на черно поле f2 · бяла пешка на бяло поле g2 · бял цар на черно поле c1 · бял топ на бяло поле d1 | черен цар на черно поле f8 · черен топ на черно поле f6 · черен топ на черно поле c5 · черна пешка на бяло поле f5 · черен кон на черно поле b4 · бял офицер на бяло поле c4 · черна пешка на бяло поле g4 · бяла дама на черно поле a3 · бяла пешка на бяло поле b3 · черна дама на черно поле c3 · бял офицер на черно поле e3 · бяла пешка на бяло поле a2 · бял кон на черно поле d2 · бяла пешка на черно поле f2 · бяла пешка на бяло поле g2 · бял цар на черно поле c1 · бял топ на бяло поле d1 | черен цар на черно поле f8 · черен топ на черно поле f6 · черен топ на черно поле c5 · черна пешка на бяло поле f5 · черен кон на черно поле b4 · бял офицер на бяло поле c4 · черна пешка на бяло поле g4 · бяла дама на черно поле a3 · бяла пешка на бяло поле b3 · черна дама на черно поле c3 · бял офицер на черно поле e3 · бяла пешка на бяло поле a2 · бял кон на черно поле d2 · бяла пешка на черно поле f2 · бяла пешка на бяло поле g2 · бял цар на черно поле c1 · бял топ на бяло поле d1 | черен цар на черно поле f8 · черен топ на черно поле f6 · черен топ на черно поле c5 · черна пешка на бяло поле f5 · черен кон на черно поле b4 · бял офицер на бяло поле c4 · черна пешка на бяло поле g4 · бяла дама на черно поле a3 · бяла пешка на бяло поле b3 · черна дама на черно поле c3 · бял офицер на черно поле e3 · бяла пешка на бяло поле a2 · бял кон на черно поле d2 · бяла пешка на черно поле f2 · бяла пешка на бяло поле g2 · бял цар на черно поле c1 · бял топ на бяло поле d1 | черен цар на черно поле f8 · черен топ на черно поле f6 · черен топ на черно поле c5 · черна пешка на бяло поле f5 · черен кон на черно поле b4 · бял офицер на бяло поле c4 · черна пешка на бяло поле g4 · бяла дама на черно поле a3 · бяла пешка на бяло поле b3 · черна дама на черно поле c3 · бял офицер на черно поле e3 · бяла пешка на бяло поле a2 · бял кон на черно поле d2 · бяла пешка на черно поле f2 · бяла пешка на бяло поле g2 · бял цар на черно поле c1 · бял топ на бяло поле d1 | 4 |
| 3 | черен цар на черно поле f8 · черен топ на черно поле f6 · черен топ на черно поле c5 · черна пешка на бяло поле f5 · черен кон на черно поле b4 · бял офицер на бяло поле c4 · черна пешка на бяло поле g4 · бяла дама на черно поле a3 · бяла пешка на бяло поле b3 · черна дама на черно поле c3 · бял офицер на черно поле e3 · бяла пешка на бяло поле a2 · бял кон на черно поле d2 · бяла пешка на черно поле f2 · бяла пешка на бяло поле g2 · бял цар на черно поле c1 · бял топ на бяло поле d1 | черен цар на черно поле f8 · черен топ на черно поле f6 · черен топ на черно поле c5 · черна пешка на бяло поле f5 · черен кон на черно поле b4 · бял офицер на бяло поле c4 · черна пешка на бяло поле g4 · бяла дама на черно поле a3 · бяла пешка на бяло поле b3 · черна дама на черно поле c3 · бял офицер на черно поле e3 · бяла пешка на бяло поле a2 · бял кон на черно поле d2 · бяла пешка на черно поле f2 · бяла пешка на бяло поле g2 · бял цар на черно поле c1 · бял топ на бяло поле d1 | черен цар на черно поле f8 · черен топ на черно поле f6 · черен топ на черно поле c5 · черна пешка на бяло поле f5 · черен кон на черно поле b4 · бял офицер на бяло поле c4 · черна пешка на бяло поле g4 · бяла дама на черно поле a3 · бяла пешка на бяло поле b3 · черна дама на черно поле c3 · бял офицер на черно поле e3 · бяла пешка на бяло поле a2 · бял кон на черно поле d2 · бяла пешка на черно поле f2 · бяла пешка на бяло поле g2 · бял цар на черно поле c1 · бял топ на бяло поле d1 | черен цар на черно поле f8 · черен топ на черно поле f6 · черен топ на черно поле c5 · черна пешка на бяло поле f5 · черен кон на черно поле b4 · бял офицер на бяло поле c4 · черна пешка на бяло поле g4 · бяла дама на черно поле a3 · бяла пешка на бяло поле b3 · черна дама на черно поле c3 · бял офицер на черно поле e3 · бяла пешка на бяло поле a2 · бял кон на черно поле d2 · бяла пешка на черно поле f2 · бяла пешка на бяло поле g2 · бял цар на черно поле c1 · бял топ на бяло поле d1 | черен цар на черно поле f8 · черен топ на черно поле f6 · черен топ на черно поле c5 · черна пешка на бяло поле f5 · черен кон на черно поле b4 · бял офицер на бяло поле c4 · черна пешка на бяло поле g4 · бяла дама на черно поле a3 · бяла пешка на бяло поле b3 · черна дама на черно поле c3 · бял офицер на черно поле e3 · бяла пешка на бяло поле a2 · бял кон на черно поле d2 · бяла пешка на черно поле f2 · бяла пешка на бяло поле g2 · бял цар на черно поле c1 · бял топ на бяло поле d1 | черен цар на черно поле f8 · черен топ на черно поле f6 · черен топ на черно поле c5 · черна пешка на бяло поле f5 · черен кон на черно поле b4 · бял офицер на бяло поле c4 · черна пешка на бяло поле g4 · бяла дама на черно поле a3 · бяла пешка на бяло поле b3 · черна дама на черно поле c3 · бял офицер на черно поле e3 · бяла пешка на бяло поле a2 · бял кон на черно поле d2 · бяла пешка на черно поле f2 · бяла пешка на бяло поле g2 · бял цар на черно поле c1 · бял топ на бяло поле d1 | черен цар на черно поле f8 · черен топ на черно поле f6 · черен топ на черно поле c5 · черна пешка на бяло поле f5 · черен кон на черно поле b4 · бял офицер на бяло поле c4 · черна пешка на бяло поле g4 · бяла дама на черно поле a3 · бяла пешка на бяло поле b3 · черна дама на черно поле c3 · бял офицер на черно поле e3 · бяла пешка на бяло поле a2 · бял кон на черно поле d2 · бяла пешка на черно поле f2 · бяла пешка на бяло поле g2 · бял цар на черно поле c1 · бял топ на бяло поле d1 | черен цар на черно поле f8 · черен топ на черно поле f6 · черен топ на черно поле c5 · черна пешка на бяло поле f5 · черен кон на черно поле b4 · бял офицер на бяло поле c4 · черна пешка на бяло поле g4 · бяла дама на черно поле a3 · бяла пешка на бяло поле b3 · черна дама на черно поле c3 · бял офицер на черно поле e3 · бяла пешка на бяло поле a2 · бял кон на черно поле d2 · бяла пешка на черно поле f2 · бяла пешка на бяло поле g2 · бял цар на черно поле c1 · бял топ на бяло поле d1 | 3 |
| 2 | черен цар на черно поле f8 · черен топ на черно поле f6 · черен топ на черно поле c5 · черна пешка на бяло поле f5 · черен кон на черно поле b4 · бял офицер на бяло поле c4 · черна пешка на бяло поле g4 · бяла дама на черно поле a3 · бяла пешка на бяло поле b3 · черна дама на черно поле c3 · бял офицер на черно поле e3 · бяла пешка на бяло поле a2 · бял кон на черно поле d2 · бяла пешка на черно поле f2 · бяла пешка на бяло поле g2 · бял цар на черно поле c1 · бял топ на бяло поле d1 | черен цар на черно поле f8 · черен топ на черно поле f6 · черен топ на черно поле c5 · черна пешка на бяло поле f5 · черен кон на черно поле b4 · бял офицер на бяло поле c4 · черна пешка на бяло поле g4 · бяла дама на черно поле a3 · бяла пешка на бяло поле b3 · черна дама на черно поле c3 · бял офицер на черно поле e3 · бяла пешка на бяло поле a2 · бял кон на черно поле d2 · бяла пешка на черно поле f2 · бяла пешка на бяло поле g2 · бял цар на черно поле c1 · бял топ на бяло поле d1 | черен цар на черно поле f8 · черен топ на черно поле f6 · черен топ на черно поле c5 · черна пешка на бяло поле f5 · черен кон на черно поле b4 · бял офицер на бяло поле c4 · черна пешка на бяло поле g4 · бяла дама на черно поле a3 · бяла пешка на бяло поле b3 · черна дама на черно поле c3 · бял офицер на черно поле e3 · бяла пешка на бяло поле a2 · бял кон на черно поле d2 · бяла пешка на черно поле f2 · бяла пешка на бяло поле g2 · бял цар на черно поле c1 · бял топ на бяло поле d1 | черен цар на черно поле f8 · черен топ на черно поле f6 · черен топ на черно поле c5 · черна пешка на бяло поле f5 · черен кон на черно поле b4 · бял офицер на бяло поле c4 · черна пешка на бяло поле g4 · бяла дама на черно поле a3 · бяла пешка на бяло поле b3 · черна дама на черно поле c3 · бял офицер на черно поле e3 · бяла пешка на бяло поле a2 · бял кон на черно поле d2 · бяла пешка на черно поле f2 · бяла пешка на бяло поле g2 · бял цар на черно поле c1 · бял топ на бяло поле d1 | черен цар на черно поле f8 · черен топ на черно поле f6 · черен топ на черно поле c5 · черна пешка на бяло поле f5 · черен кон на черно поле b4 · бял офицер на бяло поле c4 · черна пешка на бяло поле g4 · бяла дама на черно поле a3 · бяла пешка на бяло поле b3 · черна дама на черно поле c3 · бял офицер на черно поле e3 · бяла пешка на бяло поле a2 · бял кон на черно поле d2 · бяла пешка на черно поле f2 · бяла пешка на бяло поле g2 · бял цар на черно поле c1 · бял топ на бяло поле d1 | черен цар на черно поле f8 · черен топ на черно поле f6 · черен топ на черно поле c5 · черна пешка на бяло поле f5 · черен кон на черно поле b4 · бял офицер на бяло поле c4 · черна пешка на бяло поле g4 · бяла дама на черно поле a3 · бяла пешка на бяло поле b3 · черна дама на черно поле c3 · бял офицер на черно поле e3 · бяла пешка на бяло поле a2 · бял кон на черно поле d2 · бяла пешка на черно поле f2 · бяла пешка на бяло поле g2 · бял цар на черно поле c1 · бял топ на бяло поле d1 | черен цар на черно поле f8 · черен топ на черно поле f6 · черен топ на черно поле c5 · черна пешка на бяло поле f5 · черен кон на черно поле b4 · бял офицер на бяло поле c4 · черна пешка на бяло поле g4 · бяла дама на черно поле a3 · бяла пешка на бяло поле b3 · черна дама на черно поле c3 · бял офицер на черно поле e3 · бяла пешка на бяло поле a2 · бял кон на черно поле d2 · бяла пешка на черно поле f2 · бяла пешка на бяло поле g2 · бял цар на черно поле c1 · бял топ на бяло поле d1 | черен цар на черно поле f8 · черен топ на черно поле f6 · черен топ на черно поле c5 · черна пешка на бяло поле f5 · черен кон на черно поле b4 · бял офицер на бяло поле c4 · черна пешка на бяло поле g4 · бяла дама на черно поле a3 · бяла пешка на бяло поле b3 · черна дама на черно поле c3 · бял офицер на черно поле e3 · бяла пешка на бяло поле a2 · бял кон на черно поле d2 · бяла пешка на черно поле f2 · бяла пешка на бяло поле g2 · бял цар на черно поле c1 · бял топ на бяло поле d1 | 2 |
| 1 | черен цар на черно поле f8 · черен топ на черно поле f6 · черен топ на черно поле c5 · черна пешка на бяло поле f5 · черен кон на черно поле b4 · бял офицер на бяло поле c4 · черна пешка на бяло поле g4 · бяла дама на черно поле a3 · бяла пешка на бяло поле b3 · черна дама на черно поле c3 · бял офицер на черно поле e3 · бяла пешка на бяло поле a2 · бял кон на черно поле d2 · бяла пешка на черно поле f2 · бяла пешка на бяло поле g2 · бял цар на черно поле c1 · бял топ на бяло поле d1 | черен цар на черно поле f8 · черен топ на черно поле f6 · черен топ на черно поле c5 · черна пешка на бяло поле f5 · черен кон на черно поле b4 · бял офицер на бяло поле c4 · черна пешка на бяло поле g4 · бяла дама на черно поле a3 · бяла пешка на бяло поле b3 · черна дама на черно поле c3 · бял офицер на черно поле e3 · бяла пешка на бяло поле a2 · бял кон на черно поле d2 · бяла пешка на черно поле f2 · бяла пешка на бяло поле g2 · бял цар на черно поле c1 · бял топ на бяло поле d1 | черен цар на черно поле f8 · черен топ на черно поле f6 · черен топ на черно поле c5 · черна пешка на бяло поле f5 · черен кон на черно поле b4 · бял офицер на бяло поле c4 · черна пешка на бяло поле g4 · бяла дама на черно поле a3 · бяла пешка на бяло поле b3 · черна дама на черно поле c3 · бял офицер на черно поле e3 · бяла пешка на бяло поле a2 · бял кон на черно поле d2 · бяла пешка на черно поле f2 · бяла пешка на бяло поле g2 · бял цар на черно поле c1 · бял топ на бяло поле d1 | черен цар на черно поле f8 · черен топ на черно поле f6 · черен топ на черно поле c5 · черна пешка на бяло поле f5 · черен кон на черно поле b4 · бял офицер на бяло поле c4 · черна пешка на бяло поле g4 · бяла дама на черно поле a3 · бяла пешка на бяло поле b3 · черна дама на черно поле c3 · бял офицер на черно поле e3 · бяла пешка на бяло поле a2 · бял кон на черно поле d2 · бяла пешка на черно поле f2 · бяла пешка на бяло поле g2 · бял цар на черно поле c1 · бял топ на бяло поле d1 | черен цар на черно поле f8 · черен топ на черно поле f6 · черен топ на черно поле c5 · черна пешка на бяло поле f5 · черен кон на черно поле b4 · бял офицер на бяло поле c4 · черна пешка на бяло поле g4 · бяла дама на черно поле a3 · бяла пешка на бяло поле b3 · черна дама на черно поле c3 · бял офицер на черно поле e3 · бяла пешка на бяло поле a2 · бял кон на черно поле d2 · бяла пешка на черно поле f2 · бяла пешка на бяло поле g2 · бял цар на черно поле c1 · бял топ на бяло поле d1 | черен цар на черно поле f8 · черен топ на черно поле f6 · черен топ на черно поле c5 · черна пешка на бяло поле f5 · черен кон на черно поле b4 · бял офицер на бяло поле c4 · черна пешка на бяло поле g4 · бяла дама на черно поле a3 · бяла пешка на бяло поле b3 · черна дама на черно поле c3 · бял офицер на черно поле e3 · бяла пешка на бяло поле a2 · бял кон на черно поле d2 · бяла пешка на черно поле f2 · бяла пешка на бяло поле g2 · бял цар на черно поле c1 · бял топ на бяло поле d1 | черен цар на черно поле f8 · черен топ на черно поле f6 · черен топ на черно поле c5 · черна пешка на бяло поле f5 · черен кон на черно поле b4 · бял офицер на бяло поле c4 · черна пешка на бяло поле g4 · бяла дама на черно поле a3 · бяла пешка на бяло поле b3 · черна дама на черно поле c3 · бял офицер на черно поле e3 · бяла пешка на бяло поле a2 · бял кон на черно поле d2 · бяла пешка на черно поле f2 · бяла пешка на бяло поле g2 · бял цар на черно поле c1 · бял топ на бяло поле d1 | черен цар на черно поле f8 · черен топ на черно поле f6 · черен топ на черно поле c5 · черна пешка на бяло поле f5 · черен кон на черно поле b4 · бял офицер на бяло поле c4 · черна пешка на бяло поле g4 · бяла дама на черно поле a3 · бяла пешка на бяло поле b3 · черна дама на черно поле c3 · бял офицер на черно поле e3 · бяла пешка на бяло поле a2 · бял кон на черно поле d2 · бяла пешка на черно поле f2 · бяла пешка на бяло поле g2 · бял цар на черно поле c1 · бял топ на бяло поле d1 | 1 |
|   | a | b | c | d | e | f | g | h |   |

|   | a | b | c | d | e | f | g | h |   |
| 8 | черен топ на черно поле b8 · черен цар на черно поле h8 · бял топ на черно поле a7 · черна пешка на черно поле g7 · черна дама на бяло поле e6 · черна пешка на черно поле h6 · черна пешка на черно поле a5 · бял кон на бяло поле b5 · черна пешка на черно поле c5 · черна пешка на бяло поле f5 · бяла пешка на бяло поле h5 · бяла пешка на бяло поле a4 · черен офицер на бяло поле c4 · бяла пешка на черно поле f4 · бял офицер на черно поле e3 · бяла дама на черно поле g3 · бяла пешка на черно поле b2 · бяла пешка на бяло поле g2 · бял цар на черно поле g1 | черен топ на черно поле b8 · черен цар на черно поле h8 · бял топ на черно поле a7 · черна пешка на черно поле g7 · черна дама на бяло поле e6 · черна пешка на черно поле h6 · черна пешка на черно поле a5 · бял кон на бяло поле b5 · черна пешка на черно поле c5 · черна пешка на бяло поле f5 · бяла пешка на бяло поле h5 · бяла пешка на бяло поле a4 · черен офицер на бяло поле c4 · бяла пешка на черно поле f4 · бял офицер на черно поле e3 · бяла дама на черно поле g3 · бяла пешка на черно поле b2 · бяла пешка на бяло поле g2 · бял цар на черно поле g1 | черен топ на черно поле b8 · черен цар на черно поле h8 · бял топ на черно поле a7 · черна пешка на черно поле g7 · черна дама на бяло поле e6 · черна пешка на черно поле h6 · черна пешка на черно поле a5 · бял кон на бяло поле b5 · черна пешка на черно поле c5 · черна пешка на бяло поле f5 · бяла пешка на бяло поле h5 · бяла пешка на бяло поле a4 · черен офицер на бяло поле c4 · бяла пешка на черно поле f4 · бял офицер на черно поле e3 · бяла дама на черно поле g3 · бяла пешка на черно поле b2 · бяла пешка на бяло поле g2 · бял цар на черно поле g1 | черен топ на черно поле b8 · черен цар на черно поле h8 · бял топ на черно поле a7 · черна пешка на черно поле g7 · черна дама на бяло поле e6 · черна пешка на черно поле h6 · черна пешка на черно поле a5 · бял кон на бяло поле b5 · черна пешка на черно поле c5 · черна пешка на бяло поле f5 · бяла пешка на бяло поле h5 · бяла пешка на бяло поле a4 · черен офицер на бяло поле c4 · бяла пешка на черно поле f4 · бял офицер на черно поле e3 · бяла дама на черно поле g3 · бяла пешка на черно поле b2 · бяла пешка на бяло поле g2 · бял цар на черно поле g1 | черен топ на черно поле b8 · черен цар на черно поле h8 · бял топ на черно поле a7 · черна пешка на черно поле g7 · черна дама на бяло поле e6 · черна пешка на черно поле h6 · черна пешка на черно поле a5 · бял кон на бяло поле b5 · черна пешка на черно поле c5 · черна пешка на бяло поле f5 · бяла пешка на бяло поле h5 · бяла пешка на бяло поле a4 · черен офицер на бяло поле c4 · бяла пешка на черно поле f4 · бял офицер на черно поле e3 · бяла дама на черно поле g3 · бяла пешка на черно поле b2 · бяла пешка на бяло поле g2 · бял цар на черно поле g1 | черен топ на черно поле b8 · черен цар на черно поле h8 · бял топ на черно поле a7 · черна пешка на черно поле g7 · черна дама на бяло поле e6 · черна пешка на черно поле h6 · черна пешка на черно поле a5 · бял кон на бяло поле b5 · черна пешка на черно поле c5 · черна пешка на бяло поле f5 · бяла пешка на бяло поле h5 · бяла пешка на бяло поле a4 · черен офицер на бяло поле c4 · бяла пешка на черно поле f4 · бял офицер на черно поле e3 · бяла дама на черно поле g3 · бяла пешка на черно поле b2 · бяла пешка на бяло поле g2 · бял цар на черно поле g1 | черен топ на черно поле b8 · черен цар на черно поле h8 · бял топ на черно поле a7 · черна пешка на черно поле g7 · черна дама на бяло поле e6 · черна пешка на черно поле h6 · черна пешка на черно поле a5 · бял кон на бяло поле b5 · черна пешка на черно поле c5 · черна пешка на бяло поле f5 · бяла пешка на бяло поле h5 · бяла пешка на бяло поле a4 · черен офицер на бяло поле c4 · бяла пешка на черно поле f4 · бял офицер на черно поле e3 · бяла дама на черно поле g3 · бяла пешка на черно поле b2 · бяла пешка на бяло поле g2 · бял цар на черно поле g1 | черен топ на черно поле b8 · черен цар на черно поле h8 · бял топ на черно поле a7 · черна пешка на черно поле g7 · черна дама на бяло поле e6 · черна пешка на черно поле h6 · черна пешка на черно поле a5 · бял кон на бяло поле b5 · черна пешка на черно поле c5 · черна пешка на бяло поле f5 · бяла пешка на бяло поле h5 · бяла пешка на бяло поле a4 · черен офицер на бяло поле c4 · бяла пешка на черно поле f4 · бял офицер на черно поле e3 · бяла дама на черно поле g3 · бяла пешка на черно поле b2 · бяла пешка на бяло поле g2 · бял цар на черно поле g1 | 8 |
| 7 | черен топ на черно поле b8 · черен цар на черно поле h8 · бял топ на черно поле a7 · черна пешка на черно поле g7 · черна дама на бяло поле e6 · черна пешка на черно поле h6 · черна пешка на черно поле a5 · бял кон на бяло поле b5 · черна пешка на черно поле c5 · черна пешка на бяло поле f5 · бяла пешка на бяло поле h5 · бяла пешка на бяло поле a4 · черен офицер на бяло поле c4 · бяла пешка на черно поле f4 · бял офицер на черно поле e3 · бяла дама на черно поле g3 · бяла пешка на черно поле b2 · бяла пешка на бяло поле g2 · бял цар на черно поле g1 | черен топ на черно поле b8 · черен цар на черно поле h8 · бял топ на черно поле a7 · черна пешка на черно поле g7 · черна дама на бяло поле e6 · черна пешка на черно поле h6 · черна пешка на черно поле a5 · бял кон на бяло поле b5 · черна пешка на черно поле c5 · черна пешка на бяло поле f5 · бяла пешка на бяло поле h5 · бяла пешка на бяло поле a4 · черен офицер на бяло поле c4 · бяла пешка на черно поле f4 · бял офицер на черно поле e3 · бяла дама на черно поле g3 · бяла пешка на черно поле b2 · бяла пешка на бяло поле g2 · бял цар на черно поле g1 | черен топ на черно поле b8 · черен цар на черно поле h8 · бял топ на черно поле a7 · черна пешка на черно поле g7 · черна дама на бяло поле e6 · черна пешка на черно поле h6 · черна пешка на черно поле a5 · бял кон на бяло поле b5 · черна пешка на черно поле c5 · черна пешка на бяло поле f5 · бяла пешка на бяло поле h5 · бяла пешка на бяло поле a4 · черен офицер на бяло поле c4 · бяла пешка на черно поле f4 · бял офицер на черно поле e3 · бяла дама на черно поле g3 · бяла пешка на черно поле b2 · бяла пешка на бяло поле g2 · бял цар на черно поле g1 | черен топ на черно поле b8 · черен цар на черно поле h8 · бял топ на черно поле a7 · черна пешка на черно поле g7 · черна дама на бяло поле e6 · черна пешка на черно поле h6 · черна пешка на черно поле a5 · бял кон на бяло поле b5 · черна пешка на черно поле c5 · черна пешка на бяло поле f5 · бяла пешка на бяло поле h5 · бяла пешка на бяло поле a4 · черен офицер на бяло поле c4 · бяла пешка на черно поле f4 · бял офицер на черно поле e3 · бяла дама на черно поле g3 · бяла пешка на черно поле b2 · бяла пешка на бяло поле g2 · бял цар на черно поле g1 | черен топ на черно поле b8 · черен цар на черно поле h8 · бял топ на черно поле a7 · черна пешка на черно поле g7 · черна дама на бяло поле e6 · черна пешка на черно поле h6 · черна пешка на черно поле a5 · бял кон на бяло поле b5 · черна пешка на черно поле c5 · черна пешка на бяло поле f5 · бяла пешка на бяло поле h5 · бяла пешка на бяло поле a4 · черен офицер на бяло поле c4 · бяла пешка на черно поле f4 · бял офицер на черно поле e3 · бяла дама на черно поле g3 · бяла пешка на черно поле b2 · бяла пешка на бяло поле g2 · бял цар на черно поле g1 | черен топ на черно поле b8 · черен цар на черно поле h8 · бял топ на черно поле a7 · черна пешка на черно поле g7 · черна дама на бяло поле e6 · черна пешка на черно поле h6 · черна пешка на черно поле a5 · бял кон на бяло поле b5 · черна пешка на черно поле c5 · черна пешка на бяло поле f5 · бяла пешка на бяло поле h5 · бяла пешка на бяло поле a4 · черен офицер на бяло поле c4 · бяла пешка на черно поле f4 · бял офицер на черно поле e3 · бяла дама на черно поле g3 · бяла пешка на черно поле b2 · бяла пешка на бяло поле g2 · бял цар на черно поле g1 | черен топ на черно поле b8 · черен цар на черно поле h8 · бял топ на черно поле a7 · черна пешка на черно поле g7 · черна дама на бяло поле e6 · черна пешка на черно поле h6 · черна пешка на черно поле a5 · бял кон на бяло поле b5 · черна пешка на черно поле c5 · черна пешка на бяло поле f5 · бяла пешка на бяло поле h5 · бяла пешка на бяло поле a4 · черен офицер на бяло поле c4 · бяла пешка на черно поле f4 · бял офицер на черно поле e3 · бяла дама на черно поле g3 · бяла пешка на черно поле b2 · бяла пешка на бяло поле g2 · бял цар на черно поле g1 | черен топ на черно поле b8 · черен цар на черно поле h8 · бял топ на черно поле a7 · черна пешка на черно поле g7 · черна дама на бяло поле e6 · черна пешка на черно поле h6 · черна пешка на черно поле a5 · бял кон на бяло поле b5 · черна пешка на черно поле c5 · черна пешка на бяло поле f5 · бяла пешка на бяло поле h5 · бяла пешка на бяло поле a4 · черен офицер на бяло поле c4 · бяла пешка на черно поле f4 · бял офицер на черно поле e3 · бяла дама на черно поле g3 · бяла пешка на черно поле b2 · бяла пешка на бяло поле g2 · бял цар на черно поле g1 | 7 |
| 6 | черен топ на черно поле b8 · черен цар на черно поле h8 · бял топ на черно поле a7 · черна пешка на черно поле g7 · черна дама на бяло поле e6 · черна пешка на черно поле h6 · черна пешка на черно поле a5 · бял кон на бяло поле b5 · черна пешка на черно поле c5 · черна пешка на бяло поле f5 · бяла пешка на бяло поле h5 · бяла пешка на бяло поле a4 · черен офицер на бяло поле c4 · бяла пешка на черно поле f4 · бял офицер на черно поле e3 · бяла дама на черно поле g3 · бяла пешка на черно поле b2 · бяла пешка на бяло поле g2 · бял цар на черно поле g1 | черен топ на черно поле b8 · черен цар на черно поле h8 · бял топ на черно поле a7 · черна пешка на черно поле g7 · черна дама на бяло поле e6 · черна пешка на черно поле h6 · черна пешка на черно поле a5 · бял кон на бяло поле b5 · черна пешка на черно поле c5 · черна пешка на бяло поле f5 · бяла пешка на бяло поле h5 · бяла пешка на бяло поле a4 · черен офицер на бяло поле c4 · бяла пешка на черно поле f4 · бял офицер на черно поле e3 · бяла дама на черно поле g3 · бяла пешка на черно поле b2 · бяла пешка на бяло поле g2 · бял цар на черно поле g1 | черен топ на черно поле b8 · черен цар на черно поле h8 · бял топ на черно поле a7 · черна пешка на черно поле g7 · черна дама на бяло поле e6 · черна пешка на черно поле h6 · черна пешка на черно поле a5 · бял кон на бяло поле b5 · черна пешка на черно поле c5 · черна пешка на бяло поле f5 · бяла пешка на бяло поле h5 · бяла пешка на бяло поле a4 · черен офицер на бяло поле c4 · бяла пешка на черно поле f4 · бял офицер на черно поле e3 · бяла дама на черно поле g3 · бяла пешка на черно поле b2 · бяла пешка на бяло поле g2 · бял цар на черно поле g1 | черен топ на черно поле b8 · черен цар на черно поле h8 · бял топ на черно поле a7 · черна пешка на черно поле g7 · черна дама на бяло поле e6 · черна пешка на черно поле h6 · черна пешка на черно поле a5 · бял кон на бяло поле b5 · черна пешка на черно поле c5 · черна пешка на бяло поле f5 · бяла пешка на бяло поле h5 · бяла пешка на бяло поле a4 · черен офицер на бяло поле c4 · бяла пешка на черно поле f4 · бял офицер на черно поле e3 · бяла дама на черно поле g3 · бяла пешка на черно поле b2 · бяла пешка на бяло поле g2 · бял цар на черно поле g1 | черен топ на черно поле b8 · черен цар на черно поле h8 · бял топ на черно поле a7 · черна пешка на черно поле g7 · черна дама на бяло поле e6 · черна пешка на черно поле h6 · черна пешка на черно поле a5 · бял кон на бяло поле b5 · черна пешка на черно поле c5 · черна пешка на бяло поле f5 · бяла пешка на бяло поле h5 · бяла пешка на бяло поле a4 · черен офицер на бяло поле c4 · бяла пешка на черно поле f4 · бял офицер на черно поле e3 · бяла дама на черно поле g3 · бяла пешка на черно поле b2 · бяла пешка на бяло поле g2 · бял цар на черно поле g1 | черен топ на черно поле b8 · черен цар на черно поле h8 · бял топ на черно поле a7 · черна пешка на черно поле g7 · черна дама на бяло поле e6 · черна пешка на черно поле h6 · черна пешка на черно поле a5 · бял кон на бяло поле b5 · черна пешка на черно поле c5 · черна пешка на бяло поле f5 · бяла пешка на бяло поле h5 · бяла пешка на бяло поле a4 · черен офицер на бяло поле c4 · бяла пешка на черно поле f4 · бял офицер на черно поле e3 · бяла дама на черно поле g3 · бяла пешка на черно поле b2 · бяла пешка на бяло поле g2 · бял цар на черно поле g1 | черен топ на черно поле b8 · черен цар на черно поле h8 · бял топ на черно поле a7 · черна пешка на черно поле g7 · черна дама на бяло поле e6 · черна пешка на черно поле h6 · черна пешка на черно поле a5 · бял кон на бяло поле b5 · черна пешка на черно поле c5 · черна пешка на бяло поле f5 · бяла пешка на бяло поле h5 · бяла пешка на бяло поле a4 · черен офицер на бяло поле c4 · бяла пешка на черно поле f4 · бял офицер на черно поле e3 · бяла дама на черно поле g3 · бяла пешка на черно поле b2 · бяла пешка на бяло поле g2 · бял цар на черно поле g1 | черен топ на черно поле b8 · черен цар на черно поле h8 · бял топ на черно поле a7 · черна пешка на черно поле g7 · черна дама на бяло поле e6 · черна пешка на черно поле h6 · черна пешка на черно поле a5 · бял кон на бяло поле b5 · черна пешка на черно поле c5 · черна пешка на бяло поле f5 · бяла пешка на бяло поле h5 · бяла пешка на бяло поле a4 · черен офицер на бяло поле c4 · бяла пешка на черно поле f4 · бял офицер на черно поле e3 · бяла дама на черно поле g3 · бяла пешка на черно поле b2 · бяла пешка на бяло поле g2 · бял цар на черно поле g1 | 6 |
| 5 | черен топ на черно поле b8 · черен цар на черно поле h8 · бял топ на черно поле a7 · черна пешка на черно поле g7 · черна дама на бяло поле e6 · черна пешка на черно поле h6 · черна пешка на черно поле a5 · бял кон на бяло поле b5 · черна пешка на черно поле c5 · черна пешка на бяло поле f5 · бяла пешка на бяло поле h5 · бяла пешка на бяло поле a4 · черен офицер на бяло поле c4 · бяла пешка на черно поле f4 · бял офицер на черно поле e3 · бяла дама на черно поле g3 · бяла пешка на черно поле b2 · бяла пешка на бяло поле g2 · бял цар на черно поле g1 | черен топ на черно поле b8 · черен цар на черно поле h8 · бял топ на черно поле a7 · черна пешка на черно поле g7 · черна дама на бяло поле e6 · черна пешка на черно поле h6 · черна пешка на черно поле a5 · бял кон на бяло поле b5 · черна пешка на черно поле c5 · черна пешка на бяло поле f5 · бяла пешка на бяло поле h5 · бяла пешка на бяло поле a4 · черен офицер на бяло поле c4 · бяла пешка на черно поле f4 · бял офицер на черно поле e3 · бяла дама на черно поле g3 · бяла пешка на черно поле b2 · бяла пешка на бяло поле g2 · бял цар на черно поле g1 | черен топ на черно поле b8 · черен цар на черно поле h8 · бял топ на черно поле a7 · черна пешка на черно поле g7 · черна дама на бяло поле e6 · черна пешка на черно поле h6 · черна пешка на черно поле a5 · бял кон на бяло поле b5 · черна пешка на черно поле c5 · черна пешка на бяло поле f5 · бяла пешка на бяло поле h5 · бяла пешка на бяло поле a4 · черен офицер на бяло поле c4 · бяла пешка на черно поле f4 · бял офицер на черно поле e3 · бяла дама на черно поле g3 · бяла пешка на черно поле b2 · бяла пешка на бяло поле g2 · бял цар на черно поле g1 | черен топ на черно поле b8 · черен цар на черно поле h8 · бял топ на черно поле a7 · черна пешка на черно поле g7 · черна дама на бяло поле e6 · черна пешка на черно поле h6 · черна пешка на черно поле a5 · бял кон на бяло поле b5 · черна пешка на черно поле c5 · черна пешка на бяло поле f5 · бяла пешка на бяло поле h5 · бяла пешка на бяло поле a4 · черен офицер на бяло поле c4 · бяла пешка на черно поле f4 · бял офицер на черно поле e3 · бяла дама на черно поле g3 · бяла пешка на черно поле b2 · бяла пешка на бяло поле g2 · бял цар на черно поле g1 | черен топ на черно поле b8 · черен цар на черно поле h8 · бял топ на черно поле a7 · черна пешка на черно поле g7 · черна дама на бяло поле e6 · черна пешка на черно поле h6 · черна пешка на черно поле a5 · бял кон на бяло поле b5 · черна пешка на черно поле c5 · черна пешка на бяло поле f5 · бяла пешка на бяло поле h5 · бяла пешка на бяло поле a4 · черен офицер на бяло поле c4 · бяла пешка на черно поле f4 · бял офицер на черно поле e3 · бяла дама на черно поле g3 · бяла пешка на черно поле b2 · бяла пешка на бяло поле g2 · бял цар на черно поле g1 | черен топ на черно поле b8 · черен цар на черно поле h8 · бял топ на черно поле a7 · черна пешка на черно поле g7 · черна дама на бяло поле e6 · черна пешка на черно поле h6 · черна пешка на черно поле a5 · бял кон на бяло поле b5 · черна пешка на черно поле c5 · черна пешка на бяло поле f5 · бяла пешка на бяло поле h5 · бяла пешка на бяло поле a4 · черен офицер на бяло поле c4 · бяла пешка на черно поле f4 · бял офицер на черно поле e3 · бяла дама на черно поле g3 · бяла пешка на черно поле b2 · бяла пешка на бяло поле g2 · бял цар на черно поле g1 | черен топ на черно поле b8 · черен цар на черно поле h8 · бял топ на черно поле a7 · черна пешка на черно поле g7 · черна дама на бяло поле e6 · черна пешка на черно поле h6 · черна пешка на черно поле a5 · бял кон на бяло поле b5 · черна пешка на черно поле c5 · черна пешка на бяло поле f5 · бяла пешка на бяло поле h5 · бяла пешка на бяло поле a4 · черен офицер на бяло поле c4 · бяла пешка на черно поле f4 · бял офицер на черно поле e3 · бяла дама на черно поле g3 · бяла пешка на черно поле b2 · бяла пешка на бяло поле g2 · бял цар на черно поле g1 | черен топ на черно поле b8 · черен цар на черно поле h8 · бял топ на черно поле a7 · черна пешка на черно поле g7 · черна дама на бяло поле e6 · черна пешка на черно поле h6 · черна пешка на черно поле a5 · бял кон на бяло поле b5 · черна пешка на черно поле c5 · черна пешка на бяло поле f5 · бяла пешка на бяло поле h5 · бяла пешка на бяло поле a4 · черен офицер на бяло поле c4 · бяла пешка на черно поле f4 · бял офицер на черно поле e3 · бяла дама на черно поле g3 · бяла пешка на черно поле b2 · бяла пешка на бяло поле g2 · бял цар на черно поле g1 | 5 |
| 4 | черен топ на черно поле b8 · черен цар на черно поле h8 · бял топ на черно поле a7 · черна пешка на черно поле g7 · черна дама на бяло поле e6 · черна пешка на черно поле h6 · черна пешка на черно поле a5 · бял кон на бяло поле b5 · черна пешка на черно поле c5 · черна пешка на бяло поле f5 · бяла пешка на бяло поле h5 · бяла пешка на бяло поле a4 · черен офицер на бяло поле c4 · бяла пешка на черно поле f4 · бял офицер на черно поле e3 · бяла дама на черно поле g3 · бяла пешка на черно поле b2 · бяла пешка на бяло поле g2 · бял цар на черно поле g1 | черен топ на черно поле b8 · черен цар на черно поле h8 · бял топ на черно поле a7 · черна пешка на черно поле g7 · черна дама на бяло поле e6 · черна пешка на черно поле h6 · черна пешка на черно поле a5 · бял кон на бяло поле b5 · черна пешка на черно поле c5 · черна пешка на бяло поле f5 · бяла пешка на бяло поле h5 · бяла пешка на бяло поле a4 · черен офицер на бяло поле c4 · бяла пешка на черно поле f4 · бял офицер на черно поле e3 · бяла дама на черно поле g3 · бяла пешка на черно поле b2 · бяла пешка на бяло поле g2 · бял цар на черно поле g1 | черен топ на черно поле b8 · черен цар на черно поле h8 · бял топ на черно поле a7 · черна пешка на черно поле g7 · черна дама на бяло поле e6 · черна пешка на черно поле h6 · черна пешка на черно поле a5 · бял кон на бяло поле b5 · черна пешка на черно поле c5 · черна пешка на бяло поле f5 · бяла пешка на бяло поле h5 · бяла пешка на бяло поле a4 · черен офицер на бяло поле c4 · бяла пешка на черно поле f4 · бял офицер на черно поле e3 · бяла дама на черно поле g3 · бяла пешка на черно поле b2 · бяла пешка на бяло поле g2 · бял цар на черно поле g1 | черен топ на черно поле b8 · черен цар на черно поле h8 · бял топ на черно поле a7 · черна пешка на черно поле g7 · черна дама на бяло поле e6 · черна пешка на черно поле h6 · черна пешка на черно поле a5 · бял кон на бяло поле b5 · черна пешка на черно поле c5 · черна пешка на бяло поле f5 · бяла пешка на бяло поле h5 · бяла пешка на бяло поле a4 · черен офицер на бяло поле c4 · бяла пешка на черно поле f4 · бял офицер на черно поле e3 · бяла дама на черно поле g3 · бяла пешка на черно поле b2 · бяла пешка на бяло поле g2 · бял цар на черно поле g1 | черен топ на черно поле b8 · черен цар на черно поле h8 · бял топ на черно поле a7 · черна пешка на черно поле g7 · черна дама на бяло поле e6 · черна пешка на черно поле h6 · черна пешка на черно поле a5 · бял кон на бяло поле b5 · черна пешка на черно поле c5 · черна пешка на бяло поле f5 · бяла пешка на бяло поле h5 · бяла пешка на бяло поле a4 · черен офицер на бяло поле c4 · бяла пешка на черно поле f4 · бял офицер на черно поле e3 · бяла дама на черно поле g3 · бяла пешка на черно поле b2 · бяла пешка на бяло поле g2 · бял цар на черно поле g1 | черен топ на черно поле b8 · черен цар на черно поле h8 · бял топ на черно поле a7 · черна пешка на черно поле g7 · черна дама на бяло поле e6 · черна пешка на черно поле h6 · черна пешка на черно поле a5 · бял кон на бяло поле b5 · черна пешка на черно поле c5 · черна пешка на бяло поле f5 · бяла пешка на бяло поле h5 · бяла пешка на бяло поле a4 · черен офицер на бяло поле c4 · бяла пешка на черно поле f4 · бял офицер на черно поле e3 · бяла дама на черно поле g3 · бяла пешка на черно поле b2 · бяла пешка на бяло поле g2 · бял цар на черно поле g1 | черен топ на черно поле b8 · черен цар на черно поле h8 · бял топ на черно поле a7 · черна пешка на черно поле g7 · черна дама на бяло поле e6 · черна пешка на черно поле h6 · черна пешка на черно поле a5 · бял кон на бяло поле b5 · черна пешка на черно поле c5 · черна пешка на бяло поле f5 · бяла пешка на бяло поле h5 · бяла пешка на бяло поле a4 · черен офицер на бяло поле c4 · бяла пешка на черно поле f4 · бял офицер на черно поле e3 · бяла дама на черно поле g3 · бяла пешка на черно поле b2 · бяла пешка на бяло поле g2 · бял цар на черно поле g1 | черен топ на черно поле b8 · черен цар на черно поле h8 · бял топ на черно поле a7 · черна пешка на черно поле g7 · черна дама на бяло поле e6 · черна пешка на черно поле h6 · черна пешка на черно поле a5 · бял кон на бяло поле b5 · черна пешка на черно поле c5 · черна пешка на бяло поле f5 · бяла пешка на бяло поле h5 · бяла пешка на бяло поле a4 · черен офицер на бяло поле c4 · бяла пешка на черно поле f4 · бял офицер на черно поле e3 · бяла дама на черно поле g3 · бяла пешка на черно поле b2 · бяла пешка на бяло поле g2 · бял цар на черно поле g1 | 4 |
| 3 | черен топ на черно поле b8 · черен цар на черно поле h8 · бял топ на черно поле a7 · черна пешка на черно поле g7 · черна дама на бяло поле e6 · черна пешка на черно поле h6 · черна пешка на черно поле a5 · бял кон на бяло поле b5 · черна пешка на черно поле c5 · черна пешка на бяло поле f5 · бяла пешка на бяло поле h5 · бяла пешка на бяло поле a4 · черен офицер на бяло поле c4 · бяла пешка на черно поле f4 · бял офицер на черно поле e3 · бяла дама на черно поле g3 · бяла пешка на черно поле b2 · бяла пешка на бяло поле g2 · бял цар на черно поле g1 | черен топ на черно поле b8 · черен цар на черно поле h8 · бял топ на черно поле a7 · черна пешка на черно поле g7 · черна дама на бяло поле e6 · черна пешка на черно поле h6 · черна пешка на черно поле a5 · бял кон на бяло поле b5 · черна пешка на черно поле c5 · черна пешка на бяло поле f5 · бяла пешка на бяло поле h5 · бяла пешка на бяло поле a4 · черен офицер на бяло поле c4 · бяла пешка на черно поле f4 · бял офицер на черно поле e3 · бяла дама на черно поле g3 · бяла пешка на черно поле b2 · бяла пешка на бяло поле g2 · бял цар на черно поле g1 | черен топ на черно поле b8 · черен цар на черно поле h8 · бял топ на черно поле a7 · черна пешка на черно поле g7 · черна дама на бяло поле e6 · черна пешка на черно поле h6 · черна пешка на черно поле a5 · бял кон на бяло поле b5 · черна пешка на черно поле c5 · черна пешка на бяло поле f5 · бяла пешка на бяло поле h5 · бяла пешка на бяло поле a4 · черен офицер на бяло поле c4 · бяла пешка на черно поле f4 · бял офицер на черно поле e3 · бяла дама на черно поле g3 · бяла пешка на черно поле b2 · бяла пешка на бяло поле g2 · бял цар на черно поле g1 | черен топ на черно поле b8 · черен цар на черно поле h8 · бял топ на черно поле a7 · черна пешка на черно поле g7 · черна дама на бяло поле e6 · черна пешка на черно поле h6 · черна пешка на черно поле a5 · бял кон на бяло поле b5 · черна пешка на черно поле c5 · черна пешка на бяло поле f5 · бяла пешка на бяло поле h5 · бяла пешка на бяло поле a4 · черен офицер на бяло поле c4 · бяла пешка на черно поле f4 · бял офицер на черно поле e3 · бяла дама на черно поле g3 · бяла пешка на черно поле b2 · бяла пешка на бяло поле g2 · бял цар на черно поле g1 | черен топ на черно поле b8 · черен цар на черно поле h8 · бял топ на черно поле a7 · черна пешка на черно поле g7 · черна дама на бяло поле e6 · черна пешка на черно поле h6 · черна пешка на черно поле a5 · бял кон на бяло поле b5 · черна пешка на черно поле c5 · черна пешка на бяло поле f5 · бяла пешка на бяло поле h5 · бяла пешка на бяло поле a4 · черен офицер на бяло поле c4 · бяла пешка на черно поле f4 · бял офицер на черно поле e3 · бяла дама на черно поле g3 · бяла пешка на черно поле b2 · бяла пешка на бяло поле g2 · бял цар на черно поле g1 | черен топ на черно поле b8 · черен цар на черно поле h8 · бял топ на черно поле a7 · черна пешка на черно поле g7 · черна дама на бяло поле e6 · черна пешка на черно поле h6 · черна пешка на черно поле a5 · бял кон на бяло поле b5 · черна пешка на черно поле c5 · черна пешка на бяло поле f5 · бяла пешка на бяло поле h5 · бяла пешка на бяло поле a4 · черен офицер на бяло поле c4 · бяла пешка на черно поле f4 · бял офицер на черно поле e3 · бяла дама на черно поле g3 · бяла пешка на черно поле b2 · бяла пешка на бяло поле g2 · бял цар на черно поле g1 | черен топ на черно поле b8 · черен цар на черно поле h8 · бял топ на черно поле a7 · черна пешка на черно поле g7 · черна дама на бяло поле e6 · черна пешка на черно поле h6 · черна пешка на черно поле a5 · бял кон на бяло поле b5 · черна пешка на черно поле c5 · черна пешка на бяло поле f5 · бяла пешка на бяло поле h5 · бяла пешка на бяло поле a4 · черен офицер на бяло поле c4 · бяла пешка на черно поле f4 · бял офицер на черно поле e3 · бяла дама на черно поле g3 · бяла пешка на черно поле b2 · бяла пешка на бяло поле g2 · бял цар на черно поле g1 | черен топ на черно поле b8 · черен цар на черно поле h8 · бял топ на черно поле a7 · черна пешка на черно поле g7 · черна дама на бяло поле e6 · черна пешка на черно поле h6 · черна пешка на черно поле a5 · бял кон на бяло поле b5 · черна пешка на черно поле c5 · черна пешка на бяло поле f5 · бяла пешка на бяло поле h5 · бяла пешка на бяло поле a4 · черен офицер на бяло поле c4 · бяла пешка на черно поле f4 · бял офицер на черно поле e3 · бяла дама на черно поле g3 · бяла пешка на черно поле b2 · бяла пешка на бяло поле g2 · бял цар на черно поле g1 | 3 |
| 2 | черен топ на черно поле b8 · черен цар на черно поле h8 · бял топ на черно поле a7 · черна пешка на черно поле g7 · черна дама на бяло поле e6 · черна пешка на черно поле h6 · черна пешка на черно поле a5 · бял кон на бяло поле b5 · черна пешка на черно поле c5 · черна пешка на бяло поле f5 · бяла пешка на бяло поле h5 · бяла пешка на бяло поле a4 · черен офицер на бяло поле c4 · бяла пешка на черно поле f4 · бял офицер на черно поле e3 · бяла дама на черно поле g3 · бяла пешка на черно поле b2 · бяла пешка на бяло поле g2 · бял цар на черно поле g1 | черен топ на черно поле b8 · черен цар на черно поле h8 · бял топ на черно поле a7 · черна пешка на черно поле g7 · черна дама на бяло поле e6 · черна пешка на черно поле h6 · черна пешка на черно поле a5 · бял кон на бяло поле b5 · черна пешка на черно поле c5 · черна пешка на бяло поле f5 · бяла пешка на бяло поле h5 · бяла пешка на бяло поле a4 · черен офицер на бяло поле c4 · бяла пешка на черно поле f4 · бял офицер на черно поле e3 · бяла дама на черно поле g3 · бяла пешка на черно поле b2 · бяла пешка на бяло поле g2 · бял цар на черно поле g1 | черен топ на черно поле b8 · черен цар на черно поле h8 · бял топ на черно поле a7 · черна пешка на черно поле g7 · черна дама на бяло поле e6 · черна пешка на черно поле h6 · черна пешка на черно поле a5 · бял кон на бяло поле b5 · черна пешка на черно поле c5 · черна пешка на бяло поле f5 · бяла пешка на бяло поле h5 · бяла пешка на бяло поле a4 · черен офицер на бяло поле c4 · бяла пешка на черно поле f4 · бял офицер на черно поле e3 · бяла дама на черно поле g3 · бяла пешка на черно поле b2 · бяла пешка на бяло поле g2 · бял цар на черно поле g1 | черен топ на черно поле b8 · черен цар на черно поле h8 · бял топ на черно поле a7 · черна пешка на черно поле g7 · черна дама на бяло поле e6 · черна пешка на черно поле h6 · черна пешка на черно поле a5 · бял кон на бяло поле b5 · черна пешка на черно поле c5 · черна пешка на бяло поле f5 · бяла пешка на бяло поле h5 · бяла пешка на бяло поле a4 · черен офицер на бяло поле c4 · бяла пешка на черно поле f4 · бял офицер на черно поле e3 · бяла дама на черно поле g3 · бяла пешка на черно поле b2 · бяла пешка на бяло поле g2 · бял цар на черно поле g1 | черен топ на черно поле b8 · черен цар на черно поле h8 · бял топ на черно поле a7 · черна пешка на черно поле g7 · черна дама на бяло поле e6 · черна пешка на черно поле h6 · черна пешка на черно поле a5 · бял кон на бяло поле b5 · черна пешка на черно поле c5 · черна пешка на бяло поле f5 · бяла пешка на бяло поле h5 · бяла пешка на бяло поле a4 · черен офицер на бяло поле c4 · бяла пешка на черно поле f4 · бял офицер на черно поле e3 · бяла дама на черно поле g3 · бяла пешка на черно поле b2 · бяла пешка на бяло поле g2 · бял цар на черно поле g1 | черен топ на черно поле b8 · черен цар на черно поле h8 · бял топ на черно поле a7 · черна пешка на черно поле g7 · черна дама на бяло поле e6 · черна пешка на черно поле h6 · черна пешка на черно поле a5 · бял кон на бяло поле b5 · черна пешка на черно поле c5 · черна пешка на бяло поле f5 · бяла пешка на бяло поле h5 · бяла пешка на бяло поле a4 · черен офицер на бяло поле c4 · бяла пешка на черно поле f4 · бял офицер на черно поле e3 · бяла дама на черно поле g3 · бяла пешка на черно поле b2 · бяла пешка на бяло поле g2 · бял цар на черно поле g1 | черен топ на черно поле b8 · черен цар на черно поле h8 · бял топ на черно поле a7 · черна пешка на черно поле g7 · черна дама на бяло поле e6 · черна пешка на черно поле h6 · черна пешка на черно поле a5 · бял кон на бяло поле b5 · черна пешка на черно поле c5 · черна пешка на бяло поле f5 · бяла пешка на бяло поле h5 · бяла пешка на бяло поле a4 · черен офицер на бяло поле c4 · бяла пешка на черно поле f4 · бял офицер на черно поле e3 · бяла дама на черно поле g3 · бяла пешка на черно поле b2 · бяла пешка на бяло поле g2 · бял цар на черно поле g1 | черен топ на черно поле b8 · черен цар на черно поле h8 · бял топ на черно поле a7 · черна пешка на черно поле g7 · черна дама на бяло поле e6 · черна пешка на черно поле h6 · черна пешка на черно поле a5 · бял кон на бяло поле b5 · черна пешка на черно поле c5 · черна пешка на бяло поле f5 · бяла пешка на бяло поле h5 · бяла пешка на бяло поле a4 · черен офицер на бяло поле c4 · бяла пешка на черно поле f4 · бял офицер на черно поле e3 · бяла дама на черно поле g3 · бяла пешка на черно поле b2 · бяла пешка на бяло поле g2 · бял цар на черно поле g1 | 2 |
| 1 | черен топ на черно поле b8 · черен цар на черно поле h8 · бял топ на черно поле a7 · черна пешка на черно поле g7 · черна дама на бяло поле e6 · черна пешка на черно поле h6 · черна пешка на черно поле a5 · бял кон на бяло поле b5 · черна пешка на черно поле c5 · черна пешка на бяло поле f5 · бяла пешка на бяло поле h5 · бяла пешка на бяло поле a4 · черен офицер на бяло поле c4 · бяла пешка на черно поле f4 · бял офицер на черно поле e3 · бяла дама на черно поле g3 · бяла пешка на черно поле b2 · бяла пешка на бяло поле g2 · бял цар на черно поле g1 | черен топ на черно поле b8 · черен цар на черно поле h8 · бял топ на черно поле a7 · черна пешка на черно поле g7 · черна дама на бяло поле e6 · черна пешка на черно поле h6 · черна пешка на черно поле a5 · бял кон на бяло поле b5 · черна пешка на черно поле c5 · черна пешка на бяло поле f5 · бяла пешка на бяло поле h5 · бяла пешка на бяло поле a4 · черен офицер на бяло поле c4 · бяла пешка на черно поле f4 · бял офицер на черно поле e3 · бяла дама на черно поле g3 · бяла пешка на черно поле b2 · бяла пешка на бяло поле g2 · бял цар на черно поле g1 | черен топ на черно поле b8 · черен цар на черно поле h8 · бял топ на черно поле a7 · черна пешка на черно поле g7 · черна дама на бяло поле e6 · черна пешка на черно поле h6 · черна пешка на черно поле a5 · бял кон на бяло поле b5 · черна пешка на черно поле c5 · черна пешка на бяло поле f5 · бяла пешка на бяло поле h5 · бяла пешка на бяло поле a4 · черен офицер на бяло поле c4 · бяла пешка на черно поле f4 · бял офицер на черно поле e3 · бяла дама на черно поле g3 · бяла пешка на черно поле b2 · бяла пешка на бяло поле g2 · бял цар на черно поле g1 | черен топ на черно поле b8 · черен цар на черно поле h8 · бял топ на черно поле a7 · черна пешка на черно поле g7 · черна дама на бяло поле e6 · черна пешка на черно поле h6 · черна пешка на черно поле a5 · бял кон на бяло поле b5 · черна пешка на черно поле c5 · черна пешка на бяло поле f5 · бяла пешка на бяло поле h5 · бяла пешка на бяло поле a4 · черен офицер на бяло поле c4 · бяла пешка на черно поле f4 · бял офицер на черно поле e3 · бяла дама на черно поле g3 · бяла пешка на черно поле b2 · бяла пешка на бяло поле g2 · бял цар на черно поле g1 | черен топ на черно поле b8 · черен цар на черно поле h8 · бял топ на черно поле a7 · черна пешка на черно поле g7 · черна дама на бяло поле e6 · черна пешка на черно поле h6 · черна пешка на черно поле a5 · бял кон на бяло поле b5 · черна пешка на черно поле c5 · черна пешка на бяло поле f5 · бяла пешка на бяло поле h5 · бяла пешка на бяло поле a4 · черен офицер на бяло поле c4 · бяла пешка на черно поле f4 · бял офицер на черно поле e3 · бяла дама на черно поле g3 · бяла пешка на черно поле b2 · бяла пешка на бяло поле g2 · бял цар на черно поле g1 | черен топ на черно поле b8 · черен цар на черно поле h8 · бял топ на черно поле a7 · черна пешка на черно поле g7 · черна дама на бяло поле e6 · черна пешка на черно поле h6 · черна пешка на черно поле a5 · бял кон на бяло поле b5 · черна пешка на черно поле c5 · черна пешка на бяло поле f5 · бяла пешка на бяло поле h5 · бяла пешка на бяло поле a4 · черен офицер на бяло поле c4 · бяла пешка на черно поле f4 · бял офицер на черно поле e3 · бяла дама на черно поле g3 · бяла пешка на черно поле b2 · бяла пешка на бяло поле g2 · бял цар на черно поле g1 | черен топ на черно поле b8 · черен цар на черно поле h8 · бял топ на черно поле a7 · черна пешка на черно поле g7 · черна дама на бяло поле e6 · черна пешка на черно поле h6 · черна пешка на черно поле a5 · бял кон на бяло поле b5 · черна пешка на черно поле c5 · черна пешка на бяло поле f5 · бяла пешка на бяло поле h5 · бяла пешка на бяло поле a4 · черен офицер на бяло поле c4 · бяла пешка на черно поле f4 · бял офицер на черно поле e3 · бяла дама на черно поле g3 · бяла пешка на черно поле b2 · бяла пешка на бяло поле g2 · бял цар на черно поле g1 | черен топ на черно поле b8 · черен цар на черно поле h8 · бял топ на черно поле a7 · черна пешка на черно поле g7 · черна дама на бяло поле e6 · черна пешка на черно поле h6 · черна пешка на черно поле a5 · бял кон на бяло поле b5 · черна пешка на черно поле c5 · черна пешка на бяло поле f5 · бяла пешка на бяло поле h5 · бяла пешка на бяло поле a4 · черен офицер на бяло поле c4 · бяла пешка на черно поле f4 · бял офицер на черно поле e3 · бяла дама на черно поле g3 · бяла пешка на черно поле b2 · бяла пешка на бяло поле g2 · бял цар на черно поле g1 | 1 |
|   | a | b | c | d | e | f | g | h |   |

## Участие в Турнира на претендентите, 2011 г.
Веселин Топалов участва в турнира на претендентите за световната титла през 2012 г., но този път отпада в мач от 4 партии срещу Гата Камски на четвъртфинала на претендентите, отново с минимална загуба – 1,5:2,5 т.
| Веселин Топалов | ½ | 0 | ½ | ½ | 1½ |
| Гата Камски     | ½ | 1 | ½ | ½ | 2½ |

## Турнирни победи
- Тераса (Испания) 1992
- Будапеща (Унгария) 1993
- Мадрид (Испания) 1994, 1996, 1997
- Поланица Здрож (Полша) 1995
- Елените (България) 1995
- Дос Ерманас (Испания) 1996 (споделена с Крамник)
- Амстердам (Холандия) 1996
- Виена (Австрия) 1996 (споделена с Гелфанд и Карпов)
- Новгород (Русия) 1996
- Леон (Испания) 1996
- Антверпен (Белгия) 1997
- Монако 2001
- Дортмунд (Германия) 2001 (споделена с Крамник)
- Шах Мастърс – Кан (Франция) 2002 (споделена с Гелфанд)
- Бенидорм (Испания) 2003
- Полуфинал на ФИДЕ на Световното първенство в Триполи (Либия)
- Линарес (Испания) 2005 (споделена с Каспаров)
- М-Тел Мастърс 2005 (с точка пред Ананд)
- Световно първенство на ФИДЕ в Сан Луис (Аржентина) 2005 (с точка и половина пред Ананд и Свидлер)
- Корус – Вайк ан Зее, (Холандия) 2006
- М-Тел Мастърс 2006 (половин точка пред Гата Камски)
- Корус – Вайк ан Зее, (Холандия) 2007 (споделена с Аронян и Раджабов)
- М-Тел Мастърс 2007 (половин точка пред Кришнан Сасикиран)
- Дос Ерманас (Испания) 2008 – ускорен шах
- Виляробледо (Испания) 2008 – ускорен шах
- Билбао 2008 (с точка и половина пред Aронян, Иванчук и Карлсен)
- Пърл Спринг (Китай) 2008 (с точка и половина пред Aронян)
- Линарес (Испания) 2010 (с точка и половина пред Гришчук)
- Лондон (Англия) – ФИДЕ Гранд При 2012 – 2013 (споделена с Гелфанд и Мамедяров)
- 6-и Кралски турнир – Букурещ (Румъния) 2012 (споделена с Иванчук)
- Цуг (Швейцария) – ФИДЕ Гранд При 2013 – 2014 (с точка и половина пред Накамура)
- Ставангер (Норвегия) – супертурнир „Норвегия шахмат – 2015“ (с половин точка пред Ананд)

Топалов е убедителен победител в турнира Гранд При на ФИДЕ през 2012 – 2013 г. в Цуг с 1,5 точки пред втория, Хикару Накамура. Така се завръща сред първите 5 най-силни шахматисти в света. Тази победа го поставя на 4-то място в месечната класация на ФИДЕ за активните шахматисти, на 1-во място в комплексното класиране във веригата Гранд При от 6 турнира след петия в Пекин, 2013 г. и го класира за Турнира на претендентите за световната шахматна титла през 2014 г. 

## Голям шахматен турнир (Grand Chess Tour)
|   | a | b | c | d | e | f | g | h |   |
| 8 | черен офицер на черно поле b8 · бяла пешка на бяло поле b7 · черен цар на бяло поле f7 · бяла дама на черно поле g5 · черна пешка на черно поле f4 · бяла пешка на черно поле g3 · бял цар на бяло поле h3 · бял офицер на бяло поле e2 · черна дама на черно поле f2 | черен офицер на черно поле b8 · бяла пешка на бяло поле b7 · черен цар на бяло поле f7 · бяла дама на черно поле g5 · черна пешка на черно поле f4 · бяла пешка на черно поле g3 · бял цар на бяло поле h3 · бял офицер на бяло поле e2 · черна дама на черно поле f2 | черен офицер на черно поле b8 · бяла пешка на бяло поле b7 · черен цар на бяло поле f7 · бяла дама на черно поле g5 · черна пешка на черно поле f4 · бяла пешка на черно поле g3 · бял цар на бяло поле h3 · бял офицер на бяло поле e2 · черна дама на черно поле f2 | черен офицер на черно поле b8 · бяла пешка на бяло поле b7 · черен цар на бяло поле f7 · бяла дама на черно поле g5 · черна пешка на черно поле f4 · бяла пешка на черно поле g3 · бял цар на бяло поле h3 · бял офицер на бяло поле e2 · черна дама на черно поле f2 | черен офицер на черно поле b8 · бяла пешка на бяло поле b7 · черен цар на бяло поле f7 · бяла дама на черно поле g5 · черна пешка на черно поле f4 · бяла пешка на черно поле g3 · бял цар на бяло поле h3 · бял офицер на бяло поле e2 · черна дама на черно поле f2 | черен офицер на черно поле b8 · бяла пешка на бяло поле b7 · черен цар на бяло поле f7 · бяла дама на черно поле g5 · черна пешка на черно поле f4 · бяла пешка на черно поле g3 · бял цар на бяло поле h3 · бял офицер на бяло поле e2 · черна дама на черно поле f2 | черен офицер на черно поле b8 · бяла пешка на бяло поле b7 · черен цар на бяло поле f7 · бяла дама на черно поле g5 · черна пешка на черно поле f4 · бяла пешка на черно поле g3 · бял цар на бяло поле h3 · бял офицер на бяло поле e2 · черна дама на черно поле f2 | черен офицер на черно поле b8 · бяла пешка на бяло поле b7 · черен цар на бяло поле f7 · бяла дама на черно поле g5 · черна пешка на черно поле f4 · бяла пешка на черно поле g3 · бял цар на бяло поле h3 · бял офицер на бяло поле e2 · черна дама на черно поле f2 | 8 |
| 7 | черен офицер на черно поле b8 · бяла пешка на бяло поле b7 · черен цар на бяло поле f7 · бяла дама на черно поле g5 · черна пешка на черно поле f4 · бяла пешка на черно поле g3 · бял цар на бяло поле h3 · бял офицер на бяло поле e2 · черна дама на черно поле f2 | черен офицер на черно поле b8 · бяла пешка на бяло поле b7 · черен цар на бяло поле f7 · бяла дама на черно поле g5 · черна пешка на черно поле f4 · бяла пешка на черно поле g3 · бял цар на бяло поле h3 · бял офицер на бяло поле e2 · черна дама на черно поле f2 | черен офицер на черно поле b8 · бяла пешка на бяло поле b7 · черен цар на бяло поле f7 · бяла дама на черно поле g5 · черна пешка на черно поле f4 · бяла пешка на черно поле g3 · бял цар на бяло поле h3 · бял офицер на бяло поле e2 · черна дама на черно поле f2 | черен офицер на черно поле b8 · бяла пешка на бяло поле b7 · черен цар на бяло поле f7 · бяла дама на черно поле g5 · черна пешка на черно поле f4 · бяла пешка на черно поле g3 · бял цар на бяло поле h3 · бял офицер на бяло поле e2 · черна дама на черно поле f2 | черен офицер на черно поле b8 · бяла пешка на бяло поле b7 · черен цар на бяло поле f7 · бяла дама на черно поле g5 · черна пешка на черно поле f4 · бяла пешка на черно поле g3 · бял цар на бяло поле h3 · бял офицер на бяло поле e2 · черна дама на черно поле f2 | черен офицер на черно поле b8 · бяла пешка на бяло поле b7 · черен цар на бяло поле f7 · бяла дама на черно поле g5 · черна пешка на черно поле f4 · бяла пешка на черно поле g3 · бял цар на бяло поле h3 · бял офицер на бяло поле e2 · черна дама на черно поле f2 | черен офицер на черно поле b8 · бяла пешка на бяло поле b7 · черен цар на бяло поле f7 · бяла дама на черно поле g5 · черна пешка на черно поле f4 · бяла пешка на черно поле g3 · бял цар на бяло поле h3 · бял офицер на бяло поле e2 · черна дама на черно поле f2 | черен офицер на черно поле b8 · бяла пешка на бяло поле b7 · черен цар на бяло поле f7 · бяла дама на черно поле g5 · черна пешка на черно поле f4 · бяла пешка на черно поле g3 · бял цар на бяло поле h3 · бял офицер на бяло поле e2 · черна дама на черно поле f2 | 7 |
| 6 | черен офицер на черно поле b8 · бяла пешка на бяло поле b7 · черен цар на бяло поле f7 · бяла дама на черно поле g5 · черна пешка на черно поле f4 · бяла пешка на черно поле g3 · бял цар на бяло поле h3 · бял офицер на бяло поле e2 · черна дама на черно поле f2 | черен офицер на черно поле b8 · бяла пешка на бяло поле b7 · черен цар на бяло поле f7 · бяла дама на черно поле g5 · черна пешка на черно поле f4 · бяла пешка на черно поле g3 · бял цар на бяло поле h3 · бял офицер на бяло поле e2 · черна дама на черно поле f2 | черен офицер на черно поле b8 · бяла пешка на бяло поле b7 · черен цар на бяло поле f7 · бяла дама на черно поле g5 · черна пешка на черно поле f4 · бяла пешка на черно поле g3 · бял цар на бяло поле h3 · бял офицер на бяло поле e2 · черна дама на черно поле f2 | черен офицер на черно поле b8 · бяла пешка на бяло поле b7 · черен цар на бяло поле f7 · бяла дама на черно поле g5 · черна пешка на черно поле f4 · бяла пешка на черно поле g3 · бял цар на бяло поле h3 · бял офицер на бяло поле e2 · черна дама на черно поле f2 | черен офицер на черно поле b8 · бяла пешка на бяло поле b7 · черен цар на бяло поле f7 · бяла дама на черно поле g5 · черна пешка на черно поле f4 · бяла пешка на черно поле g3 · бял цар на бяло поле h3 · бял офицер на бяло поле e2 · черна дама на черно поле f2 | черен офицер на черно поле b8 · бяла пешка на бяло поле b7 · черен цар на бяло поле f7 · бяла дама на черно поле g5 · черна пешка на черно поле f4 · бяла пешка на черно поле g3 · бял цар на бяло поле h3 · бял офицер на бяло поле e2 · черна дама на черно поле f2 | черен офицер на черно поле b8 · бяла пешка на бяло поле b7 · черен цар на бяло поле f7 · бяла дама на черно поле g5 · черна пешка на черно поле f4 · бяла пешка на черно поле g3 · бял цар на бяло поле h3 · бял офицер на бяло поле e2 · черна дама на черно поле f2 | черен офицер на черно поле b8 · бяла пешка на бяло поле b7 · черен цар на бяло поле f7 · бяла дама на черно поле g5 · черна пешка на черно поле f4 · бяла пешка на черно поле g3 · бял цар на бяло поле h3 · бял офицер на бяло поле e2 · черна дама на черно поле f2 | 6 |
| 5 | черен офицер на черно поле b8 · бяла пешка на бяло поле b7 · черен цар на бяло поле f7 · бяла дама на черно поле g5 · черна пешка на черно поле f4 · бяла пешка на черно поле g3 · бял цар на бяло поле h3 · бял офицер на бяло поле e2 · черна дама на черно поле f2 | черен офицер на черно поле b8 · бяла пешка на бяло поле b7 · черен цар на бяло поле f7 · бяла дама на черно поле g5 · черна пешка на черно поле f4 · бяла пешка на черно поле g3 · бял цар на бяло поле h3 · бял офицер на бяло поле e2 · черна дама на черно поле f2 | черен офицер на черно поле b8 · бяла пешка на бяло поле b7 · черен цар на бяло поле f7 · бяла дама на черно поле g5 · черна пешка на черно поле f4 · бяла пешка на черно поле g3 · бял цар на бяло поле h3 · бял офицер на бяло поле e2 · черна дама на черно поле f2 | черен офицер на черно поле b8 · бяла пешка на бяло поле b7 · черен цар на бяло поле f7 · бяла дама на черно поле g5 · черна пешка на черно поле f4 · бяла пешка на черно поле g3 · бял цар на бяло поле h3 · бял офицер на бяло поле e2 · черна дама на черно поле f2 | черен офицер на черно поле b8 · бяла пешка на бяло поле b7 · черен цар на бяло поле f7 · бяла дама на черно поле g5 · черна пешка на черно поле f4 · бяла пешка на черно поле g3 · бял цар на бяло поле h3 · бял офицер на бяло поле e2 · черна дама на черно поле f2 | черен офицер на черно поле b8 · бяла пешка на бяло поле b7 · черен цар на бяло поле f7 · бяла дама на черно поле g5 · черна пешка на черно поле f4 · бяла пешка на черно поле g3 · бял цар на бяло поле h3 · бял офицер на бяло поле e2 · черна дама на черно поле f2 | черен офицер на черно поле b8 · бяла пешка на бяло поле b7 · черен цар на бяло поле f7 · бяла дама на черно поле g5 · черна пешка на черно поле f4 · бяла пешка на черно поле g3 · бял цар на бяло поле h3 · бял офицер на бяло поле e2 · черна дама на черно поле f2 | черен офицер на черно поле b8 · бяла пешка на бяло поле b7 · черен цар на бяло поле f7 · бяла дама на черно поле g5 · черна пешка на черно поле f4 · бяла пешка на черно поле g3 · бял цар на бяло поле h3 · бял офицер на бяло поле e2 · черна дама на черно поле f2 | 5 |
| 4 | черен офицер на черно поле b8 · бяла пешка на бяло поле b7 · черен цар на бяло поле f7 · бяла дама на черно поле g5 · черна пешка на черно поле f4 · бяла пешка на черно поле g3 · бял цар на бяло поле h3 · бял офицер на бяло поле e2 · черна дама на черно поле f2 | черен офицер на черно поле b8 · бяла пешка на бяло поле b7 · черен цар на бяло поле f7 · бяла дама на черно поле g5 · черна пешка на черно поле f4 · бяла пешка на черно поле g3 · бял цар на бяло поле h3 · бял офицер на бяло поле e2 · черна дама на черно поле f2 | черен офицер на черно поле b8 · бяла пешка на бяло поле b7 · черен цар на бяло поле f7 · бяла дама на черно поле g5 · черна пешка на черно поле f4 · бяла пешка на черно поле g3 · бял цар на бяло поле h3 · бял офицер на бяло поле e2 · черна дама на черно поле f2 | черен офицер на черно поле b8 · бяла пешка на бяло поле b7 · черен цар на бяло поле f7 · бяла дама на черно поле g5 · черна пешка на черно поле f4 · бяла пешка на черно поле g3 · бял цар на бяло поле h3 · бял офицер на бяло поле e2 · черна дама на черно поле f2 | черен офицер на черно поле b8 · бяла пешка на бяло поле b7 · черен цар на бяло поле f7 · бяла дама на черно поле g5 · черна пешка на черно поле f4 · бяла пешка на черно поле g3 · бял цар на бяло поле h3 · бял офицер на бяло поле e2 · черна дама на черно поле f2 | черен офицер на черно поле b8 · бяла пешка на бяло поле b7 · черен цар на бяло поле f7 · бяла дама на черно поле g5 · черна пешка на черно поле f4 · бяла пешка на черно поле g3 · бял цар на бяло поле h3 · бял офицер на бяло поле e2 · черна дама на черно поле f2 | черен офицер на черно поле b8 · бяла пешка на бяло поле b7 · черен цар на бяло поле f7 · бяла дама на черно поле g5 · черна пешка на черно поле f4 · бяла пешка на черно поле g3 · бял цар на бяло поле h3 · бял офицер на бяло поле e2 · черна дама на черно поле f2 | черен офицер на черно поле b8 · бяла пешка на бяло поле b7 · черен цар на бяло поле f7 · бяла дама на черно поле g5 · черна пешка на черно поле f4 · бяла пешка на черно поле g3 · бял цар на бяло поле h3 · бял офицер на бяло поле e2 · черна дама на черно поле f2 | 4 |
| 3 | черен офицер на черно поле b8 · бяла пешка на бяло поле b7 · черен цар на бяло поле f7 · бяла дама на черно поле g5 · черна пешка на черно поле f4 · бяла пешка на черно поле g3 · бял цар на бяло поле h3 · бял офицер на бяло поле e2 · черна дама на черно поле f2 | черен офицер на черно поле b8 · бяла пешка на бяло поле b7 · черен цар на бяло поле f7 · бяла дама на черно поле g5 · черна пешка на черно поле f4 · бяла пешка на черно поле g3 · бял цар на бяло поле h3 · бял офицер на бяло поле e2 · черна дама на черно поле f2 | черен офицер на черно поле b8 · бяла пешка на бяло поле b7 · черен цар на бяло поле f7 · бяла дама на черно поле g5 · черна пешка на черно поле f4 · бяла пешка на черно поле g3 · бял цар на бяло поле h3 · бял офицер на бяло поле e2 · черна дама на черно поле f2 | черен офицер на черно поле b8 · бяла пешка на бяло поле b7 · черен цар на бяло поле f7 · бяла дама на черно поле g5 · черна пешка на черно поле f4 · бяла пешка на черно поле g3 · бял цар на бяло поле h3 · бял офицер на бяло поле e2 · черна дама на черно поле f2 | черен офицер на черно поле b8 · бяла пешка на бяло поле b7 · черен цар на бяло поле f7 · бяла дама на черно поле g5 · черна пешка на черно поле f4 · бяла пешка на черно поле g3 · бял цар на бяло поле h3 · бял офицер на бяло поле e2 · черна дама на черно поле f2 | черен офицер на черно поле b8 · бяла пешка на бяло поле b7 · черен цар на бяло поле f7 · бяла дама на черно поле g5 · черна пешка на черно поле f4 · бяла пешка на черно поле g3 · бял цар на бяло поле h3 · бял офицер на бяло поле e2 · черна дама на черно поле f2 | черен офицер на черно поле b8 · бяла пешка на бяло поле b7 · черен цар на бяло поле f7 · бяла дама на черно поле g5 · черна пешка на черно поле f4 · бяла пешка на черно поле g3 · бял цар на бяло поле h3 · бял офицер на бяло поле e2 · черна дама на черно поле f2 | черен офицер на черно поле b8 · бяла пешка на бяло поле b7 · черен цар на бяло поле f7 · бяла дама на черно поле g5 · черна пешка на черно поле f4 · бяла пешка на черно поле g3 · бял цар на бяло поле h3 · бял офицер на бяло поле e2 · черна дама на черно поле f2 | 3 |
| 2 | черен офицер на черно поле b8 · бяла пешка на бяло поле b7 · черен цар на бяло поле f7 · бяла дама на черно поле g5 · черна пешка на черно поле f4 · бяла пешка на черно поле g3 · бял цар на бяло поле h3 · бял офицер на бяло поле e2 · черна дама на черно поле f2 | черен офицер на черно поле b8 · бяла пешка на бяло поле b7 · черен цар на бяло поле f7 · бяла дама на черно поле g5 · черна пешка на черно поле f4 · бяла пешка на черно поле g3 · бял цар на бяло поле h3 · бял офицер на бяло поле e2 · черна дама на черно поле f2 | черен офицер на черно поле b8 · бяла пешка на бяло поле b7 · черен цар на бяло поле f7 · бяла дама на черно поле g5 · черна пешка на черно поле f4 · бяла пешка на черно поле g3 · бял цар на бяло поле h3 · бял офицер на бяло поле e2 · черна дама на черно поле f2 | черен офицер на черно поле b8 · бяла пешка на бяло поле b7 · черен цар на бяло поле f7 · бяла дама на черно поле g5 · черна пешка на черно поле f4 · бяла пешка на черно поле g3 · бял цар на бяло поле h3 · бял офицер на бяло поле e2 · черна дама на черно поле f2 | черен офицер на черно поле b8 · бяла пешка на бяло поле b7 · черен цар на бяло поле f7 · бяла дама на черно поле g5 · черна пешка на черно поле f4 · бяла пешка на черно поле g3 · бял цар на бяло поле h3 · бял офицер на бяло поле e2 · черна дама на черно поле f2 | черен офицер на черно поле b8 · бяла пешка на бяло поле b7 · черен цар на бяло поле f7 · бяла дама на черно поле g5 · черна пешка на черно поле f4 · бяла пешка на черно поле g3 · бял цар на бяло поле h3 · бял офицер на бяло поле e2 · черна дама на черно поле f2 | черен офицер на черно поле b8 · бяла пешка на бяло поле b7 · черен цар на бяло поле f7 · бяла дама на черно поле g5 · черна пешка на черно поле f4 · бяла пешка на черно поле g3 · бял цар на бяло поле h3 · бял офицер на бяло поле e2 · черна дама на черно поле f2 | черен офицер на черно поле b8 · бяла пешка на бяло поле b7 · черен цар на бяло поле f7 · бяла дама на черно поле g5 · черна пешка на черно поле f4 · бяла пешка на черно поле g3 · бял цар на бяло поле h3 · бял офицер на бяло поле e2 · черна дама на черно поле f2 | 2 |
| 1 | черен офицер на черно поле b8 · бяла пешка на бяло поле b7 · черен цар на бяло поле f7 · бяла дама на черно поле g5 · черна пешка на черно поле f4 · бяла пешка на черно поле g3 · бял цар на бяло поле h3 · бял офицер на бяло поле e2 · черна дама на черно поле f2 | черен офицер на черно поле b8 · бяла пешка на бяло поле b7 · черен цар на бяло поле f7 · бяла дама на черно поле g5 · черна пешка на черно поле f4 · бяла пешка на черно поле g3 · бял цар на бяло поле h3 · бял офицер на бяло поле e2 · черна дама на черно поле f2 | черен офицер на черно поле b8 · бяла пешка на бяло поле b7 · черен цар на бяло поле f7 · бяла дама на черно поле g5 · черна пешка на черно поле f4 · бяла пешка на черно поле g3 · бял цар на бяло поле h3 · бял офицер на бяло поле e2 · черна дама на черно поле f2 | черен офицер на черно поле b8 · бяла пешка на бяло поле b7 · черен цар на бяло поле f7 · бяла дама на черно поле g5 · черна пешка на черно поле f4 · бяла пешка на черно поле g3 · бял цар на бяло поле h3 · бял офицер на бяло поле e2 · черна дама на черно поле f2 | черен офицер на черно поле b8 · бяла пешка на бяло поле b7 · черен цар на бяло поле f7 · бяла дама на черно поле g5 · черна пешка на черно поле f4 · бяла пешка на черно поле g3 · бял цар на бяло поле h3 · бял офицер на бяло поле e2 · черна дама на черно поле f2 | черен офицер на черно поле b8 · бяла пешка на бяло поле b7 · черен цар на бяло поле f7 · бяла дама на черно поле g5 · черна пешка на черно поле f4 · бяла пешка на черно поле g3 · бял цар на бяло поле h3 · бял офицер на бяло поле e2 · черна дама на черно поле f2 | черен офицер на черно поле b8 · бяла пешка на бяло поле b7 · черен цар на бяло поле f7 · бяла дама на черно поле g5 · черна пешка на черно поле f4 · бяла пешка на черно поле g3 · бял цар на бяло поле h3 · бял офицер на бяло поле e2 · черна дама на черно поле f2 | черен офицер на черно поле b8 · бяла пешка на бяло поле b7 · черен цар на бяло поле f7 · бяла дама на черно поле g5 · черна пешка на черно поле f4 · бяла пешка на черно поле g3 · бял цар на бяло поле h3 · бял офицер на бяло поле e2 · черна дама на черно поле f2 | 1 |
|   | a | b | c | d | e | f | g | h |   |

|   | a | b | c | d | e | f | g | h |   |
| 8 | черен цар на черно поле f8 · черен топ на черно поле h8 · черен топ на черно поле c7 · черна пешка на черно поле e7 · черна пешка на бяло поле a6 · бял топ на бяло поле e6 · черна пешка на черно поле f6 · черен офицер на бяло поле b5 · черна пешка на черно поле c5 · бяла пешка на бяло поле h5 · бяла пешка на бяло поле g4 · бяла пешка на черно поле c3 · бяла пешка на бяло поле f3 · бяла пешка на бяло поле a2 · бял цар на черно поле f2 · бял топ на черно поле e1 | черен цар на черно поле f8 · черен топ на черно поле h8 · черен топ на черно поле c7 · черна пешка на черно поле e7 · черна пешка на бяло поле a6 · бял топ на бяло поле e6 · черна пешка на черно поле f6 · черен офицер на бяло поле b5 · черна пешка на черно поле c5 · бяла пешка на бяло поле h5 · бяла пешка на бяло поле g4 · бяла пешка на черно поле c3 · бяла пешка на бяло поле f3 · бяла пешка на бяло поле a2 · бял цар на черно поле f2 · бял топ на черно поле e1 | черен цар на черно поле f8 · черен топ на черно поле h8 · черен топ на черно поле c7 · черна пешка на черно поле e7 · черна пешка на бяло поле a6 · бял топ на бяло поле e6 · черна пешка на черно поле f6 · черен офицер на бяло поле b5 · черна пешка на черно поле c5 · бяла пешка на бяло поле h5 · бяла пешка на бяло поле g4 · бяла пешка на черно поле c3 · бяла пешка на бяло поле f3 · бяла пешка на бяло поле a2 · бял цар на черно поле f2 · бял топ на черно поле e1 | черен цар на черно поле f8 · черен топ на черно поле h8 · черен топ на черно поле c7 · черна пешка на черно поле e7 · черна пешка на бяло поле a6 · бял топ на бяло поле e6 · черна пешка на черно поле f6 · черен офицер на бяло поле b5 · черна пешка на черно поле c5 · бяла пешка на бяло поле h5 · бяла пешка на бяло поле g4 · бяла пешка на черно поле c3 · бяла пешка на бяло поле f3 · бяла пешка на бяло поле a2 · бял цар на черно поле f2 · бял топ на черно поле e1 | черен цар на черно поле f8 · черен топ на черно поле h8 · черен топ на черно поле c7 · черна пешка на черно поле e7 · черна пешка на бяло поле a6 · бял топ на бяло поле e6 · черна пешка на черно поле f6 · черен офицер на бяло поле b5 · черна пешка на черно поле c5 · бяла пешка на бяло поле h5 · бяла пешка на бяло поле g4 · бяла пешка на черно поле c3 · бяла пешка на бяло поле f3 · бяла пешка на бяло поле a2 · бял цар на черно поле f2 · бял топ на черно поле e1 | черен цар на черно поле f8 · черен топ на черно поле h8 · черен топ на черно поле c7 · черна пешка на черно поле e7 · черна пешка на бяло поле a6 · бял топ на бяло поле e6 · черна пешка на черно поле f6 · черен офицер на бяло поле b5 · черна пешка на черно поле c5 · бяла пешка на бяло поле h5 · бяла пешка на бяло поле g4 · бяла пешка на черно поле c3 · бяла пешка на бяло поле f3 · бяла пешка на бяло поле a2 · бял цар на черно поле f2 · бял топ на черно поле e1 | черен цар на черно поле f8 · черен топ на черно поле h8 · черен топ на черно поле c7 · черна пешка на черно поле e7 · черна пешка на бяло поле a6 · бял топ на бяло поле e6 · черна пешка на черно поле f6 · черен офицер на бяло поле b5 · черна пешка на черно поле c5 · бяла пешка на бяло поле h5 · бяла пешка на бяло поле g4 · бяла пешка на черно поле c3 · бяла пешка на бяло поле f3 · бяла пешка на бяло поле a2 · бял цар на черно поле f2 · бял топ на черно поле e1 | черен цар на черно поле f8 · черен топ на черно поле h8 · черен топ на черно поле c7 · черна пешка на черно поле e7 · черна пешка на бяло поле a6 · бял топ на бяло поле e6 · черна пешка на черно поле f6 · черен офицер на бяло поле b5 · черна пешка на черно поле c5 · бяла пешка на бяло поле h5 · бяла пешка на бяло поле g4 · бяла пешка на черно поле c3 · бяла пешка на бяло поле f3 · бяла пешка на бяло поле a2 · бял цар на черно поле f2 · бял топ на черно поле e1 | 8 |
| 7 | черен цар на черно поле f8 · черен топ на черно поле h8 · черен топ на черно поле c7 · черна пешка на черно поле e7 · черна пешка на бяло поле a6 · бял топ на бяло поле e6 · черна пешка на черно поле f6 · черен офицер на бяло поле b5 · черна пешка на черно поле c5 · бяла пешка на бяло поле h5 · бяла пешка на бяло поле g4 · бяла пешка на черно поле c3 · бяла пешка на бяло поле f3 · бяла пешка на бяло поле a2 · бял цар на черно поле f2 · бял топ на черно поле e1 | черен цар на черно поле f8 · черен топ на черно поле h8 · черен топ на черно поле c7 · черна пешка на черно поле e7 · черна пешка на бяло поле a6 · бял топ на бяло поле e6 · черна пешка на черно поле f6 · черен офицер на бяло поле b5 · черна пешка на черно поле c5 · бяла пешка на бяло поле h5 · бяла пешка на бяло поле g4 · бяла пешка на черно поле c3 · бяла пешка на бяло поле f3 · бяла пешка на бяло поле a2 · бял цар на черно поле f2 · бял топ на черно поле e1 | черен цар на черно поле f8 · черен топ на черно поле h8 · черен топ на черно поле c7 · черна пешка на черно поле e7 · черна пешка на бяло поле a6 · бял топ на бяло поле e6 · черна пешка на черно поле f6 · черен офицер на бяло поле b5 · черна пешка на черно поле c5 · бяла пешка на бяло поле h5 · бяла пешка на бяло поле g4 · бяла пешка на черно поле c3 · бяла пешка на бяло поле f3 · бяла пешка на бяло поле a2 · бял цар на черно поле f2 · бял топ на черно поле e1 | черен цар на черно поле f8 · черен топ на черно поле h8 · черен топ на черно поле c7 · черна пешка на черно поле e7 · черна пешка на бяло поле a6 · бял топ на бяло поле e6 · черна пешка на черно поле f6 · черен офицер на бяло поле b5 · черна пешка на черно поле c5 · бяла пешка на бяло поле h5 · бяла пешка на бяло поле g4 · бяла пешка на черно поле c3 · бяла пешка на бяло поле f3 · бяла пешка на бяло поле a2 · бял цар на черно поле f2 · бял топ на черно поле e1 | черен цар на черно поле f8 · черен топ на черно поле h8 · черен топ на черно поле c7 · черна пешка на черно поле e7 · черна пешка на бяло поле a6 · бял топ на бяло поле e6 · черна пешка на черно поле f6 · черен офицер на бяло поле b5 · черна пешка на черно поле c5 · бяла пешка на бяло поле h5 · бяла пешка на бяло поле g4 · бяла пешка на черно поле c3 · бяла пешка на бяло поле f3 · бяла пешка на бяло поле a2 · бял цар на черно поле f2 · бял топ на черно поле e1 | черен цар на черно поле f8 · черен топ на черно поле h8 · черен топ на черно поле c7 · черна пешка на черно поле e7 · черна пешка на бяло поле a6 · бял топ на бяло поле e6 · черна пешка на черно поле f6 · черен офицер на бяло поле b5 · черна пешка на черно поле c5 · бяла пешка на бяло поле h5 · бяла пешка на бяло поле g4 · бяла пешка на черно поле c3 · бяла пешка на бяло поле f3 · бяла пешка на бяло поле a2 · бял цар на черно поле f2 · бял топ на черно поле e1 | черен цар на черно поле f8 · черен топ на черно поле h8 · черен топ на черно поле c7 · черна пешка на черно поле e7 · черна пешка на бяло поле a6 · бял топ на бяло поле e6 · черна пешка на черно поле f6 · черен офицер на бяло поле b5 · черна пешка на черно поле c5 · бяла пешка на бяло поле h5 · бяла пешка на бяло поле g4 · бяла пешка на черно поле c3 · бяла пешка на бяло поле f3 · бяла пешка на бяло поле a2 · бял цар на черно поле f2 · бял топ на черно поле e1 | черен цар на черно поле f8 · черен топ на черно поле h8 · черен топ на черно поле c7 · черна пешка на черно поле e7 · черна пешка на бяло поле a6 · бял топ на бяло поле e6 · черна пешка на черно поле f6 · черен офицер на бяло поле b5 · черна пешка на черно поле c5 · бяла пешка на бяло поле h5 · бяла пешка на бяло поле g4 · бяла пешка на черно поле c3 · бяла пешка на бяло поле f3 · бяла пешка на бяло поле a2 · бял цар на черно поле f2 · бял топ на черно поле e1 | 7 |
| 6 | черен цар на черно поле f8 · черен топ на черно поле h8 · черен топ на черно поле c7 · черна пешка на черно поле e7 · черна пешка на бяло поле a6 · бял топ на бяло поле e6 · черна пешка на черно поле f6 · черен офицер на бяло поле b5 · черна пешка на черно поле c5 · бяла пешка на бяло поле h5 · бяла пешка на бяло поле g4 · бяла пешка на черно поле c3 · бяла пешка на бяло поле f3 · бяла пешка на бяло поле a2 · бял цар на черно поле f2 · бял топ на черно поле e1 | черен цар на черно поле f8 · черен топ на черно поле h8 · черен топ на черно поле c7 · черна пешка на черно поле e7 · черна пешка на бяло поле a6 · бял топ на бяло поле e6 · черна пешка на черно поле f6 · черен офицер на бяло поле b5 · черна пешка на черно поле c5 · бяла пешка на бяло поле h5 · бяла пешка на бяло поле g4 · бяла пешка на черно поле c3 · бяла пешка на бяло поле f3 · бяла пешка на бяло поле a2 · бял цар на черно поле f2 · бял топ на черно поле e1 | черен цар на черно поле f8 · черен топ на черно поле h8 · черен топ на черно поле c7 · черна пешка на черно поле e7 · черна пешка на бяло поле a6 · бял топ на бяло поле e6 · черна пешка на черно поле f6 · черен офицер на бяло поле b5 · черна пешка на черно поле c5 · бяла пешка на бяло поле h5 · бяла пешка на бяло поле g4 · бяла пешка на черно поле c3 · бяла пешка на бяло поле f3 · бяла пешка на бяло поле a2 · бял цар на черно поле f2 · бял топ на черно поле e1 | черен цар на черно поле f8 · черен топ на черно поле h8 · черен топ на черно поле c7 · черна пешка на черно поле e7 · черна пешка на бяло поле a6 · бял топ на бяло поле e6 · черна пешка на черно поле f6 · черен офицер на бяло поле b5 · черна пешка на черно поле c5 · бяла пешка на бяло поле h5 · бяла пешка на бяло поле g4 · бяла пешка на черно поле c3 · бяла пешка на бяло поле f3 · бяла пешка на бяло поле a2 · бял цар на черно поле f2 · бял топ на черно поле e1 | черен цар на черно поле f8 · черен топ на черно поле h8 · черен топ на черно поле c7 · черна пешка на черно поле e7 · черна пешка на бяло поле a6 · бял топ на бяло поле e6 · черна пешка на черно поле f6 · черен офицер на бяло поле b5 · черна пешка на черно поле c5 · бяла пешка на бяло поле h5 · бяла пешка на бяло поле g4 · бяла пешка на черно поле c3 · бяла пешка на бяло поле f3 · бяла пешка на бяло поле a2 · бял цар на черно поле f2 · бял топ на черно поле e1 | черен цар на черно поле f8 · черен топ на черно поле h8 · черен топ на черно поле c7 · черна пешка на черно поле e7 · черна пешка на бяло поле a6 · бял топ на бяло поле e6 · черна пешка на черно поле f6 · черен офицер на бяло поле b5 · черна пешка на черно поле c5 · бяла пешка на бяло поле h5 · бяла пешка на бяло поле g4 · бяла пешка на черно поле c3 · бяла пешка на бяло поле f3 · бяла пешка на бяло поле a2 · бял цар на черно поле f2 · бял топ на черно поле e1 | черен цар на черно поле f8 · черен топ на черно поле h8 · черен топ на черно поле c7 · черна пешка на черно поле e7 · черна пешка на бяло поле a6 · бял топ на бяло поле e6 · черна пешка на черно поле f6 · черен офицер на бяло поле b5 · черна пешка на черно поле c5 · бяла пешка на бяло поле h5 · бяла пешка на бяло поле g4 · бяла пешка на черно поле c3 · бяла пешка на бяло поле f3 · бяла пешка на бяло поле a2 · бял цар на черно поле f2 · бял топ на черно поле e1 | черен цар на черно поле f8 · черен топ на черно поле h8 · черен топ на черно поле c7 · черна пешка на черно поле e7 · черна пешка на бяло поле a6 · бял топ на бяло поле e6 · черна пешка на черно поле f6 · черен офицер на бяло поле b5 · черна пешка на черно поле c5 · бяла пешка на бяло поле h5 · бяла пешка на бяло поле g4 · бяла пешка на черно поле c3 · бяла пешка на бяло поле f3 · бяла пешка на бяло поле a2 · бял цар на черно поле f2 · бял топ на черно поле e1 | 6 |
| 5 | черен цар на черно поле f8 · черен топ на черно поле h8 · черен топ на черно поле c7 · черна пешка на черно поле e7 · черна пешка на бяло поле a6 · бял топ на бяло поле e6 · черна пешка на черно поле f6 · черен офицер на бяло поле b5 · черна пешка на черно поле c5 · бяла пешка на бяло поле h5 · бяла пешка на бяло поле g4 · бяла пешка на черно поле c3 · бяла пешка на бяло поле f3 · бяла пешка на бяло поле a2 · бял цар на черно поле f2 · бял топ на черно поле e1 | черен цар на черно поле f8 · черен топ на черно поле h8 · черен топ на черно поле c7 · черна пешка на черно поле e7 · черна пешка на бяло поле a6 · бял топ на бяло поле e6 · черна пешка на черно поле f6 · черен офицер на бяло поле b5 · черна пешка на черно поле c5 · бяла пешка на бяло поле h5 · бяла пешка на бяло поле g4 · бяла пешка на черно поле c3 · бяла пешка на бяло поле f3 · бяла пешка на бяло поле a2 · бял цар на черно поле f2 · бял топ на черно поле e1 | черен цар на черно поле f8 · черен топ на черно поле h8 · черен топ на черно поле c7 · черна пешка на черно поле e7 · черна пешка на бяло поле a6 · бял топ на бяло поле e6 · черна пешка на черно поле f6 · черен офицер на бяло поле b5 · черна пешка на черно поле c5 · бяла пешка на бяло поле h5 · бяла пешка на бяло поле g4 · бяла пешка на черно поле c3 · бяла пешка на бяло поле f3 · бяла пешка на бяло поле a2 · бял цар на черно поле f2 · бял топ на черно поле e1 | черен цар на черно поле f8 · черен топ на черно поле h8 · черен топ на черно поле c7 · черна пешка на черно поле e7 · черна пешка на бяло поле a6 · бял топ на бяло поле e6 · черна пешка на черно поле f6 · черен офицер на бяло поле b5 · черна пешка на черно поле c5 · бяла пешка на бяло поле h5 · бяла пешка на бяло поле g4 · бяла пешка на черно поле c3 · бяла пешка на бяло поле f3 · бяла пешка на бяло поле a2 · бял цар на черно поле f2 · бял топ на черно поле e1 | черен цар на черно поле f8 · черен топ на черно поле h8 · черен топ на черно поле c7 · черна пешка на черно поле e7 · черна пешка на бяло поле a6 · бял топ на бяло поле e6 · черна пешка на черно поле f6 · черен офицер на бяло поле b5 · черна пешка на черно поле c5 · бяла пешка на бяло поле h5 · бяла пешка на бяло поле g4 · бяла пешка на черно поле c3 · бяла пешка на бяло поле f3 · бяла пешка на бяло поле a2 · бял цар на черно поле f2 · бял топ на черно поле e1 | черен цар на черно поле f8 · черен топ на черно поле h8 · черен топ на черно поле c7 · черна пешка на черно поле e7 · черна пешка на бяло поле a6 · бял топ на бяло поле e6 · черна пешка на черно поле f6 · черен офицер на бяло поле b5 · черна пешка на черно поле c5 · бяла пешка на бяло поле h5 · бяла пешка на бяло поле g4 · бяла пешка на черно поле c3 · бяла пешка на бяло поле f3 · бяла пешка на бяло поле a2 · бял цар на черно поле f2 · бял топ на черно поле e1 | черен цар на черно поле f8 · черен топ на черно поле h8 · черен топ на черно поле c7 · черна пешка на черно поле e7 · черна пешка на бяло поле a6 · бял топ на бяло поле e6 · черна пешка на черно поле f6 · черен офицер на бяло поле b5 · черна пешка на черно поле c5 · бяла пешка на бяло поле h5 · бяла пешка на бяло поле g4 · бяла пешка на черно поле c3 · бяла пешка на бяло поле f3 · бяла пешка на бяло поле a2 · бял цар на черно поле f2 · бял топ на черно поле e1 | черен цар на черно поле f8 · черен топ на черно поле h8 · черен топ на черно поле c7 · черна пешка на черно поле e7 · черна пешка на бяло поле a6 · бял топ на бяло поле e6 · черна пешка на черно поле f6 · черен офицер на бяло поле b5 · черна пешка на черно поле c5 · бяла пешка на бяло поле h5 · бяла пешка на бяло поле g4 · бяла пешка на черно поле c3 · бяла пешка на бяло поле f3 · бяла пешка на бяло поле a2 · бял цар на черно поле f2 · бял топ на черно поле e1 | 5 |
| 4 | черен цар на черно поле f8 · черен топ на черно поле h8 · черен топ на черно поле c7 · черна пешка на черно поле e7 · черна пешка на бяло поле a6 · бял топ на бяло поле e6 · черна пешка на черно поле f6 · черен офицер на бяло поле b5 · черна пешка на черно поле c5 · бяла пешка на бяло поле h5 · бяла пешка на бяло поле g4 · бяла пешка на черно поле c3 · бяла пешка на бяло поле f3 · бяла пешка на бяло поле a2 · бял цар на черно поле f2 · бял топ на черно поле e1 | черен цар на черно поле f8 · черен топ на черно поле h8 · черен топ на черно поле c7 · черна пешка на черно поле e7 · черна пешка на бяло поле a6 · бял топ на бяло поле e6 · черна пешка на черно поле f6 · черен офицер на бяло поле b5 · черна пешка на черно поле c5 · бяла пешка на бяло поле h5 · бяла пешка на бяло поле g4 · бяла пешка на черно поле c3 · бяла пешка на бяло поле f3 · бяла пешка на бяло поле a2 · бял цар на черно поле f2 · бял топ на черно поле e1 | черен цар на черно поле f8 · черен топ на черно поле h8 · черен топ на черно поле c7 · черна пешка на черно поле e7 · черна пешка на бяло поле a6 · бял топ на бяло поле e6 · черна пешка на черно поле f6 · черен офицер на бяло поле b5 · черна пешка на черно поле c5 · бяла пешка на бяло поле h5 · бяла пешка на бяло поле g4 · бяла пешка на черно поле c3 · бяла пешка на бяло поле f3 · бяла пешка на бяло поле a2 · бял цар на черно поле f2 · бял топ на черно поле e1 | черен цар на черно поле f8 · черен топ на черно поле h8 · черен топ на черно поле c7 · черна пешка на черно поле e7 · черна пешка на бяло поле a6 · бял топ на бяло поле e6 · черна пешка на черно поле f6 · черен офицер на бяло поле b5 · черна пешка на черно поле c5 · бяла пешка на бяло поле h5 · бяла пешка на бяло поле g4 · бяла пешка на черно поле c3 · бяла пешка на бяло поле f3 · бяла пешка на бяло поле a2 · бял цар на черно поле f2 · бял топ на черно поле e1 | черен цар на черно поле f8 · черен топ на черно поле h8 · черен топ на черно поле c7 · черна пешка на черно поле e7 · черна пешка на бяло поле a6 · бял топ на бяло поле e6 · черна пешка на черно поле f6 · черен офицер на бяло поле b5 · черна пешка на черно поле c5 · бяла пешка на бяло поле h5 · бяла пешка на бяло поле g4 · бяла пешка на черно поле c3 · бяла пешка на бяло поле f3 · бяла пешка на бяло поле a2 · бял цар на черно поле f2 · бял топ на черно поле e1 | черен цар на черно поле f8 · черен топ на черно поле h8 · черен топ на черно поле c7 · черна пешка на черно поле e7 · черна пешка на бяло поле a6 · бял топ на бяло поле e6 · черна пешка на черно поле f6 · черен офицер на бяло поле b5 · черна пешка на черно поле c5 · бяла пешка на бяло поле h5 · бяла пешка на бяло поле g4 · бяла пешка на черно поле c3 · бяла пешка на бяло поле f3 · бяла пешка на бяло поле a2 · бял цар на черно поле f2 · бял топ на черно поле e1 | черен цар на черно поле f8 · черен топ на черно поле h8 · черен топ на черно поле c7 · черна пешка на черно поле e7 · черна пешка на бяло поле a6 · бял топ на бяло поле e6 · черна пешка на черно поле f6 · черен офицер на бяло поле b5 · черна пешка на черно поле c5 · бяла пешка на бяло поле h5 · бяла пешка на бяло поле g4 · бяла пешка на черно поле c3 · бяла пешка на бяло поле f3 · бяла пешка на бяло поле a2 · бял цар на черно поле f2 · бял топ на черно поле e1 | черен цар на черно поле f8 · черен топ на черно поле h8 · черен топ на черно поле c7 · черна пешка на черно поле e7 · черна пешка на бяло поле a6 · бял топ на бяло поле e6 · черна пешка на черно поле f6 · черен офицер на бяло поле b5 · черна пешка на черно поле c5 · бяла пешка на бяло поле h5 · бяла пешка на бяло поле g4 · бяла пешка на черно поле c3 · бяла пешка на бяло поле f3 · бяла пешка на бяло поле a2 · бял цар на черно поле f2 · бял топ на черно поле e1 | 4 |
| 3 | черен цар на черно поле f8 · черен топ на черно поле h8 · черен топ на черно поле c7 · черна пешка на черно поле e7 · черна пешка на бяло поле a6 · бял топ на бяло поле e6 · черна пешка на черно поле f6 · черен офицер на бяло поле b5 · черна пешка на черно поле c5 · бяла пешка на бяло поле h5 · бяла пешка на бяло поле g4 · бяла пешка на черно поле c3 · бяла пешка на бяло поле f3 · бяла пешка на бяло поле a2 · бял цар на черно поле f2 · бял топ на черно поле e1 | черен цар на черно поле f8 · черен топ на черно поле h8 · черен топ на черно поле c7 · черна пешка на черно поле e7 · черна пешка на бяло поле a6 · бял топ на бяло поле e6 · черна пешка на черно поле f6 · черен офицер на бяло поле b5 · черна пешка на черно поле c5 · бяла пешка на бяло поле h5 · бяла пешка на бяло поле g4 · бяла пешка на черно поле c3 · бяла пешка на бяло поле f3 · бяла пешка на бяло поле a2 · бял цар на черно поле f2 · бял топ на черно поле e1 | черен цар на черно поле f8 · черен топ на черно поле h8 · черен топ на черно поле c7 · черна пешка на черно поле e7 · черна пешка на бяло поле a6 · бял топ на бяло поле e6 · черна пешка на черно поле f6 · черен офицер на бяло поле b5 · черна пешка на черно поле c5 · бяла пешка на бяло поле h5 · бяла пешка на бяло поле g4 · бяла пешка на черно поле c3 · бяла пешка на бяло поле f3 · бяла пешка на бяло поле a2 · бял цар на черно поле f2 · бял топ на черно поле e1 | черен цар на черно поле f8 · черен топ на черно поле h8 · черен топ на черно поле c7 · черна пешка на черно поле e7 · черна пешка на бяло поле a6 · бял топ на бяло поле e6 · черна пешка на черно поле f6 · черен офицер на бяло поле b5 · черна пешка на черно поле c5 · бяла пешка на бяло поле h5 · бяла пешка на бяло поле g4 · бяла пешка на черно поле c3 · бяла пешка на бяло поле f3 · бяла пешка на бяло поле a2 · бял цар на черно поле f2 · бял топ на черно поле e1 | черен цар на черно поле f8 · черен топ на черно поле h8 · черен топ на черно поле c7 · черна пешка на черно поле e7 · черна пешка на бяло поле a6 · бял топ на бяло поле e6 · черна пешка на черно поле f6 · черен офицер на бяло поле b5 · черна пешка на черно поле c5 · бяла пешка на бяло поле h5 · бяла пешка на бяло поле g4 · бяла пешка на черно поле c3 · бяла пешка на бяло поле f3 · бяла пешка на бяло поле a2 · бял цар на черно поле f2 · бял топ на черно поле e1 | черен цар на черно поле f8 · черен топ на черно поле h8 · черен топ на черно поле c7 · черна пешка на черно поле e7 · черна пешка на бяло поле a6 · бял топ на бяло поле e6 · черна пешка на черно поле f6 · черен офицер на бяло поле b5 · черна пешка на черно поле c5 · бяла пешка на бяло поле h5 · бяла пешка на бяло поле g4 · бяла пешка на черно поле c3 · бяла пешка на бяло поле f3 · бяла пешка на бяло поле a2 · бял цар на черно поле f2 · бял топ на черно поле e1 | черен цар на черно поле f8 · черен топ на черно поле h8 · черен топ на черно поле c7 · черна пешка на черно поле e7 · черна пешка на бяло поле a6 · бял топ на бяло поле e6 · черна пешка на черно поле f6 · черен офицер на бяло поле b5 · черна пешка на черно поле c5 · бяла пешка на бяло поле h5 · бяла пешка на бяло поле g4 · бяла пешка на черно поле c3 · бяла пешка на бяло поле f3 · бяла пешка на бяло поле a2 · бял цар на черно поле f2 · бял топ на черно поле e1 | черен цар на черно поле f8 · черен топ на черно поле h8 · черен топ на черно поле c7 · черна пешка на черно поле e7 · черна пешка на бяло поле a6 · бял топ на бяло поле e6 · черна пешка на черно поле f6 · черен офицер на бяло поле b5 · черна пешка на черно поле c5 · бяла пешка на бяло поле h5 · бяла пешка на бяло поле g4 · бяла пешка на черно поле c3 · бяла пешка на бяло поле f3 · бяла пешка на бяло поле a2 · бял цар на черно поле f2 · бял топ на черно поле e1 | 3 |
| 2 | черен цар на черно поле f8 · черен топ на черно поле h8 · черен топ на черно поле c7 · черна пешка на черно поле e7 · черна пешка на бяло поле a6 · бял топ на бяло поле e6 · черна пешка на черно поле f6 · черен офицер на бяло поле b5 · черна пешка на черно поле c5 · бяла пешка на бяло поле h5 · бяла пешка на бяло поле g4 · бяла пешка на черно поле c3 · бяла пешка на бяло поле f3 · бяла пешка на бяло поле a2 · бял цар на черно поле f2 · бял топ на черно поле e1 | черен цар на черно поле f8 · черен топ на черно поле h8 · черен топ на черно поле c7 · черна пешка на черно поле e7 · черна пешка на бяло поле a6 · бял топ на бяло поле e6 · черна пешка на черно поле f6 · черен офицер на бяло поле b5 · черна пешка на черно поле c5 · бяла пешка на бяло поле h5 · бяла пешка на бяло поле g4 · бяла пешка на черно поле c3 · бяла пешка на бяло поле f3 · бяла пешка на бяло поле a2 · бял цар на черно поле f2 · бял топ на черно поле e1 | черен цар на черно поле f8 · черен топ на черно поле h8 · черен топ на черно поле c7 · черна пешка на черно поле e7 · черна пешка на бяло поле a6 · бял топ на бяло поле e6 · черна пешка на черно поле f6 · черен офицер на бяло поле b5 · черна пешка на черно поле c5 · бяла пешка на бяло поле h5 · бяла пешка на бяло поле g4 · бяла пешка на черно поле c3 · бяла пешка на бяло поле f3 · бяла пешка на бяло поле a2 · бял цар на черно поле f2 · бял топ на черно поле e1 | черен цар на черно поле f8 · черен топ на черно поле h8 · черен топ на черно поле c7 · черна пешка на черно поле e7 · черна пешка на бяло поле a6 · бял топ на бяло поле e6 · черна пешка на черно поле f6 · черен офицер на бяло поле b5 · черна пешка на черно поле c5 · бяла пешка на бяло поле h5 · бяла пешка на бяло поле g4 · бяла пешка на черно поле c3 · бяла пешка на бяло поле f3 · бяла пешка на бяло поле a2 · бял цар на черно поле f2 · бял топ на черно поле e1 | черен цар на черно поле f8 · черен топ на черно поле h8 · черен топ на черно поле c7 · черна пешка на черно поле e7 · черна пешка на бяло поле a6 · бял топ на бяло поле e6 · черна пешка на черно поле f6 · черен офицер на бяло поле b5 · черна пешка на черно поле c5 · бяла пешка на бяло поле h5 · бяла пешка на бяло поле g4 · бяла пешка на черно поле c3 · бяла пешка на бяло поле f3 · бяла пешка на бяло поле a2 · бял цар на черно поле f2 · бял топ на черно поле e1 | черен цар на черно поле f8 · черен топ на черно поле h8 · черен топ на черно поле c7 · черна пешка на черно поле e7 · черна пешка на бяло поле a6 · бял топ на бяло поле e6 · черна пешка на черно поле f6 · черен офицер на бяло поле b5 · черна пешка на черно поле c5 · бяла пешка на бяло поле h5 · бяла пешка на бяло поле g4 · бяла пешка на черно поле c3 · бяла пешка на бяло поле f3 · бяла пешка на бяло поле a2 · бял цар на черно поле f2 · бял топ на черно поле e1 | черен цар на черно поле f8 · черен топ на черно поле h8 · черен топ на черно поле c7 · черна пешка на черно поле e7 · черна пешка на бяло поле a6 · бял топ на бяло поле e6 · черна пешка на черно поле f6 · черен офицер на бяло поле b5 · черна пешка на черно поле c5 · бяла пешка на бяло поле h5 · бяла пешка на бяло поле g4 · бяла пешка на черно поле c3 · бяла пешка на бяло поле f3 · бяла пешка на бяло поле a2 · бял цар на черно поле f2 · бял топ на черно поле e1 | черен цар на черно поле f8 · черен топ на черно поле h8 · черен топ на черно поле c7 · черна пешка на черно поле e7 · черна пешка на бяло поле a6 · бял топ на бяло поле e6 · черна пешка на черно поле f6 · черен офицер на бяло поле b5 · черна пешка на черно поле c5 · бяла пешка на бяло поле h5 · бяла пешка на бяло поле g4 · бяла пешка на черно поле c3 · бяла пешка на бяло поле f3 · бяла пешка на бяло поле a2 · бял цар на черно поле f2 · бял топ на черно поле e1 | 2 |
| 1 | черен цар на черно поле f8 · черен топ на черно поле h8 · черен топ на черно поле c7 · черна пешка на черно поле e7 · черна пешка на бяло поле a6 · бял топ на бяло поле e6 · черна пешка на черно поле f6 · черен офицер на бяло поле b5 · черна пешка на черно поле c5 · бяла пешка на бяло поле h5 · бяла пешка на бяло поле g4 · бяла пешка на черно поле c3 · бяла пешка на бяло поле f3 · бяла пешка на бяло поле a2 · бял цар на черно поле f2 · бял топ на черно поле e1 | черен цар на черно поле f8 · черен топ на черно поле h8 · черен топ на черно поле c7 · черна пешка на черно поле e7 · черна пешка на бяло поле a6 · бял топ на бяло поле e6 · черна пешка на черно поле f6 · черен офицер на бяло поле b5 · черна пешка на черно поле c5 · бяла пешка на бяло поле h5 · бяла пешка на бяло поле g4 · бяла пешка на черно поле c3 · бяла пешка на бяло поле f3 · бяла пешка на бяло поле a2 · бял цар на черно поле f2 · бял топ на черно поле e1 | черен цар на черно поле f8 · черен топ на черно поле h8 · черен топ на черно поле c7 · черна пешка на черно поле e7 · черна пешка на бяло поле a6 · бял топ на бяло поле e6 · черна пешка на черно поле f6 · черен офицер на бяло поле b5 · черна пешка на черно поле c5 · бяла пешка на бяло поле h5 · бяла пешка на бяло поле g4 · бяла пешка на черно поле c3 · бяла пешка на бяло поле f3 · бяла пешка на бяло поле a2 · бял цар на черно поле f2 · бял топ на черно поле e1 | черен цар на черно поле f8 · черен топ на черно поле h8 · черен топ на черно поле c7 · черна пешка на черно поле e7 · черна пешка на бяло поле a6 · бял топ на бяло поле e6 · черна пешка на черно поле f6 · черен офицер на бяло поле b5 · черна пешка на черно поле c5 · бяла пешка на бяло поле h5 · бяла пешка на бяло поле g4 · бяла пешка на черно поле c3 · бяла пешка на бяло поле f3 · бяла пешка на бяло поле a2 · бял цар на черно поле f2 · бял топ на черно поле e1 | черен цар на черно поле f8 · черен топ на черно поле h8 · черен топ на черно поле c7 · черна пешка на черно поле e7 · черна пешка на бяло поле a6 · бял топ на бяло поле e6 · черна пешка на черно поле f6 · черен офицер на бяло поле b5 · черна пешка на черно поле c5 · бяла пешка на бяло поле h5 · бяла пешка на бяло поле g4 · бяла пешка на черно поле c3 · бяла пешка на бяло поле f3 · бяла пешка на бяло поле a2 · бял цар на черно поле f2 · бял топ на черно поле e1 | черен цар на черно поле f8 · черен топ на черно поле h8 · черен топ на черно поле c7 · черна пешка на черно поле e7 · черна пешка на бяло поле a6 · бял топ на бяло поле e6 · черна пешка на черно поле f6 · черен офицер на бяло поле b5 · черна пешка на черно поле c5 · бяла пешка на бяло поле h5 · бяла пешка на бяло поле g4 · бяла пешка на черно поле c3 · бяла пешка на бяло поле f3 · бяла пешка на бяло поле a2 · бял цар на черно поле f2 · бял топ на черно поле e1 | черен цар на черно поле f8 · черен топ на черно поле h8 · черен топ на черно поле c7 · черна пешка на черно поле e7 · черна пешка на бяло поле a6 · бял топ на бяло поле e6 · черна пешка на черно поле f6 · черен офицер на бяло поле b5 · черна пешка на черно поле c5 · бяла пешка на бяло поле h5 · бяла пешка на бяло поле g4 · бяла пешка на черно поле c3 · бяла пешка на бяло поле f3 · бяла пешка на бяло поле a2 · бял цар на черно поле f2 · бял топ на черно поле e1 | черен цар на черно поле f8 · черен топ на черно поле h8 · черен топ на черно поле c7 · черна пешка на черно поле e7 · черна пешка на бяло поле a6 · бял топ на бяло поле e6 · черна пешка на черно поле f6 · черен офицер на бяло поле b5 · черна пешка на черно поле c5 · бяла пешка на бяло поле h5 · бяла пешка на бяло поле g4 · бяла пешка на черно поле c3 · бяла пешка на бяло поле f3 · бяла пешка на бяло поле a2 · бял цар на черно поле f2 · бял топ на черно поле e1 | 1 |
|   | a | b | c | d | e | f | g | h |   |

Елитната шахматна верига Голям шахматен турнир включва най-престижните шахматни събития от световния календар през годината. През 2015 г. това са Norway Chess (Норвегия), Sinquefield Cup (САЩ) и London Chess Classic (Великобритания).
На супертурнира в Ставангер (Норвегия) през юни-юли 2015 г. с участието на най-силните шахматисти в света още в първата среща Веселин Топалов  побеждава с черните фигури световния шампион Магнус Карлсен, а после Вашие-Лаграв, Аронян, Хамър и Гришчук. Така с 5 победи, 3 ремита и 1 загуба постига турнирен суперрезултат 2946, печели 1-вото място с 6,5 т. от 9 възможни и с ЕЛО 2816 дели второто място в класацията на ФИДЕ заедно с Вишванатан Ананд. 
На турнира в Сейнт Луис (САЩ) през август-септември 2015 г. Веселин Топалов печели втора поредна победа за годината отново с черните фигури срещу действащия световен шампион Магнус Карлсен и заема седмо място с краен резултат от 4,5 точки (две победи, пет ремита и две загуби). От двата супертурнира Топалов води в класирането във веригата Grand Chess Tour пред всички звезди на световния шахмат, което го превръща на практика в най-добрия шахматист в света: 
1. Веселин Топалов (България) – 17 точки

2. Хикару Накамура (САЩ) – 16 точки

3. Левон Аронян (Армения) – 15 точки

4. Магнус Карлсен (Норвегия) – 14 точки

5. Аниш Гири (Холандия) – 13 точки

6. Вишванатан Ананд (Индия) – 12 точки

7. Максим Вашие-Лаграв (Франция) – 12 точки

8. Фабиано Каруана (САЩ) – 9 точки

9. Александър Гришчук (Русия) – 8 точки.
Решителният трети турнир London Chess Classic се провежда от 4 до 13 декември 2015 г. в Лондон.  Печели Карлсен, който е победител в крайното класиране във веригата за годината. Веселин Топалов остава шести.
През 2016 г. във веригата са включени 4 турнира: досегашните Sinquefield Cup (САЩ) и London Chess Classic (Великобритания) и два турнира по блиц и бърз шах в Париж и Льовен. За класирането се признават най-добрите резултати в три от четирите турнира. Победител е Уесли Со (САЩ) с 36 точки. Топалов е на 10-о място с 10,75 точки.

## Участие на шахматни олимпиади
Веселин Топалов е участвал на 8 шахматни олимпиади с отбора на България (1994 – 2000 и 2008 – 2014 г.). През 1994 г. печели златен медал на 1-ва дъска, 1998 г. – сребърен медал на 1-ва дъска, 2000 г. – сребърен медал на 1-ва дъска, 2008 г. – бронзов медал на 1-ва дъска и 2014 г. златен медал на 1-ва дъска).

През 2014 г. на 41-вата Шахматна олимпиада в Тромсьо Топалов печели златния медал на 1-ва дъска с втори най-добър турнирен коефициент ЕЛО 2872.

## Награди
- „Шахматен Оскар“ – 2005
2-ро място – 1996, 2006, 2008; 4-то място – 2007; 5-6-о място – 2009; 6-о място – 2001, 2004, 2010
- Спортист №1 на България – 2005
- В Топ-10 при определяне на най-добър спортист на България – 1996, 1997, 2008